# Chieti

panorama cittadino dal quartiere Santa Maria

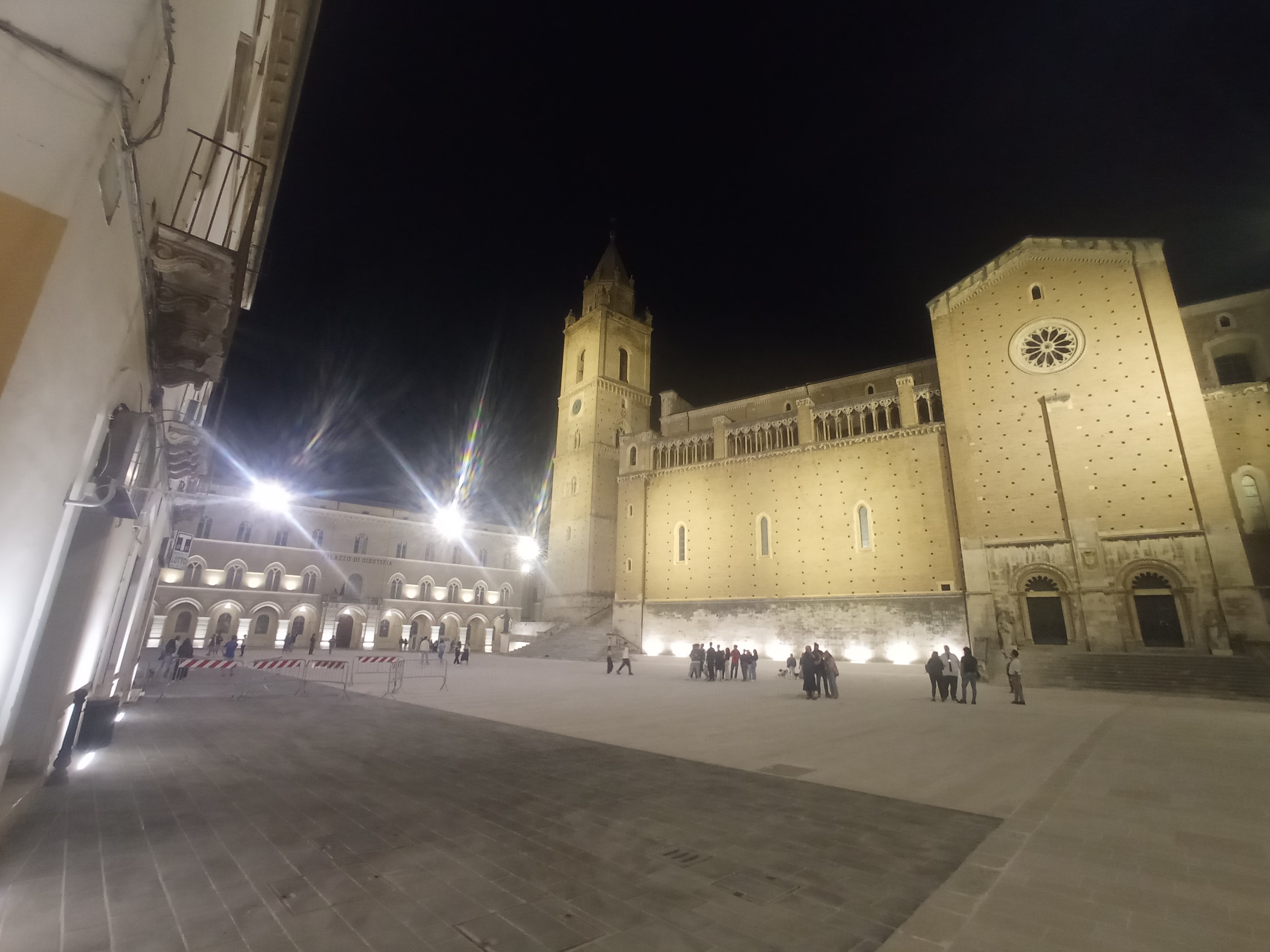
Piazza san Giustino di sera

Chieti (, Chjïétë o Chjìtë in abruzzese) è un comune italiano di 48 435 abitanti, capoluogo dell'omonima provincia in Abruzzo.
Divisa tra il centro storico collinare, situato tra i fiumi Pescara e Alento, e il quartiere Chieti scalo nella Val Pescara, la città è posta a breve distanza sia dal mare che dalla montagna. In passato è stata la principale città del popolo dei Marrucini, municipio al tempo dei Romani, e successivamente capoluogo dell'Abruzzo Citeriore; durante la seconda guerra mondiale venne dichiarata città aperta a causa del gran numero di sfollati che vi trovarono rifugio.

## Geografia fisica

### Territorio
La collina di Chieti è situata nella parte centro-orientale dell'Abruzzo, raggiunge un'elevazione massima di 348 metri sul livello del mare, e divide le acque del bacino del fiume Pescara (a nord) da quelle del fiume Alento (a sud).
La città gode di una favorevole posizione geografica, sia perché vicina alla riviera adriatica e alle masse montuose della Maiella e del Gran Sasso, sia perché collegata alle vicine reti di trasporto del versante adriatico, come l'autostrada A14 e la ferrovia Adriatica.
La città è divisa in due centri principali, Chieti alta e Chieti Scalo.
Chieti alta è il nucleo collinare della città e comprende il centro storico che, situato sulla sommità pianeggiante del colle, ospita numerosi resti ed edifici in vari stili che raccontano delle molte fasi storiche attraversate del capoluogo teatino.
Chieti Scalo è invece la parte più moderna ed industriale della città. Situata a nord della collina ed estesa fino all'argine destro del fiume Pescara, si è sviluppata seguendo prevalentemente il percorso dell'antica via Tiburtina Valeria, che nel tratto urbano viene ridenominata e suddivisa in via Aterno, viale Abruzzo, viale Benedetto Croce e viale Unità d'Italia, e della ferrovia Roma-Pescara. Tramite lo sviluppo di questa parte di città, Chieti si è saldata e integrata nell'area metropolitana pescarese-chietina, che raggiunge una popolazione totale di circa 350.000 abitanti. La zona di Chieti Scalo in particolare ospita numerosi studenti universitari del campus dell'università degli Studi "Gabriele d'Annunzio" di via dei Vestini.

### Clima
Il clima è tipicamente mediterraneo, e beneficia degli influssi di origine marina (la città dista dal mare poco più di 10 chilometri nella zona di Chieti Scalo), ma al contempo risente dell'influenza della Maiella, da cui dista circa 25 – 30 km. Le temperature non sono né eccessivamente elevate, né troppo rigide, e le escursioni termiche tra il giorno e la notte si presentano decisamente contenute, come solo in alcune località abruzzesi della costa.
Nel mese di gennaio (quello più freddo) si ha in media una temperatura di 6-7 °C, con le minime di 4-5 °C e le massime di 9-10 °C. In inverno può a volte accadere che con correnti da sud-ovest Chieti si ritrovi sotto condizioni di favonio (o föhn), capaci di provocare un repentino aumento della temperatura, che può arrivare persino a sfiorare i 25 °C, e una diminuzione dell'umidità relativa. Dall'analisi di numerosi dati, reperiti presso gli uffici del comune, le temperature minime notturne invernali hanno fatto registrare dei valori notevolmente alti, che sono forse pari solo a quelli del promontorio di Vasto: infatti non risulta che la minima assoluta abbia mai toccato i -10 °C, mentre nel circostante territorio si è potuti giungere a punte di -10 °C e oltre. In inverno la neve può cadere abbondante, spesso con punte anche di un metro, per l'arrivo delle perturbazioni dall'Est europeo: infatti a causa di correnti da nord-est Chieti risente sia dello stau, che provoca precipitazioni generalmente deboli, più intense se accompagnate da una depressione, sia del buran siberiano.
Nel mese più caldo (luglio) la temperatura minima si aggira sui 20-21 °C, mentre la massima sui 30-31 °C, specie a Chieti Scalo, e come sempre più frequentemente sta accadendo, per l'influenza dell'anticiclone nordafricano, può succedere che di notte il termometro non vada al di sotto dei 20-22 °C, mentre di giorno si possono raggiungere valori massimi anche di 35-36 °C, valori esasperati anche dalla forte umidità che di solito li accompagna.
Le precipitazioni sono decisamente abbondanti se raffrontate con quelle di altre aree dell'Abruzzo adriatico (sui 600–700 mm annui, che sono riscontrabili allo Scalo, più di 800 nella parte collinare) grazie alla buona esposizione del rilievo alle perturbazioni, prevalentemente nordoccidentali e nordorientali e concentrate soprattutto nell'autunno e nell'inverno. Tuttavia a differenza di molte città del Nordeuropa le piogge sono distribuite in meno giorni (all'incirca sugli 80-100 giorni all'anno), questo significa che molto spesso si verificano dei temporali di eccezionale vigore, non infrequentemente accompagnati da grandine o fulmini. Una certa secchezza e scarsità di precipitazioni si può riscontrare in estate, in cui il bel tempo è interrotto solo a lunghi intervalli da piogge e temporali, soprattutto pomeridiani, causati da depressioni cicloniche che dal Nord Atlantico valicano le Alpi, sfaldando il regime dominante di alta pressione. Verso la seconda metà di agosto fanno la loro comparsa le prime precipitazioni significative, e i picchi massimi annuali di precipitazioni si registrano fra ottobre e novembre.
Il vento è spesso intenso, ma al contempo mitiga le temperature estive. A causa della sua peculiare posizione collinare Chieti è una città tra le più ventose d'Italia, i venti sono frequenti soprattutto in inverno, durante il quale sono freddi (siberiani) e portano neve e gelo, e in primavera, durante la quale portano la particolare brezza collinare.
I valori di umidità diurni non sono di solito elevati, anche se, specie in luglio e agosto, si hanno lunghi periodi assai afosi, dovuti principalmente all'anticiclone nordafricano e alla vicinanza al mare.

## Storia

### Antichità e periodo romano

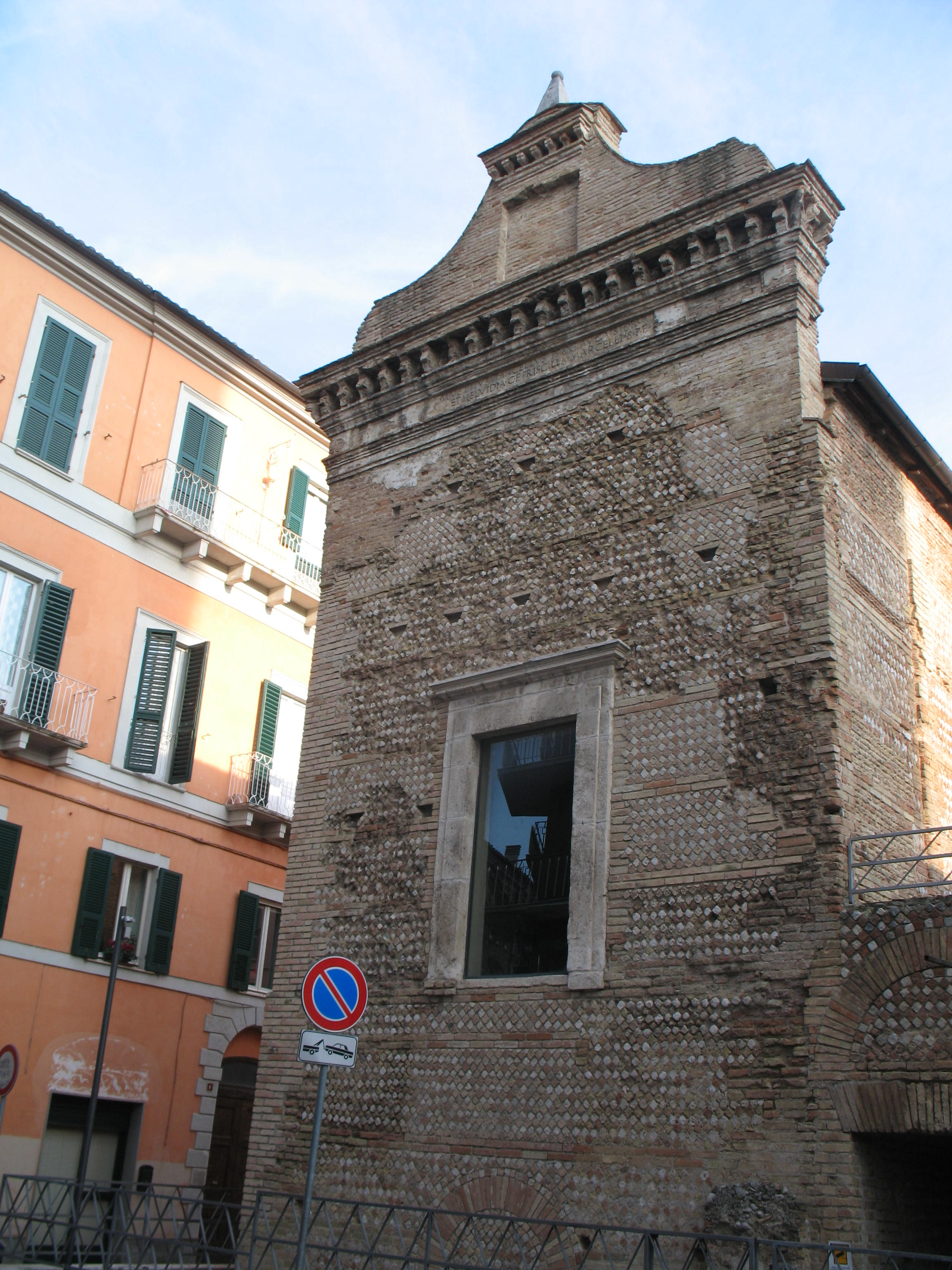
Il tempio maggiore del complesso dei Templi Romani del I secolo, dedicato a Castore e Polluce, fu anche chiesa, dedicata a San Paolo, da cui deriva il nome dell'omonimo rione.

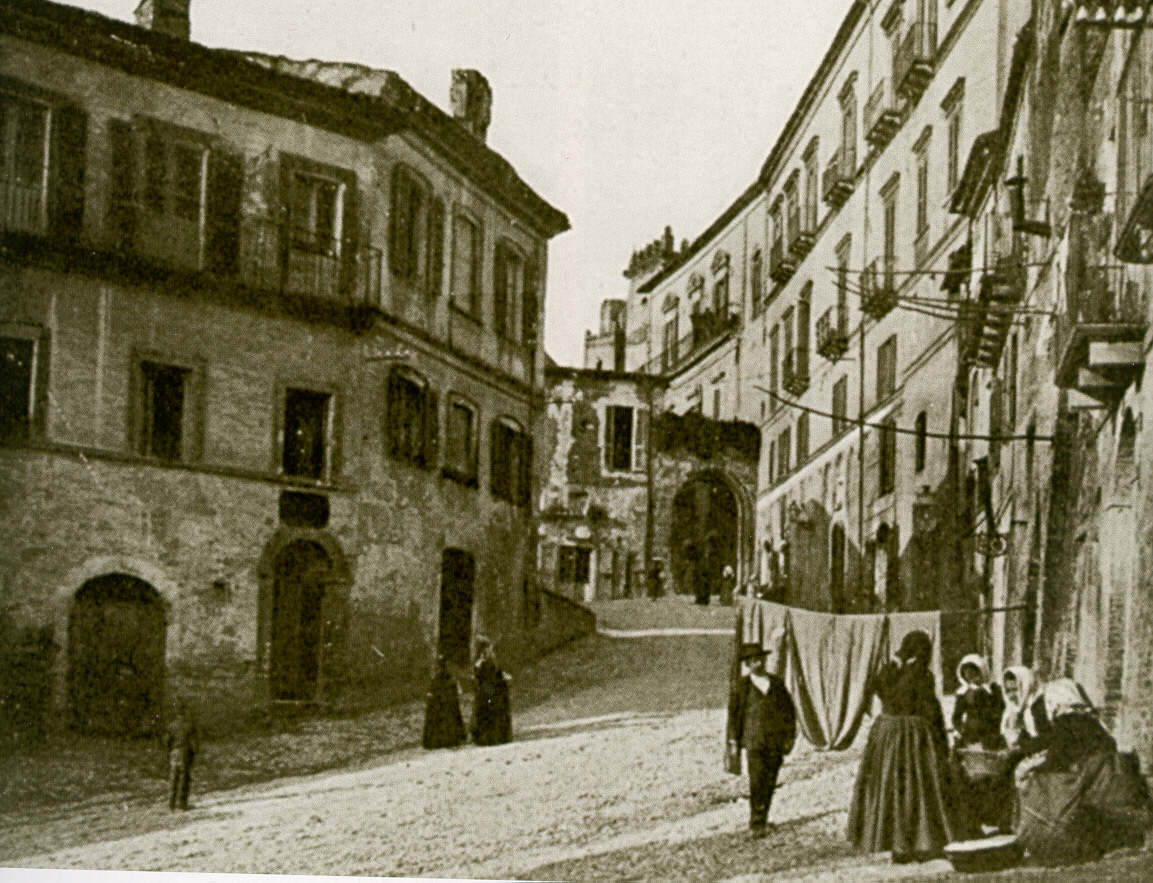
Porta Pescara nel 1921

Secondo alcune leggende di origine seicentesca, le origini storiche di Chieti si confondono con la mitologia: una leggenda racconta che l'odierna Chieti sarebbe stata fondata nel 1181 a.C. dall'eroe Achille, che le avrebbe dato il nome Teate in onore di sua madre. L'eroe omerico è rappresentato nello stemma del comune su un cavallo rampante, mentre regge una lancia e uno scudo su cui è raffigurata una croce bianca su campo rosso con quattro chiavi, che rappresentano le quattro porte d'ingresso della Chieti medievale (Porta Sant'Anna, Porta Santa Maria, Porta Napoli e Porta Pescara).
Altre leggende sulle origini di Chieti, riportate da Lucio Camarra, Girolamo Nicolino e Niccolò Toppi, ma anche dal poeta Federico Valignani, narrano che sarebbe stata fondata dai Pelasgi in onore della ninfa Teti. Secondo lo scrittore Girolamo Nicolino la nascita di Chieti risalirebbe al 1181 a.C. Strabone riporta che la città era chiamata in origine Teatéa (Τεατέα), ed era il centro principale dei Marrucini (τὴν τῶν Μαρρουκίνων μητρόπολιν).
Ad ogni modo la città, nota epoca romana come Teate Marrucinorum, fu fondata dal popolo italico dei Marrucini, in principio stanziati nella zona di Rapino, e ne divenne in seguito il centro principale. Questi ultimi, pur non facendo parte della lega sannitica, sostennero i Marsi e gli altri popoli italici negli scontri contro Roma, conclusi nel 304 a.C. con la sconfigga degli italici. Da quel momento i Marrucini divennero alleati dei Romani, offrendo loro appoggio militare in numerose battaglie della repubblica contro Pirro, i Galli cisalpini, Perseo di Macedonia, Annibale e Asdrubale.
I Marrucini parteciparono in seguito alla Guerra sociale per il riconoscimento della cittadinanza romana a tutti gli Italici e dove perse la vita, sconfitto da Gaio Mario, il condottiero marrucino Asinio Herio, (la cui stirpe, trasferita a Roma, formò la gens Asinia). Anche a Teate, come ricordano Camarra e Nicolino, il riavvicinamento con Roma fu favorito dalla gens dei Vezii, di origine presumibilmente italica e della quale uno dei membri più in vista del periodo, Marco Vezio Marcello, procuratore di Nerone, costruì i templi e il teatro. Roma vinse la Guerra sociale ma concesse la cittadinanza a tutti i popoli italici. Nel 91 a.C. Chieti entrò definitivamente nell'orbita romana: fu eretta a municipio e urbanizzata, secondo i canoni romani. Fu arricchita delle strutture proprie dei municipi romani con un foro, un teatro di circa ottanta metri di diametro avente come sfondo il monte Gran Sasso d'Italia (visibili tuttora resti di un pezzo di cavea), un anfiteatro di medie dimensioni, un acquedotto con relative canalizzazioni anche sotterranee e le terme, strutture ancora parzialmente visibili in vari stati di conservazione e dotate di cisterna sotterranea a nove ambienti di grande capacità e ottimamente conservata.

### La distruzione di Pipino d'Italia e ricostruzione della contea

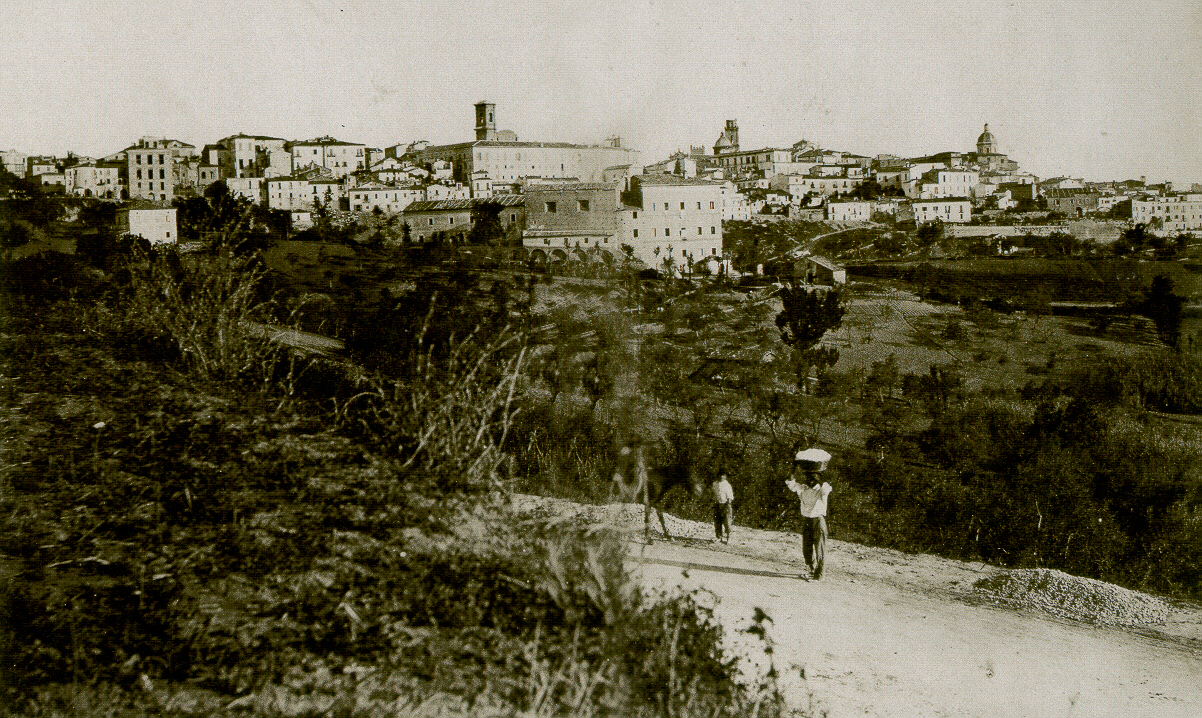
La città vista dalla piana di Santa Barbara

A seguito del crollo dell'Impero romano, Chieti tornò ad avere un ruolo predominante sotto la dominazione dei Longobardi che la fecero gastaldato di dominio regio, finché non fu distrutta da Pipino d'Italia nell'801.
La definitiva cesura storica fra la città antica e quella medievale, è rappresentata dal Sacco dell'801, allorché la città, all’epoca prefettura di castelli longobarda, difesa dal Conte Roselmo, fu data alle fiamme. In seguito fu ricostruita, e divenne con i Franchi sede della Contea omonima; essendo già sede di un "comes" dall'epoca longobarda, con la dinastia franca degli Attoni, Chieti crebbe di prestigio, e annetté vari feudi e terreni, formando già il nucleo embrionale dell'attuale provincia.
In seguito, sotto il controllo dei conti normanni, la città si risollevò e continuò a far valere il proprio ruolo locale anche sotto la dominazione sveva, sempre con il controllo degli Attoni, che si erano uniti nel frattempo ai Trasmondi, alcuni dei quali anche duchi di Spoleto. Nel 1075 Chieti perse momentaneamente il proprio potere nella battaglia di Ortona, tra Trasmondo III conte di Chieti e Roberto il Guiscardo, signore dei Normanni, sicché la contea di Chieti passò alla neonata contea di Loritello, affidata in controllo a Roberto di Bassavilla, conte di Loretello.

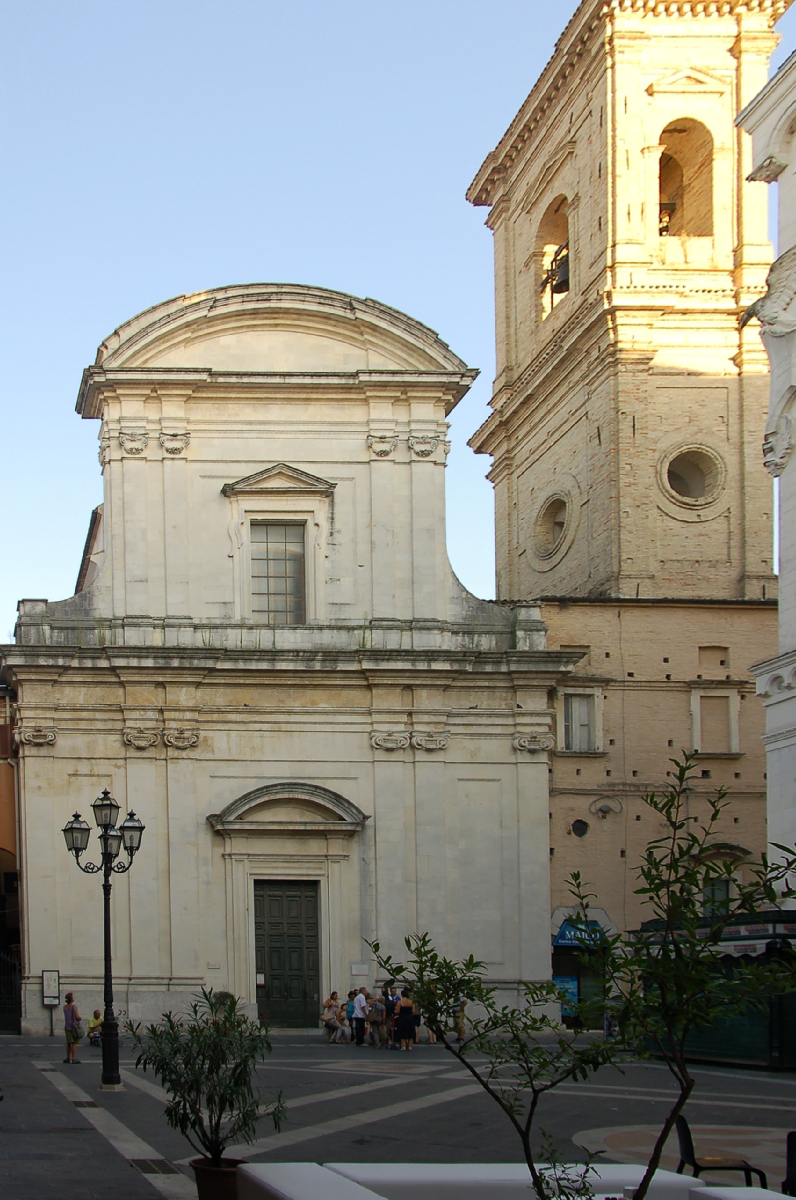
Chiesa di San Domenico al Corso

Teate nel 1084 venne proclamata da Roberto il Guiscardo capitale degli Abruzzi e subito consegnata a suo nipote Drogone. Nell'ottobre del 1097 papa Urbano II fu ospite di Teate e vi predicò la crociata, spronando i crociati alla conquista di Gerusalemme e alla liberazione del Santo Sepolcro dal dominio musulmano.
L'emblema più antico di Teate, cioè lo scudo con la croce, come quello della famiglia Valignani, deriva appunto dalla consistente partecipazione alle crociate.

### Dagli Svevi agli Angioini
Nel 1227 Federico II confermò al vescovo Bartolomeo il privilegio in perpetuo delle varie donazioni di possedimenti precedentemente concesse nel 1195 da suo padre Enrico VI alla chiesa teatina, dell'ampio territorio fluviale e boscoso intorno a Sambuceto, la decima del ponte e del porto di Piscaria, il castello di Montesilvano e la villa di Spoltore. Così la città rimase fedele all'impero anche con Manfredi – che vi dimorò nel Natale del 1255 salendo da Porta Napoli – e con Corradino di Svevia, legato da fraterna amicizia con il condottiero Simone da Chieti, pure se alla morte di Federico II papa Innocenzo IV la colmò di benefici per cercare di trarla a sé.
Con gli Angioini e soprattutto con gli Aragonesi, conobbe un ulteriore periodo di grande sviluppo con diritto di battere moneta propria durante il governo dei durazzeschi e poi di Alfonso I di Napoli; era stata proclamata nel 1273 da Carlo I d'Angiò capoluogo dell'Abruzzo Citeriore, dopo che col diploma di Alife il Giustizierato degli Abruzzi era stato scorporato in due province, separate a nord e sud dal fiume Pescara. La titulatio di città regia, concessa nel 1443 da re Alfonso V d'Aragona, appare ancora sullo stemma della Città, e recita: Theate Regia Metropolis utriusque Aprutinae Provinciae Princeps (Chieti città regia e capoluogo di entrambe le province degli Abruzzi); pertanto Chieti fu anche dotata di un parlamento, di una sede della regia udienza (che stava dove si trova l'attuale Palazzo del Tribunale in piazza maggiore), e sede del camerlengio regio.

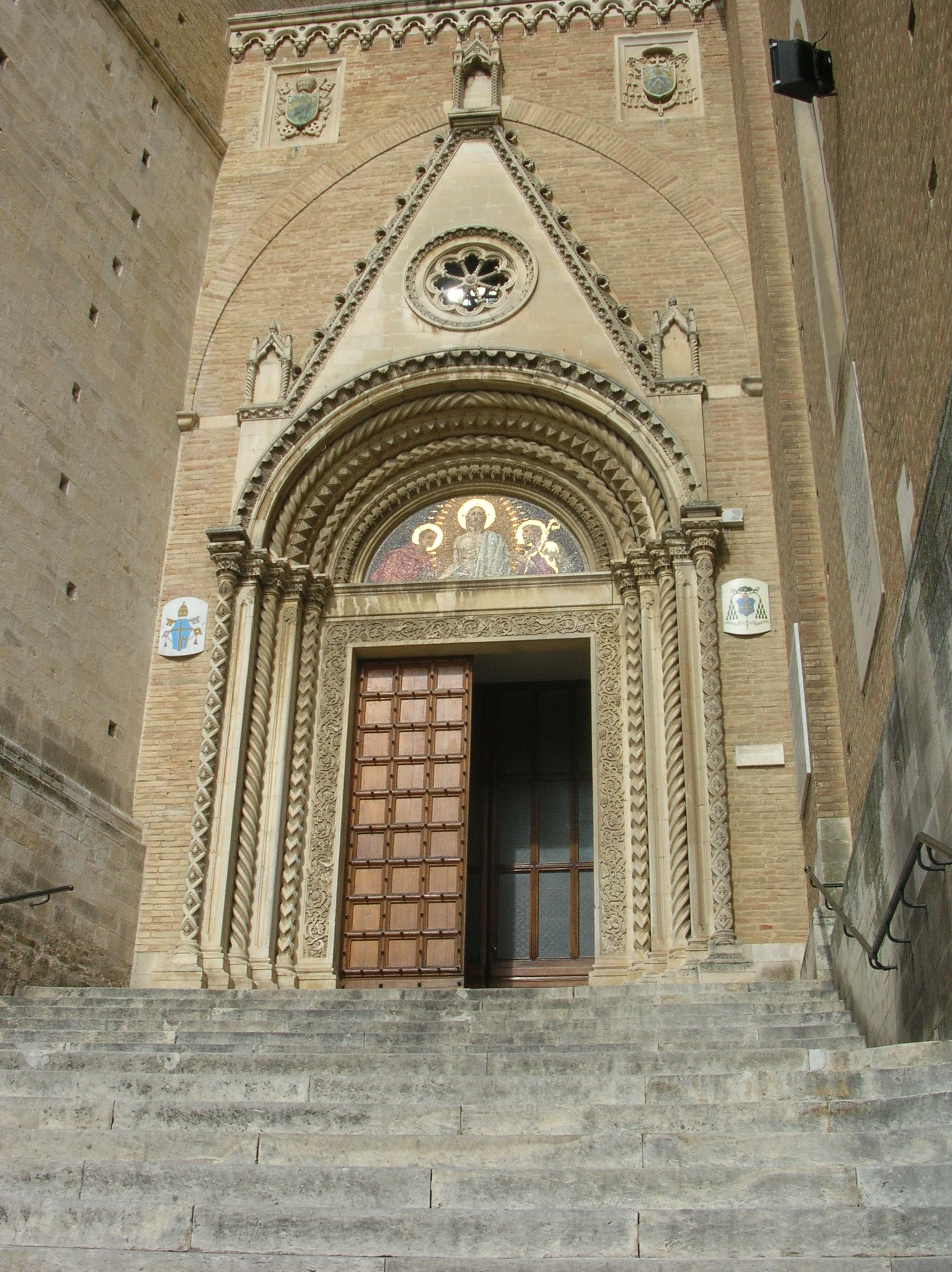
Portale della Cattedrale di San Giustino

### Epoca moderna: la signoria dei Valignani
Durante il Medioevo giunse nell'Abruzzo Citra la nobile famiglia Valignani (o Valignano), casato di probabile origine normanna, che acquistò varie micro-signorie nei pressi di Chieti, destinato ad avere un ruolo di primo piano nel parlamento teatino e a influenzare la politica cittadina dagli anni quaranta del XVI secolo fino alla fine del XVII secolo, anche grazie a un'accorta politica di alleanze con altri ambiziosi gruppi famigliari insediati a Chieti, come i Tauldino, i Salaia, gli Enrici, i Petrucci e i Ramignani.
Nello specifico il XVI secolo rappresenta per Teate un periodo di floridezza, dovuta anche ai benefici concessi da Carlo V. Nel 1516 il re ordinava che la città non fosse molestata dalle agitazioni protestanti dell'epoca, in quanto dotata di una solidissima fede legata alla religione dei padri.
Nel 1524 infatti sorse l'Ordine dei Chierici regolari teatini, fondato da Giovan Pietro Carafa, ai tempi arcivescovo di Teate e poi divenuto Papa con il nome di Paolo IV.
È proprio l'antico nome della città a dare il nome all'Ordine i cui membri, essendo chiamati anche Gaetanini o Chietini, fecero sì che quello stesso anno la città ricevette la nuova denominazione di Chieti, che da quel momento in poi divenne uno dei maggiori centri regionali della religione cattolica.
Nel 1526 papa Clemente VII proclamava la cattedrale di Chieti (attuale Cattedrale di San Giustino) Chiesa metropolitana.
Nel Seicento Chieti assunse la conformazione urbanistica che fondamentalmente ancora oggi la contraddistingue e che fu favorita dal potere ecclesiastico che in epoca di Controriforma si prodigò nella costruzione di imponenti edifici, tra cui il palazzo del Seminario diocesano, che si aggiunsero ad altre importanti opere erette principalmente il secolo prima (Torre arcivescovile, ammodernamento della cattedrale di San Giustino).

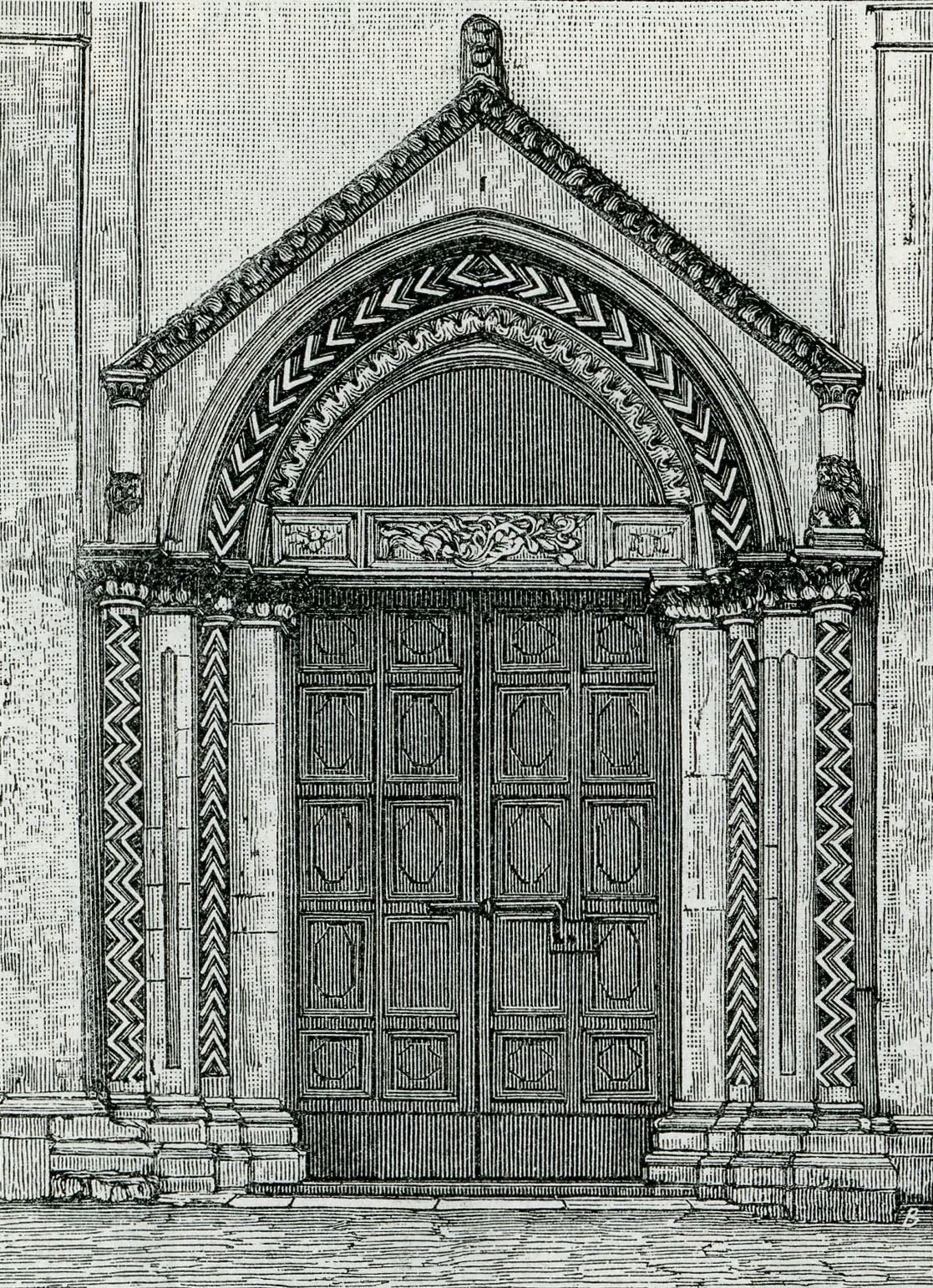
Incisione del portale della chiesa di Santa Maria della Civitella

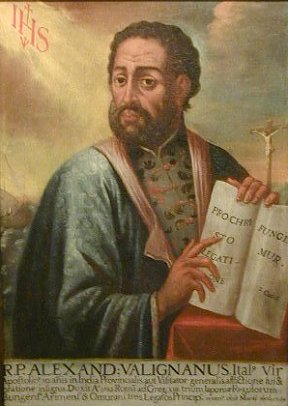
Padre Alessandro Valignani, gesuita di Chieti

Nel 1646, a causa dei debiti di Filippo IV di Spagna nei confronti di Ladislao IV Vasa, Chieti fu venduta a Ferdinando Caracciolo, duca di Castel di Sangro, ma l'oligarchia patrizia teatina si oppose e nel 1647 la città fu ricomprata e reintegrata nel demanio regio. Inoltre, a seguito dell'epidemia di peste del 1656, la città vide ridurre drasticamente i cittadini eletti del Parlamento teatino, i quali avevano il compito di eleggere il camerlengo e i magistrati, che erano i principali addetti alla pubblica amministrazione.
Nella seconda metà del XVIII secolo tornò a svilupparsi un certo dinamismo, soprattutto culturale, che portò all'istituzione di scuole e accademie (in questo periodo lo storico e poeta Federico Valignani fonda la nota Colonia Tegea) con conseguente incremento dello sviluppo del patrimonio artistico, si ricorda il rifacimento quasi totale di molte chiese, iniziato già nella metà del XVII secolo (chiesa di Santa Chiara, di Santa Maria della Civitella, di San Giovanni, della Santissima Trinità); dopo il terremoto dell'Aquila del 1703, ci fu un ulteriore motivo per restaurare palazzi e chiese, e vennero rifatte in stile barocco, chiamando maestranze lombardo-ticinesi, le chiese della Cattedrale, di San Francesco al Corso, di San Domenico.

### L'Ottocento
Nell'Ottocento ebbe inizio l'occupazione napoleonica (1806-1815) e, nonostante il popolo teatino avesse espresso posizioni antifrancesi, nel 1806 i francesi costituiscono la città in piazzaforte, arricchendola di nuove strutture amministrative, sconsacrando i principali conventi dei Celestini (allora dei Carmelitani), dei Paolotti, dei Francescani, delle Clarisse, dei Cappuccini, degli Agostiniani, dei Domenicani, questo ad esempio divenne sede della Prefettura di Chieti.
Nel periodo risorgimentale e in quello immediatamente successivo, molti teatini e abruzzesi (sia dell'Abruzzo Citeriore sia Ulteriore) si riunirono in bande sotto l'insegna dell'assolutismo borbonico e, di contro, altri teatini aderirono al processo per l'unificazione. Nel 1861 il re Vittorio Emanuele II entrò in città proclamandone l'annessione al Regno d'Italia.

### Processo Matteotti a Chieti
Presso la Corte d'Assise di Chieti, tra il 16 e il 24 marzo del 1926 si tenne il processo Matteotti in cui vennero giudicati gli esecutori materiali dell'omicidio del politico socialista Giacomo Matteotti avvenuto il 10 giugno 1924. È universalmente ritenuto che tale processo fu fortemente condizionato dalle pressioni politiche fasciste al fine di minimizzare le condanne ed evitare di risalire ai mandanti. Da allora venne descritta come una città che non aveva il coraggio di indignarsi di fronte alla farsa del processo dal giornalista emiliano Alberto Maria Perbellini, che coniò il termine città camomilla, mentre in tutta Italia si pensò a Chieti come luogo remoto, isolato ed indolente, ideale per manipolare i processi.

### Seconda guerra mondiale
Nel 1940, dal 13 giugno al 10 novembre, l'edificio dell'asilo infantile Principessa di Piemonte, venne trasformato nel campo di concentramento di Chieti. Il campo ospitò fino a 29 internati (prevalentemente francesi, inglesi ed ebrei), che dopo la chiusura vennero trasferiti nei campi di Montechiarugolo, Casoli e Manfredonia.
Nel corso della seconda guerra mondiale Chieti, similmente ad altre città come Parigi, Roma, Firenze e Belgrado, fu considerata città aperta, grazie soprattutto alle richieste dell'arcivescovo di Chieti-Vasto Giuseppe Venturi con la perdita di importanza strategico-militare del sito, con la parte più calda del fronte spostata sull'asse tirrenico.
Nel 1942 la caserma Rebeggiani divenne un campo per prigionieri di guerra.

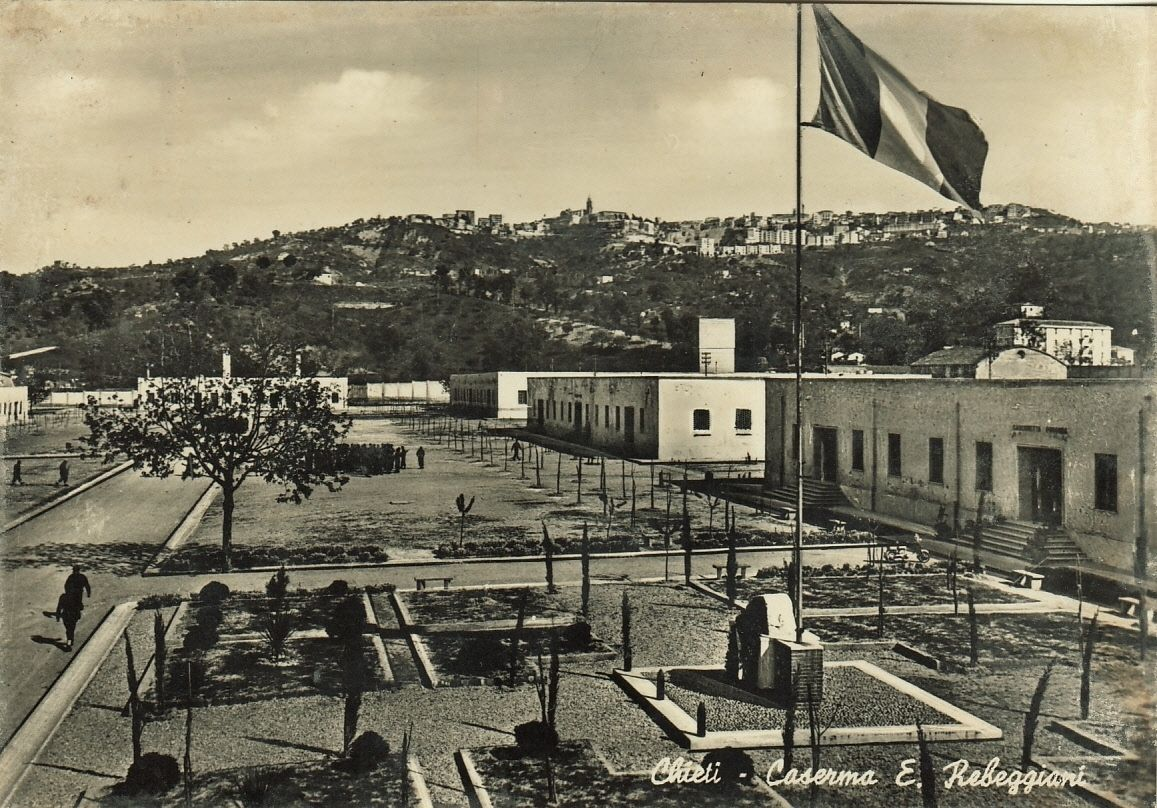
La caserma Rebeggiani, campo di prigionia durante la Seconda guerra mondiale.

La notte tra il 9 e il 10 settembre del 1943 presso palazzo Mezzanotte, di fronte alla cattedrale di San Giustino, pernottarono il capo del Governo Pietro Badoglio, lo Stato Maggiore delle Forze Armate oltre a nobili in fuga da Roma insieme con i reali (che però trascorsero la notte nel castello di Crecchio di proprietà dei duchi di Bovino). Salvo il generale Badoglio partito nottetempo per Pescara e lì imbarcatosi, tutti gli altri, famiglia reale compresa, con Vittorio Emanuele III, la regina Elena e il principe Umberto, si diressero il giorno successivo verso il porto di Ortona per imbarcarsi alla volta della Puglia. I reali avevano optato di imbarcarsi a Pescara ma la città, già bombardata il 31 agosto, non era sicura, ed anche per evitare possibili disordini, si preferì pernottare al castello ducale di Crecchio, in provincia di Chieti, per poi partire dalla vicina Ortona.
Nel 1943/44 a Chieti trovarono accoglienza circa 100.000 profughi provenienti da diverse zone dell'Abruzzo, soprattutto da Pescara, rasa quasi al suolo dai bombardamenti alleati, da Spoltore, Francavilla al Mare, Ortona, da paesini dell'hinterland teatino, ma anche da Foggia, anch'essa duramente bombardata (Chieti contava all'epoca circa 30.000 abitanti, e si trovò in poco tempo completamente satura di sfollati). I cittadini di Chieti, sebbene vessati da una drammatica situazione sociale, economica, igienico-sanitaria e sempre con il terrore dei tedeschi a pochi chilometri, non esitarono a prodigarsi, almeno in un primo momento, per dare asilo nelle proprie case agli sfollati; Con il prolungarsi del conflitto però, in una situazione sempre più al limite della sopravvivenza e vivibilità, si registreranno purtroppo anche tensioni in città, e si verificarono episodi di violenza e cospirazione, che si moltiplicarono e si trasformarono in vere e proprie espressioni di razzismo e disprezzo, con sputi, offese e denunce di cospirazione con i tedeschi verso gli americani, come scrisse Corrado Alvaro.
Ma i pochi episodi di intolleranza non inficiano l'enorme sforzo della cittadinanza che permisero la sopravvivenza di decine di migliaia di sfollati, in una economia di guerra. Per questi fatti la città di Chieti è stata insignita di medaglia d'oro al merito civile nell'anno 2018.

### Era contemporanea

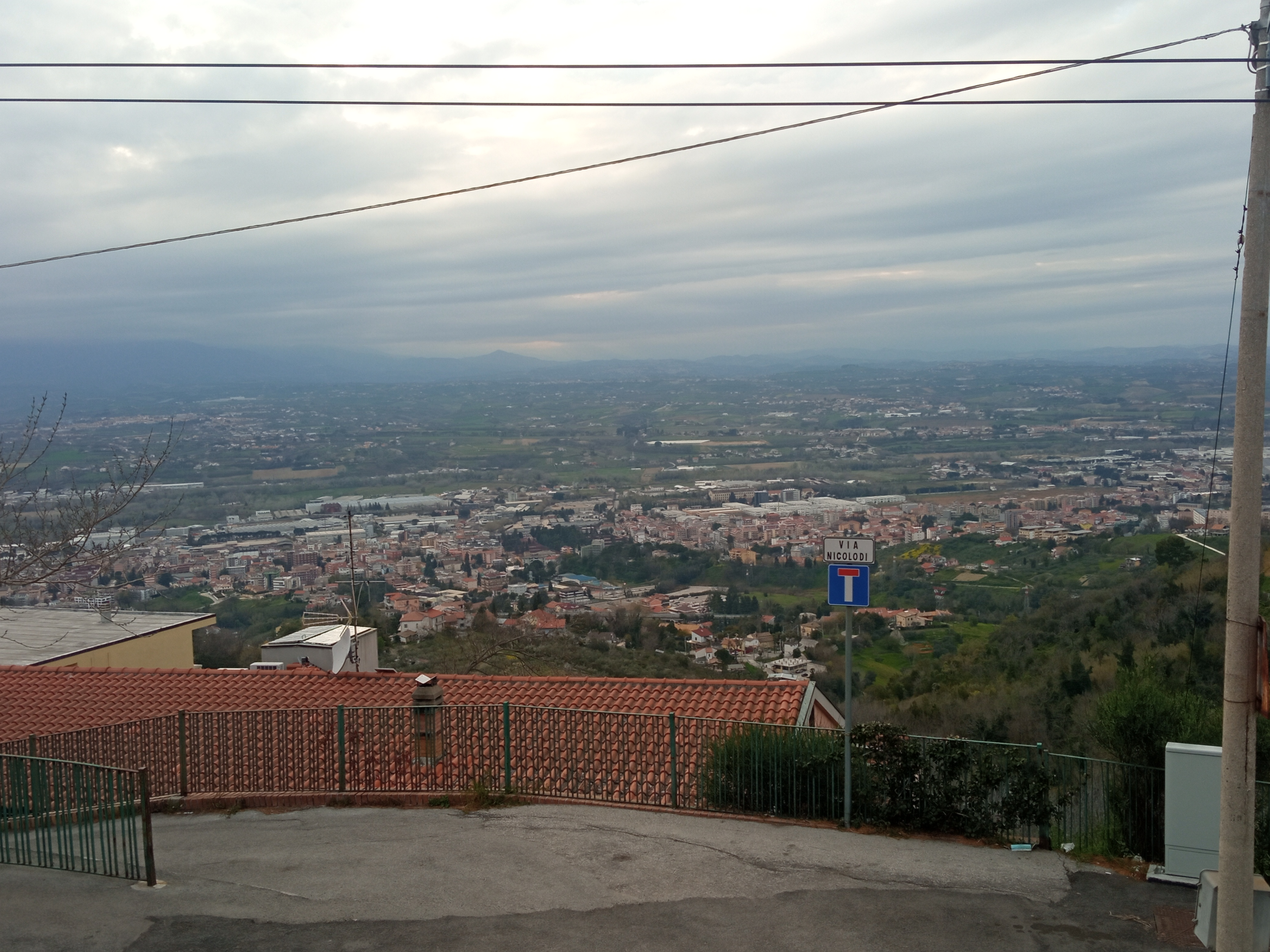
veduta di Chieti scalo

Nell'epoca moderna a Chieti si è registrata una discreta evoluzione urbana che si è avuta in particolare nella parte bassa della città: Chieti Scalo, Santa Filomena, San Martino e Madonna delle Piane, la cui crescita industriale inclusa nel comprensorio della Val Pescara, ha collocato Chieti tra le realtà economiche più importanti dell'Abruzzo. Anche l'istituzione dell'Università degli Studi "Gabriele d'Annunzio", con l'afflusso giornaliero di studenti e docenti, ha contribuito alla crescita di Chieti, anche se permangono problematiche sociali e politiche ancora irrisolte.

#### Lo scautismo a Chieti
Un primo tentativo di apertura di un gruppo scout a Chieti si può far risalire al 1915, prima dell'entrata in guerra dell'Italia, quando il Corpo Nazionale Giovani Esploratori Italiani (CNGEI) aveva costituito 72 Sezioni nel Paese e altre 154 erano "non ancora riconosciute ma già in avanzata organizzazione", tra cui la sezione di Chieti. Con la guerra tutti i tentativi di diffusione dello scautismo da parte del CNGEI vennero vanificati. Nel 1916 si costituì l'Associazione Scautistica Cattolica Italiana (ASCI) e quando la guerra cessò lo scautismo riprese a diffondersi soprattutto nella sua forma cattolica.
A Chieti, dai documenti del Centro Studi e Documentazione Scout "Mario Mazza" lo scautismo fa la sua prima comparsa con il gruppo Chieti 1 San Giorgio dell'ASCI il 4 luglio 1922 presso il seminario regionale.

### Simboli
Lo scudo di rosso con la croce d'argento accantonata da quattro chiavi d'oro era il più antico stemma della città; successivamente lo scudo venne raffigurato imbracciato da Achille, riagganciandosi alla fantasiosa ipotesi che l'antico nome di Teate derivi da Teti, leggendaria madre dell'eroe omerico.

## Monumenti e luoghi d'interesse

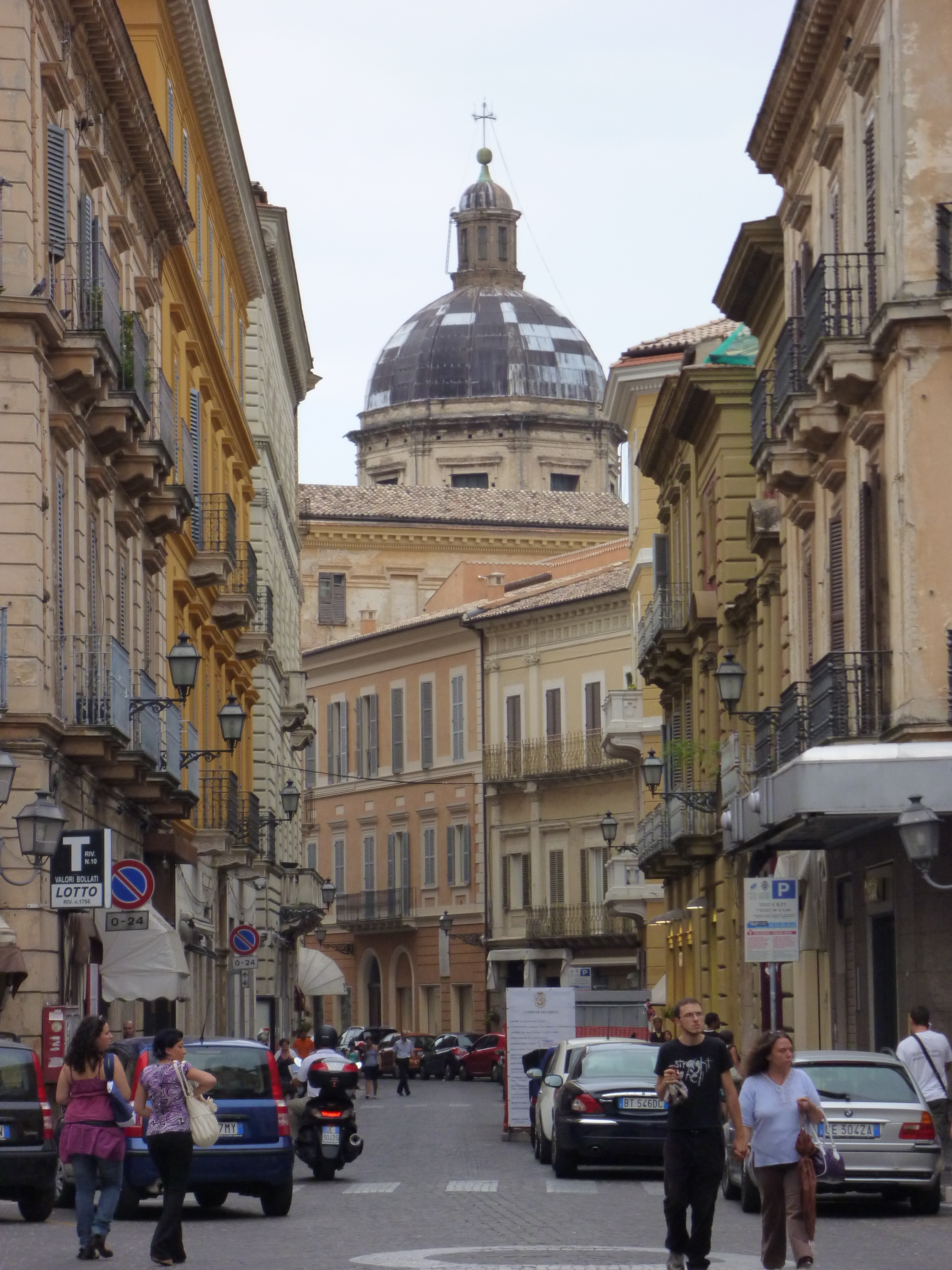
Corso Marrucino e cupola della chiesa di san Francesco al corso.

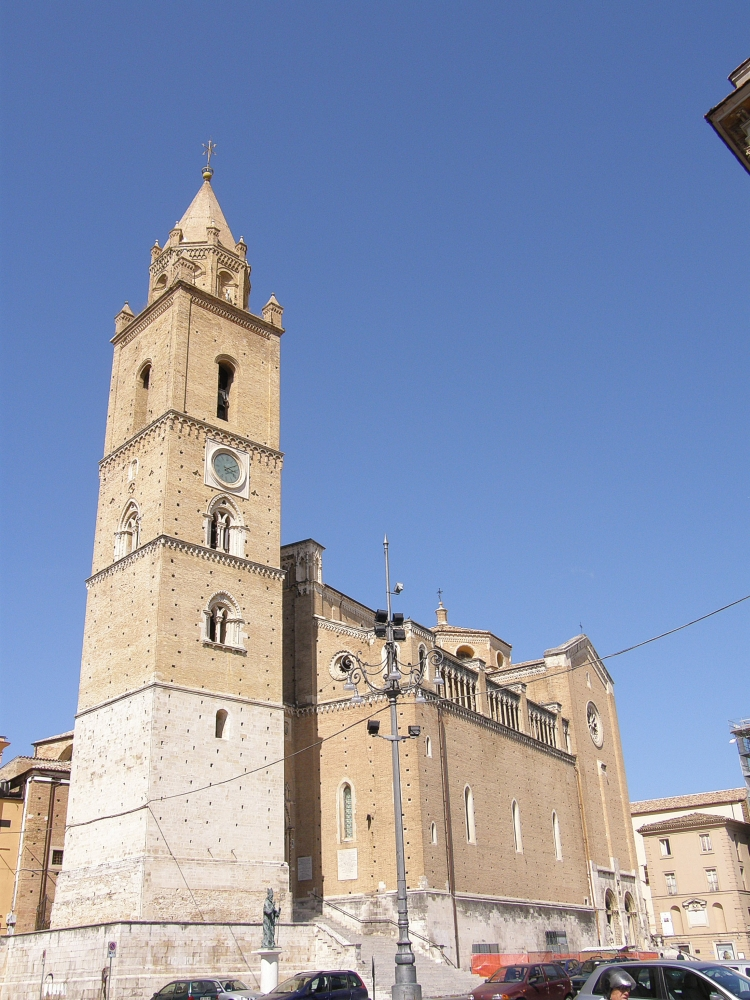
La cattedrale di San Giustino.

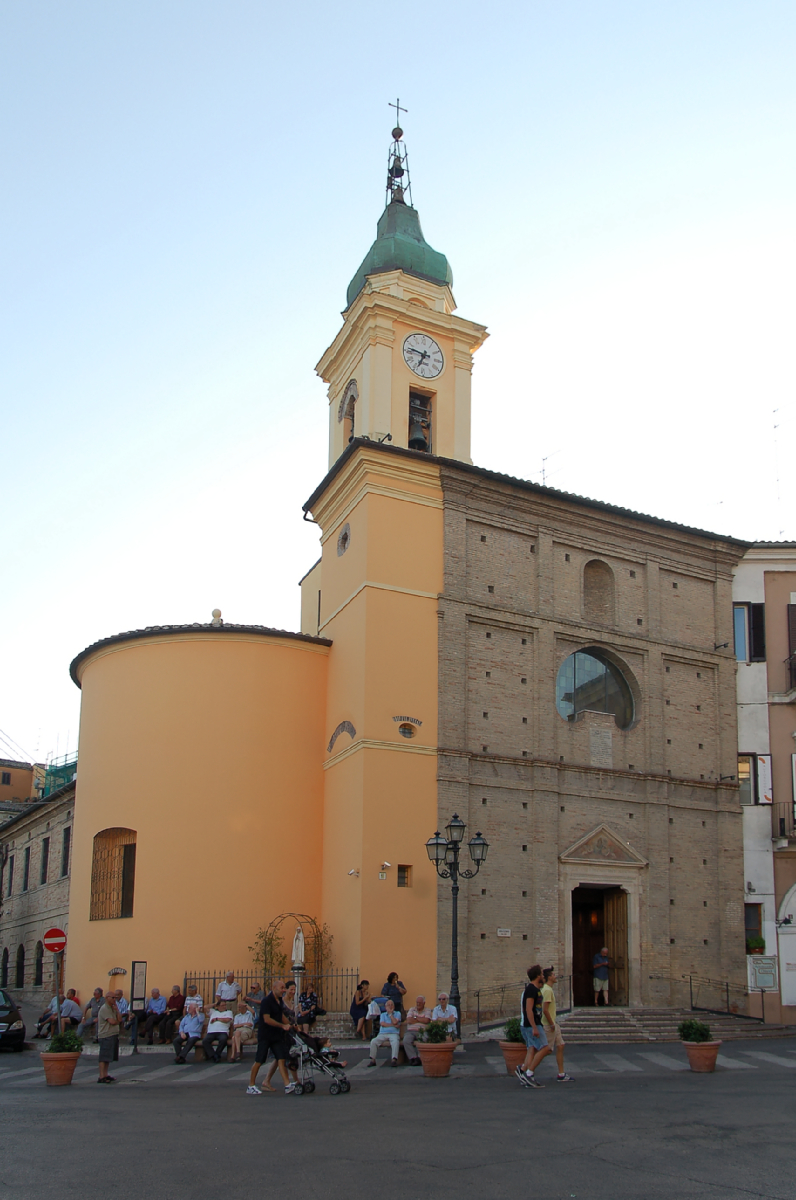
Chiesa della santissima Trinità.

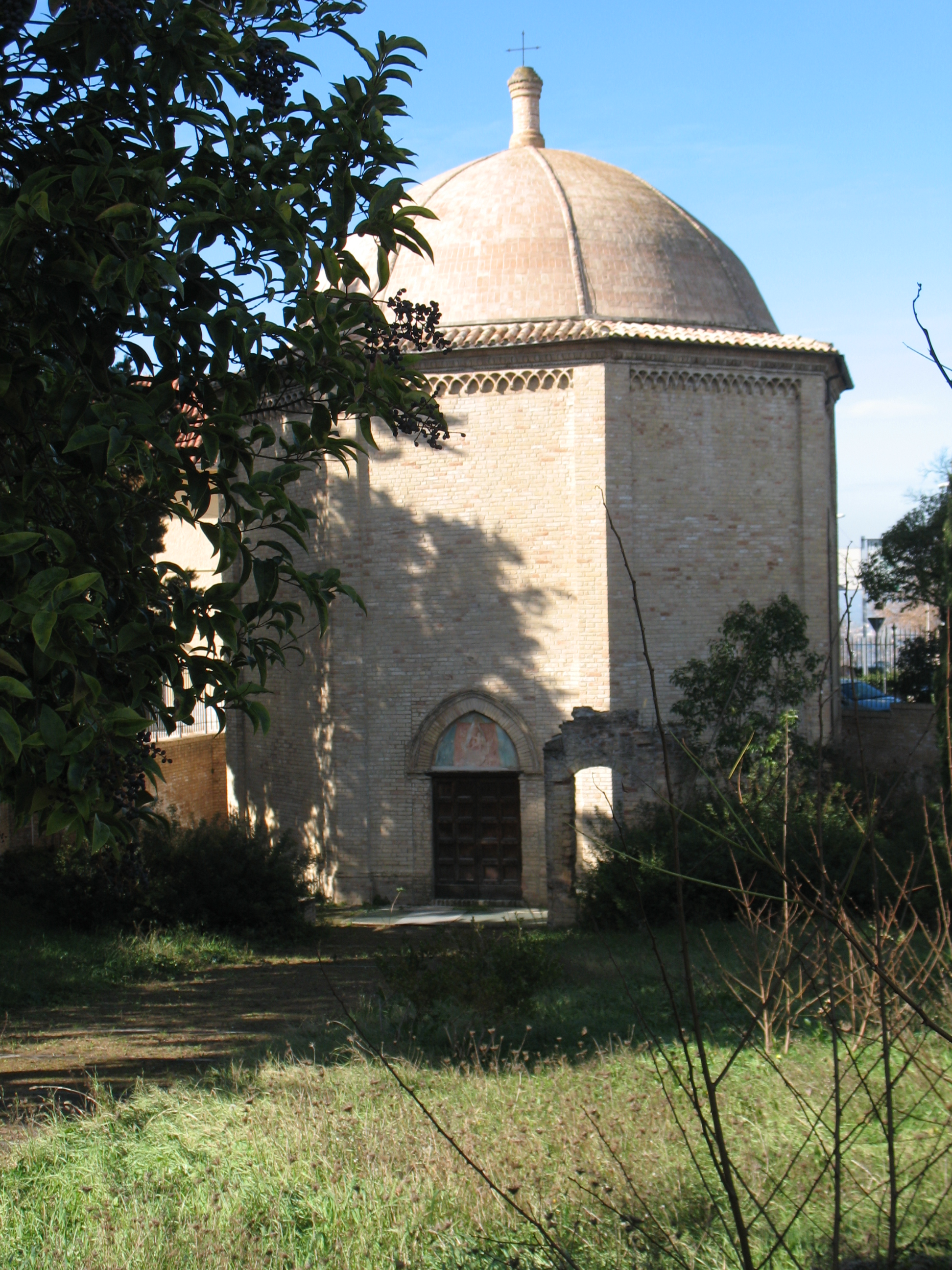
Tempietto di santa Maria del Tricalle.

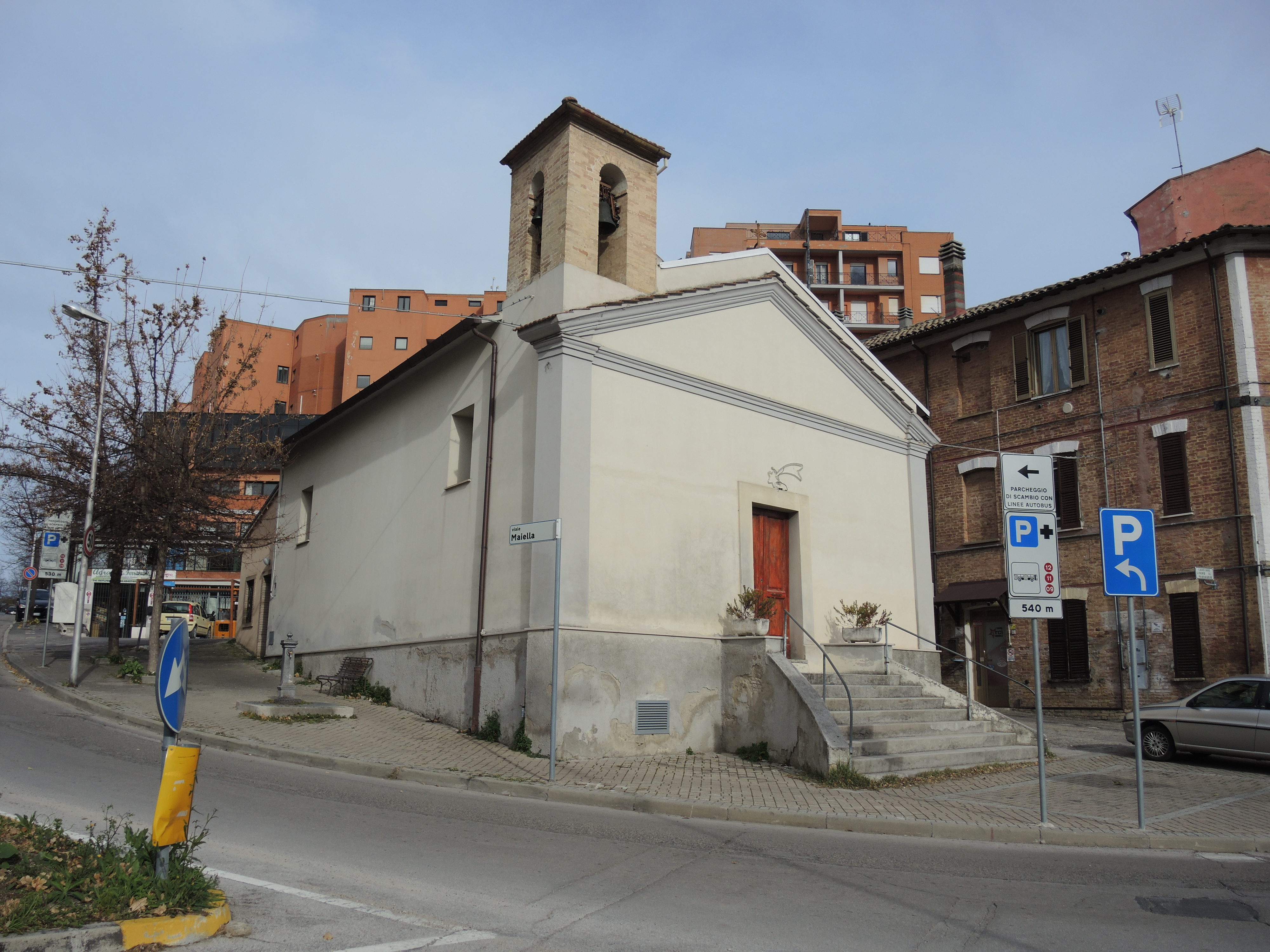
Chiesa di santa Maria Calvona.

Chiesa del sacro Cuore.

La via principale della città è il corso Marrucino, che va da piazza Trento e Trieste (comunemente conosciuta anche come piazza Trinità), costeggia piazza Gian Battista Vico, attraversa piazza Gian Gabriele Valignani e termina su via Arniense, nel cuore del centro storico del capoluogo teatino.
Il palazzo del municipio si trova in piazza San Giustino (un tempo intitolata a Vittorio Emanuele II), mentre il palazzo della provincia si trova lungo corso Marrucino. Attualmente la sede municipale è situata su corso Marrucino nei pressi di piazza Valignani, all'interno dell'ex sede della Banca d'Italia - chiusa nel 2009: la nuova sistemazione si è resa necessaria in seguito ai danni riportati dalla sede storica municipale, in piazza San Giustino, per il sisma aquilano del 6 aprile 2009.

### Architetture religiose
Cattedrale di San GiustinoÈ la chiesa principale di Chieti, nonché la più antica, risalente al X secolo. La chiesa subì rimaneggiamenti nel Medioevo, e fino agli anni venti del Novecento conservò un impianto barocco settecentesco. Lavori massicci di restauro portarono la cattedrale ad assumere un aspetto esterno neogotico, tranne l'interno barocco e la cripta medievale gotica. L'interno a tre navate ha la nave centrale coperta da volta a botte lunettata, e i dipinti sono attribuiti a Saverio Persico e Ludovico de Mayo della scuola napoletana. Negli altari vi sono stucchi di Stefano Mambrini e gli arredi lignei appartengono a Saverio Mosca (XVIII secolo). La cripta gotica dedicata a san Giustino di Chieti è dell'XI secolo, e ha mantenuto l'aspetto del restauro gotico del XIII secolo. È suddivisa a volte a crociera con un busto in ferro del santo, opera di Nicola da Guardiagrele. Vi sono frammenti di affreschi rinascimentali, tra i quali quello completo di san Giustino. L'esterno ha un aspetto molto monumentale, frutto dei restauri degli anni 1920-1930. Ha pianta basilicale con cupola ottagonale sul transetto. La facciata poco visibile per via del mastodontico campanile è a capanna, con rosone a raggi. L'ingresso principale è sul lato che si affaccia sulla piazza: un portale neogotico restaurato da quello barocco, con lunetta mosaicata e strombature. Un piccolo campanile precede un piccolo portico a costoloni e un lato del transetto, con rosone. Vi sono varie merlature e beccatelli in stucco bianco per decorazioni. Il campanile è stato in parte ricostruito ex novo nel restauro novecentesco, sulla base di pietra di quello vecchio. Ha una massiccia struttura con arcate a bifore gotiche e cuspide superiore, ispirata ai campanili rinascimentali abruzzesi della scuola di Atri.
Oratorio del Sacro Monte dei MortiÈ una arciconfraternita storica risalente all'epoca della Controriforma, che ha sede presso la cripta del Duomo, in un edificio annesso.
Chiesa di San Francesco al CorsoÈ preceduta da un'ampia scalinata, seconda chiesa maggiore della città. Risale al XIII secolo, ma è stata ampiamente modificata nel XVII secolo, con il presbiterio del 1699. La facciata di medievale possiede solo il rosone a raggi, sormontato da un classico finestrone settecentesco. Il portale è in pietra bianca con decorazioni classicheggianti. L'interno a navata unica possiede stucchi di Giovanni Battista di Gianni, che decorò con stucchi la cappella di santa Caterina. Le tele sono di Giovanni Battista Spinelli e Ercole Graziani. La chiesa all'esterno è riconoscibile per il classico cupolone.
Chiesa di Santa ChiaraLa chiesa medievale (XIII secolo, lungo via Arniense) è stata ristrutturata nel Settecento da Girolamo Rizza e Michele Clerici. Gli altari sono di Giovanni Battista Spinelli. Ha navata unica con volta a botte, decorata da stuccatori lombardi. La chiesa è stata un importante monastero delle clarisse.
L'affresco centrale della volta è di Raffaele Del Ponte, pittore teatino del primo '800, raffigurante l'Assunzione di Maria. La pala d'altare maggiore è di Giovanni Battista Spinelli, raffigurante la Pentecoste, così come quella della terza cappella a destra, raffigurante la Madonna col Bambino tra San Francesco e San Giuseppe.
Chiesa di San Domenico degli scolopiLa chiesa fu consacrata nel 1672. Ha interno a navata unica con cappelle laterali e presbiterio quadrato con volta a botte. Vi sono tele di Giacomo Farelli. La facciata in pietra in classico barocco è del 1720, e il campanile è una robusta torre in ciottoli e pietra sbozzata.
La facciata è in stile classico in pietra divisa in due ordini. Il campanile, in cotto, risale al XVIII secolo. L'interno è a navata unica fiancheggiata da alcune cappelle. Le decorazioni richiamanti temi biblici sono di G. B. Gianni, architetto lombardo. Nella prima cappella a destra vi sono rappresentate le storie del figliol prodigo e la cacciata dal paradiso terrestre di Adamo ed Eva, sulla volta vi è raffigurata il sacrificio di Isacco da parte di Giobbe. Nella seconda cappella vi è la nascita e l'annunciazione della Madonna. Delle cappelle a sinistra è stata affrescata soltanto la prima con le storie di san Martino. La pala di san Giuseppe Calasanzio è stata dipinta nel 1790 da Giacinto Diana. Il quadro del santissimo rosario è stato dipinto da Giacomo Farelli nel 1679. Il pulpito è realizzato con intarsi di radica, mentre l'altare è in marmo policromo. L'organo risale al settecento. La navata ha la volta a botte in cui vi è un'ellisse che simula una cupola. Dal presbiterio si accede al museo diocesano d'arte sacra.
Chiesetta di Santa Maria CalvonaUn tempo chiesa campestre eretta sopra una necropoli romana nel XV secolo, oggi ha un semplice aspetto barocco del XVIII secolo. La pianta è rettangolare a capanna, con facciata molto semplice, ornata da cornice a timpano triangolare e campanile a torretta. L'interno è a navata unica e ospita una confraternita speciale che sfila durante il Venerdì Santo a Chieti.
Chiesa di Sant'AnnaSi trova all'entrata del cimitero. Risalirebbe al XIII secolo ma è stata ampiamente modificata in epoca barocca, con un'ulteriore massiccia modifica novecentesca, tanto da sembrare in stile Liberty. Ha pianta rettangolare con facciata preceduta da un pronao ad arco con due ordini di colonne laterali. Sempre nel Novecento è stata realizzata una cappella identica alla chiesa, posta al suo fianco all'entrata.
Chiesa del Sacro CuoreÈ una chiesa del XIX secolo, realizzata in stile neoclassico, con facciata restaurata in stile quasi moderno negli anni 1950. La facciata monumentale, scandita da paraste a fasce bianche, con portale classico in stile pseudoromanico, con lunetta ornata da un bassorilievo. Il campanile antico è stato demolito per costruirlo ex novo sotto forme moderne. L'interno è a tre navate.
Chiesa di San Giovanni BattistaÈ una chiesa barocca, originaria del XIII secolo, modificata ampiamente nel XVIII secolo, e si trova al limite di via dei Sette Dolori, verso Piazza Garibaldi. Ha una struttura annessa per il convento dei cappuccini.
L'interno è composto da una sola navata, con volta a botte lunettata e quattro cappelle laterali tra loro comunicanti, poste sul lato sinistro. L'abside è rettangolare, totalmente occupata dall'altare maggiore; tale altare è in legno di noce, con particolari in ebano e altri legni pregiati, costituendo il capolavoro dei frati Marangoni. La cimasa racchiude l'immagine di Dio Padre benedicente; alla base delle colonne due piccoli tempietti ornati ripropongono la miniatura del disegno d'insieme. Il ciborio è a forma di tempio a più piani, con piccola cupola; la pala d'altare è del Cinquecento, raffigurante l'Incoronazione della Vergine Maria in trionfo tra angeli e santi
Chiesa di Sant'AgostinoÈ una chiesa storica del XIV secolo, modificata nel Settecento a causa di un incendio del 1562, che la danneggiò irrimediabilmente nell'originario stile medievale, riscontrabile in alcune finestre gotiche murate. Ha monumentale pianta rettangolare, con annesso convento, oggi divenuto centro di fisioterapia e riabilitazione oltre ad assistenza e istruzione semiresidenziale per disabili. La facciata ha finestrone e portale architravato con decorazioni classicheggianti.
Lo spazio interno è a navata unica, coperto da volta a botte lunettata, è costituito da una navata in cui si aprono quattro cappelle laterali, riccamente decorate da maestranze lombarde, tra cui Michele Clerici (1746-51), Domenico Poma (1735-36) e Vittore Fontana (1731). Clerici usò la copertura a vela anziché a cupola, gli artisti Teodoro Padre e Figlio realizzarono invece l'altare maggiore, insieme con quello della cappella della "Madonna della Cintura", di Ludovico Teodoro. Di notevole importanza anche i pannelli laterali nella decorazione interna, che illustrano i principali santi agostiniani, così come il prezioso velario che copre tutta la volta, con fitto ricamo a stucco.
Il campanile è a torre, a pianta rettangolare.
Chiesa di Sant'AgataÈ una chiesa molto antica del XIII secolo, ma trasformata nel XVIII all'interno. Ha facciata a capanna con alcuni elementi medievali come le cuspidi e il portale gotico, con rosone a raggi superiore. L'interno a navata unica è in sobrio stile barocco, con altare infisso in una cornice di colonne.
Chiesa della Santissima Trinità dei PellegriniL'impianto è del tardo XVI secolo, con decorazioni interne barocche. Ha facciata in laterizio con portale lapideo del 1602. Il campanile a torre ha una cuspide a linee tondeggianti. Le cappelle interne sono dedicate a sant'Emidio, Maria Santissima Incoronata e la Santissima Trinità. L'altare ligneo è di Fabrizio De Fabritiis (1770).
Parrocchia di San Camillo de LellisÈ una chiesa moderna degli anni '80, costruita in cemento armato. Sede parrocchiale del quartiere Filippone, ha impianto rettangolare con motivi geometrici che ricalcano le linee curve, e una torre campanaria.
Chiesa di Santa Maria in CivitellisUbicata nel rione teatino della Civitella presso i resti archeologici dell'anfiteatro romano, la chiesa con il relativo convento celestiniano venne fondata nel 1295 da Roberto da Salle, per poi essere completata nella struttura nel 1304, mentre importanti modifiche risalgono alla fine del XVI secolo e alla seconda metà del XVII. Ad esempio, si devono a quest'ultimo periodo gli altari inseriti nelle grandi nicchie della navata, le quattro statue di personaggi biblici appoggiate sui pilastri della cupola, il vestibolo, la volta a lunetta e la cupola dalla pianta di un'ellisse irregolare, che è più bassa rispetto alla precedente. Invece la presenza di una sola navata e l'alto tiburio sono caratteristiche tipiche dell'architettura degli ordini mendicanti e il portale gotico realizzato da Nicola Mancino da Ortona nel 1321 mostra l'influenza del territorio di Chieti. Altri aspetti interessanti sono la controfacciata, che presenta un drappo in stucco e una statua di Roberto da Salle, e l'affresco La caduta di Lucifero dipinto nel 1739 da Donato Teodoro.
Chiesa di Sant'Antonio AbateÈ una chiesa del XIII secolo, restaurata nel XVII secolo, con architettura vanvitelliana interna. La facciata alla base possiede elementi medievali nel portale gotico del 1375, unico elemento originale conservatosi. È una tipica entrata gotica con strombature e colonne laterali tortili. Il campanile è a torre; l'interno è a navata unica, piuttosto semplice, rappresentando, insieme con la facciata i canoni stilizzati dell'arte neoclassica. La chiesa si trova nella via Arniense.
Chiesa di San GaetanoÈ una chiesa barocca del XVII secolo, posta poco lontano dal corso Marrucino e dalla piazzetta dei Tempietti. Fu fondata nel 1655 quando San Gaetano Thiene divenne patrono di Chieti, diventando cappella comunale, con lo stemma del santo e della sua congrega riproposto proprio sul portale d'ingresso. Ha pianta a croce greca, unica a Chieti, con decorazioni interne a stucco, di maestranze lombarde. L'arredo pittorico è stato realizzato da Giuseppe Lamberti di Ferrara.
Chiesa della Madonna AddolorataSi trova in via Sette Dolori, e risale al XVII secolo. Come le altre chiese di Chieti, è stata ornata negli stucchi barocchi dalle maestranze lombarde. Da diversi anni attende un restauro ed è chiusa al pubblico.
Chiesa di San Francesco di PaolaChiesa del XVII secolo, fu costruita insieme con un convento, inizialmente nota come "Santa Maria de Contra". Mostra paramenti murari in laterizio, parzialmente intonacati, con la facciata caratterizzata da semplice portale centrale in pietra. Esso è sovrastato in asse da un finestrone e da un orologio aggiunto nell'800. Lese d'angolo e cornice in pietra sostengono il timpano triangolare superiore; la chiesa ha impianto longitudinale a navata unica, con altari laterali e ingressi ai vari locali di servizio dell'ex convento. La navata è coperta con una volta a botte a tutto sesto, con arconi trasversali. La copertura è realizzata con tetto a capanna, ornato da manto in coppi su cui si erge il piccolo campanile a vela. La decorazione barocca interna si concentra su un ordine di paraste corinzie che si alternano alle arcate, sopra cui si imposta la trabeazione modanata.
Chiesa di Mater DominiSi trova nell'omonima via, ed è sorta di recente, rispetto alle altre chiese teatine del centro, poiché frutto di una ricostruzione per i danni subiti nella seconda guerra mondiale. Il tempio originale era molto antico, si presume fondato dai Longobardi, e sorse quando i Cappuccini del monastero di Santa Chiara furono sfrattati con la soppressione dell'ordine nel 1866, e acquistarono un locale adiacente all'antica chiesetta di Santa Maria Mater Domini, nel 1899. Tuttavia i nuovi lavori del 1954, che hanno ricostruito e allargato la parrocchia attuale, hanno conferito un aspetto più moderno, quello attuale. Conserva alcuni paramenti sacri della vecchia chiesa, come un bassorilievo della Madonna col Bambino.
Chiesa di Santa FilomenaÈ una chiesa del XVIII secolo, costruita come cappella privata, compresa oggi nel nucleo moderno di Chieti Scalo. La chiesa ha un aspetto semplice all'esterno, di piccola cappella a capanna, con soffitto a spioventi. L'interno a navata unica è molto più ricco, composto da un'entrata con la balaustra sorretta da doppio ordine di colonne per sorreggere l'organo. Presso il presbiterio si erge una falsa cupola, dove si aprono quattro archi, due dei quali sormontano i due altari laterali. L'altare maggiore è caratterizzato da un tempietto alla greca idealizzato, con all'interno la nicchia che ospita la statua della santa.
Chiesa della Madonna delle PianeSi trova a Chieti Scalo nella via dei Vestini, vicino all'Università "Gabriele D'Annunzio". Risale al XVII secolo, con un oratorio in stile moderno, posto a fianco. La chiesa ha pianta rettangolare a navata unica, con aspetto settecentesco, e portico con arcate all'entrata. Caratteristico è il campanile a torre con lo slanciato livello superiore della cella dell'orologio. Verso fine aprile si celebra nella chiesa la festa della Madonna, molto sentita dai Chietini.
Parrocchia di San Martino VescovoSi trova nella contrada omonima, risalente al XIX secolo, e in gran parte ristrutturata nel '900, con la costruzione del campanile a torre. Ha struttura molto semplice. Nel 2015 sono incominciati i lavori di costruzione di una nuova parrocchiale nella contrada, sempre dedicata a San Martino, per questioni di spazio e aumento dei fedeli.
Tempietto di Santa Maria del TricalleÈ una delle più antiche, sorge sulla medievale Santa Maria del Tricaglio (o della Tricaglia), costruita a sua volta su un edificio più antico a pianta ottagonale; alcuni studiosi hanno ipotizzato che si tratti di un tempio dedicato a Diana Trivia e posto su una diramazione della via Claudia Valeria. La chiesa è stata restaurata nel XIX secolo, e negli anni '60 inglobata nel moderno quartiere Tricalle, venendo gestita dalla vicina parrocchia di San Francesco Caracciolo. Ha pianta ottagonale, originalmente circolare, con la cupola modificata rispetto all'originale semisferica, venendo leggermente schiacciata. Le tracce del portico che precedeva il portale a sesto acuto sono state eliminate. L'interno è in stucco bianco, con alcuni disegni di Francesco Paolo Michetti in affresco.
Chiesa di Santa Maria de CryptisÈ una chiesa del 1568, dallo stile tardo barocco, e si trova presso località Villa Obletter. Ha un caratteristico campanile con cuspide a "cipolla", ha impianto rettangolare a capanna, con l'abside semicircolare, ornato da vetrate che mostrano scene dei prodigi divini. Fu per due secoli la cappella della famiglia Toppi e di altre locali, poiché ha una cripta con i sepolcri dei vari membri succedutisi dal Cinquecento all'Ottocento.
Chiesa di Santa Maria degli AngeliSi tratta di una moderna ricostruzione della vecchia chiesa settecentesca a navata unica. L'aspetto attuale troneggia su Piazza Venturi, e ricalca lo stile delle chiese romaniche abruzzesi con impianto rettangolare, con facciata sormontata da un tiburio ottagonale che funge da campanile.
Chiesa di San FeleSituata sull'omonima via, è un piccolo luogo di culto del XVIII secolo.

### Architetture civili
Villa Frigerj

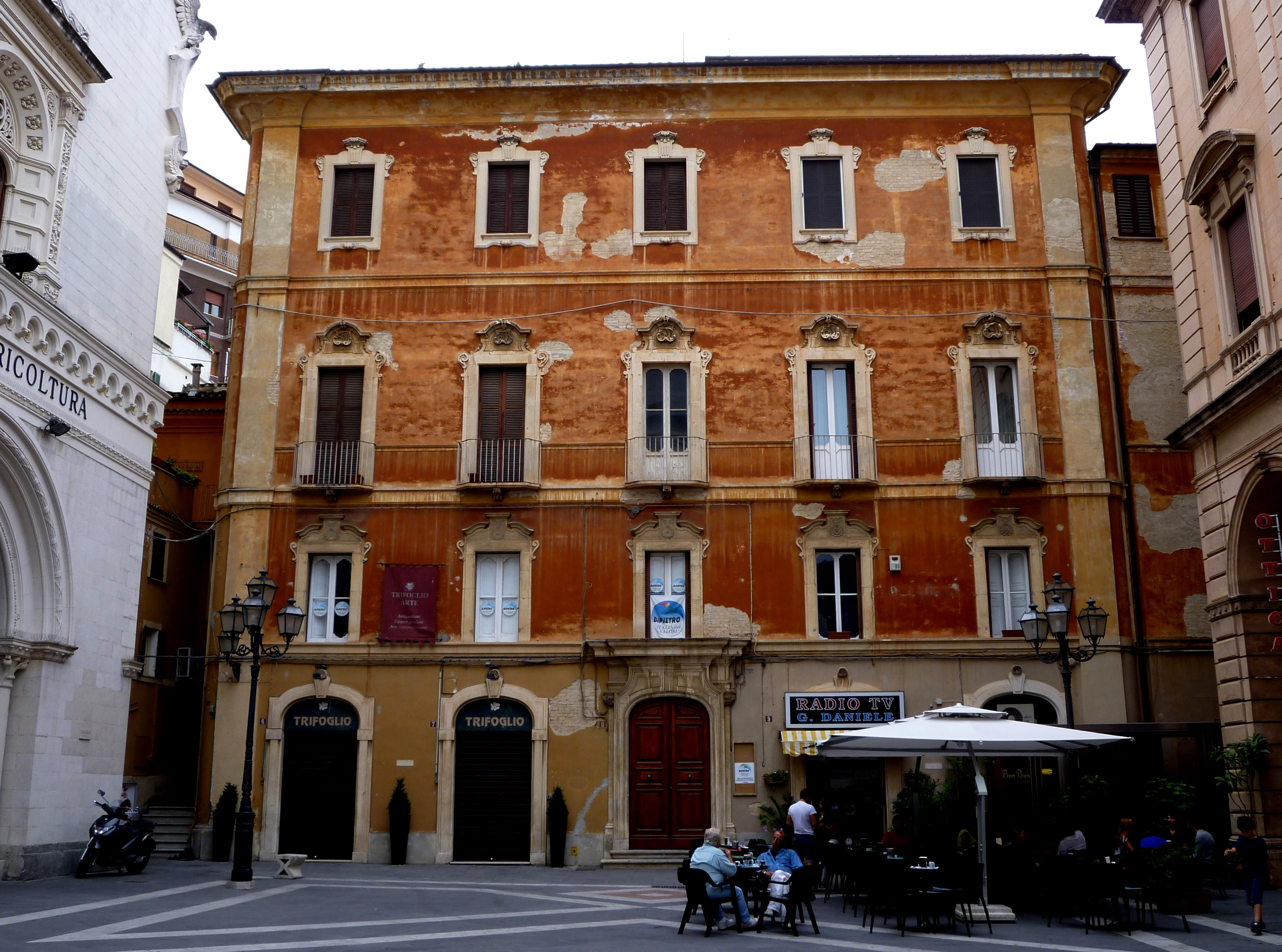
Palazzo Fasoli.

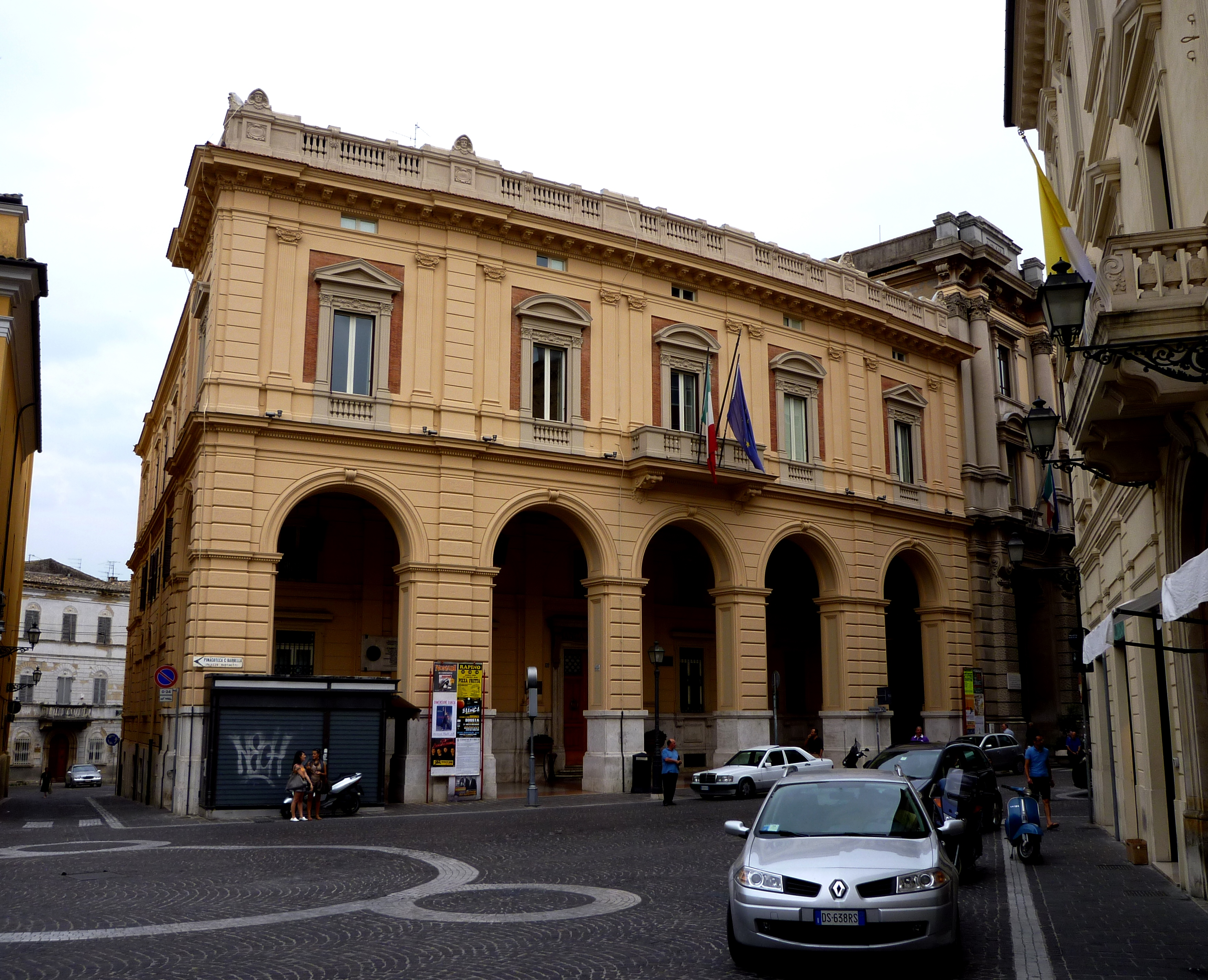
Palazzo della Banca d'Italia.

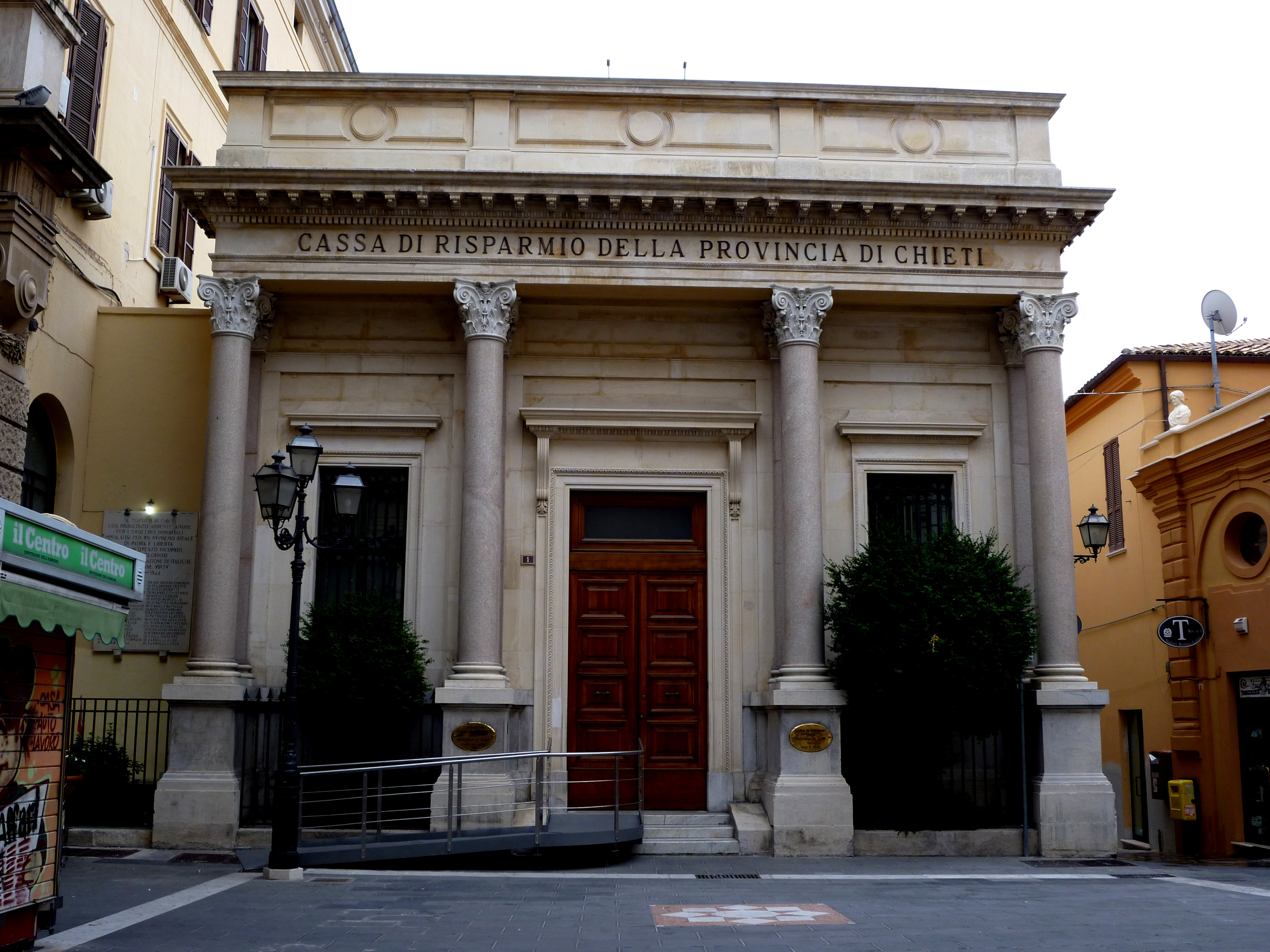
La sede della ex cassa di risparmio

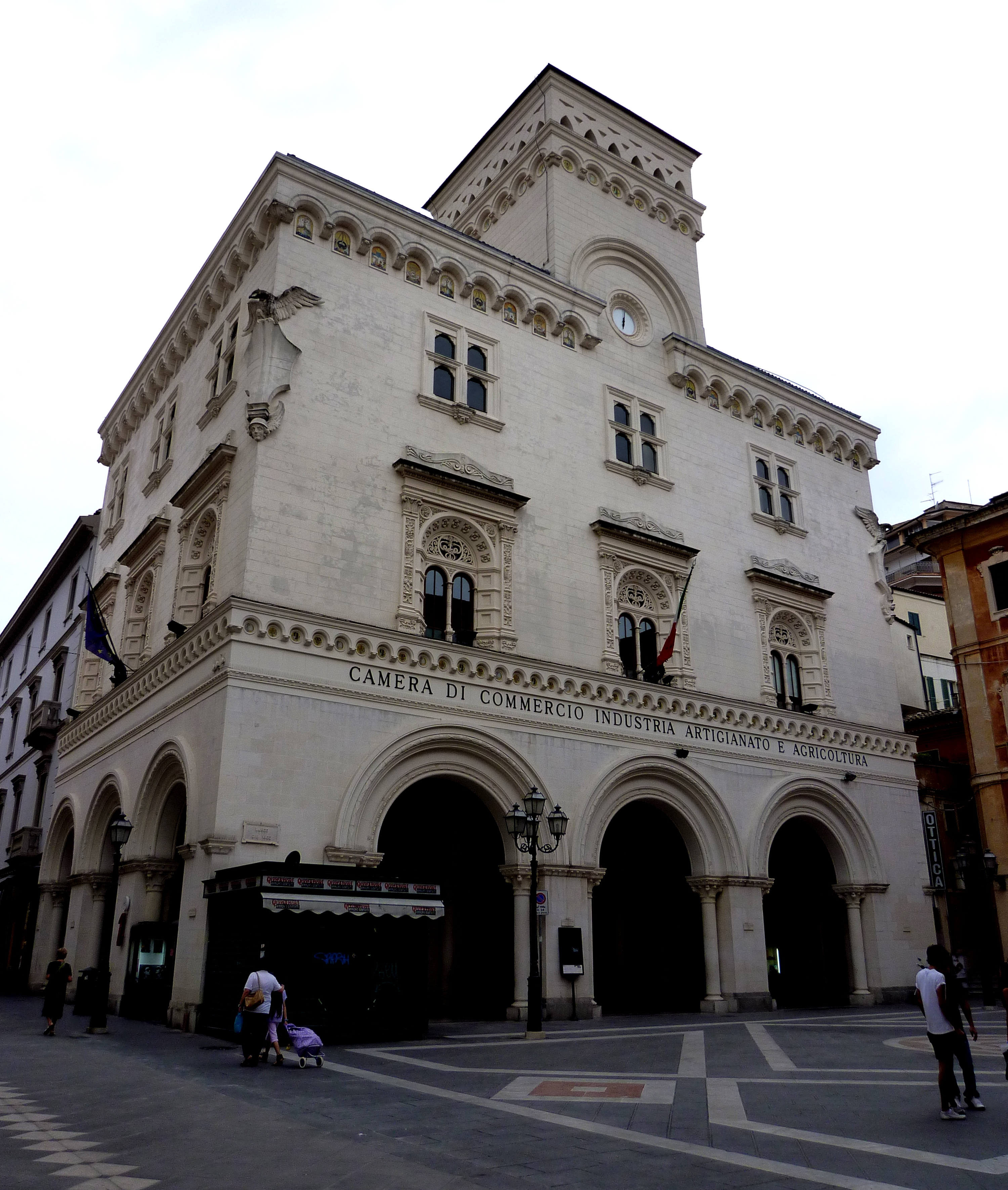
Palazzo della Camera di commercio.

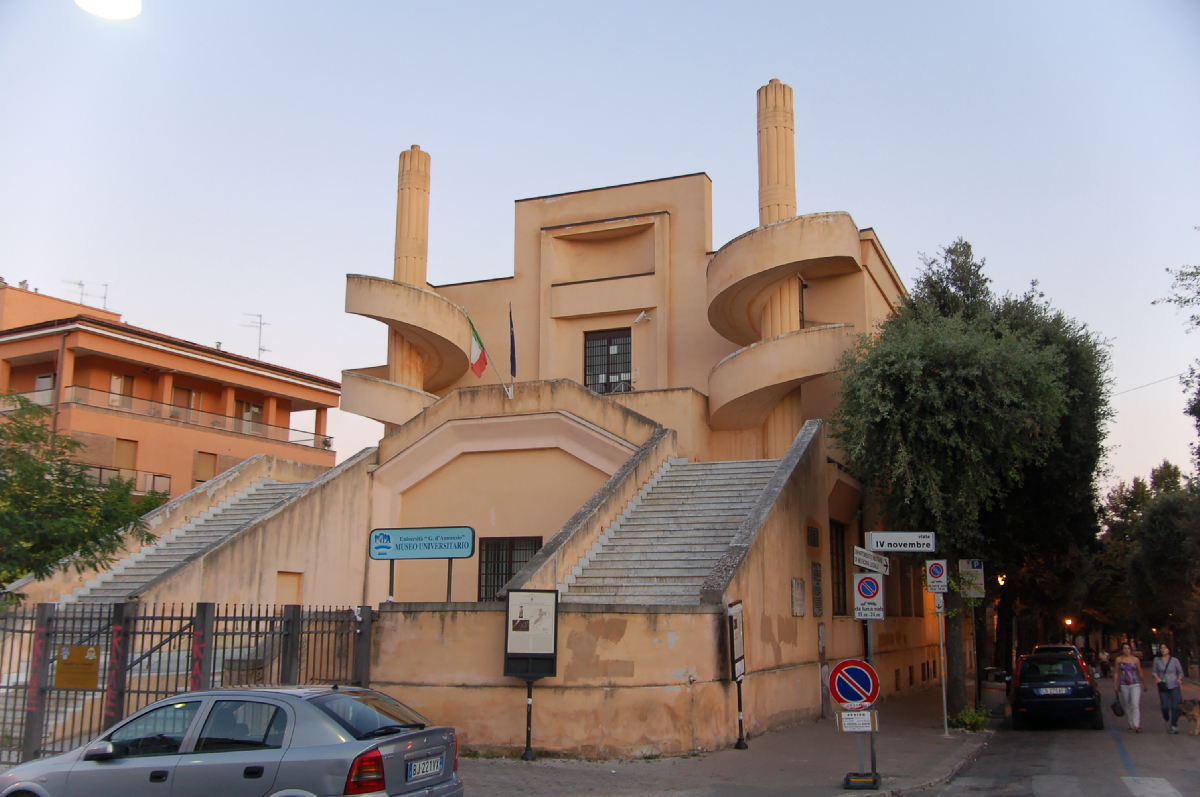
Il museo di storia delle scienze biomediche

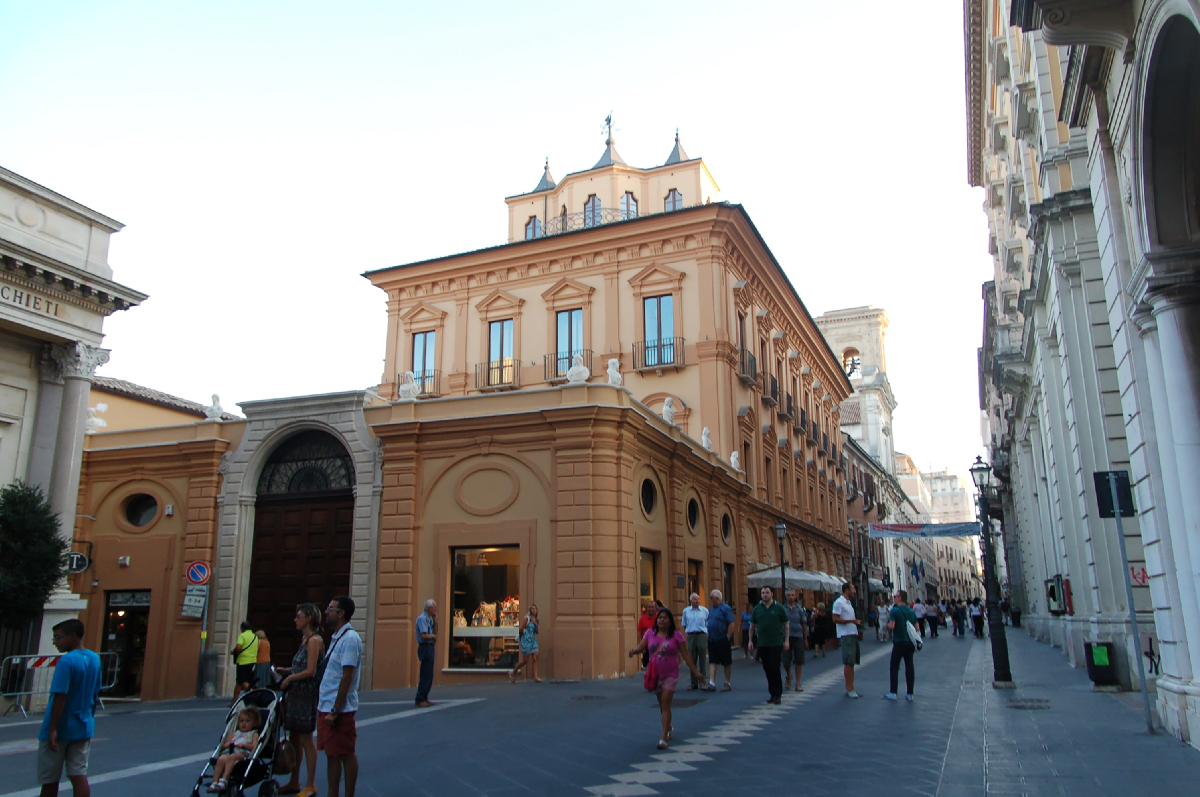
Palazzo Majo

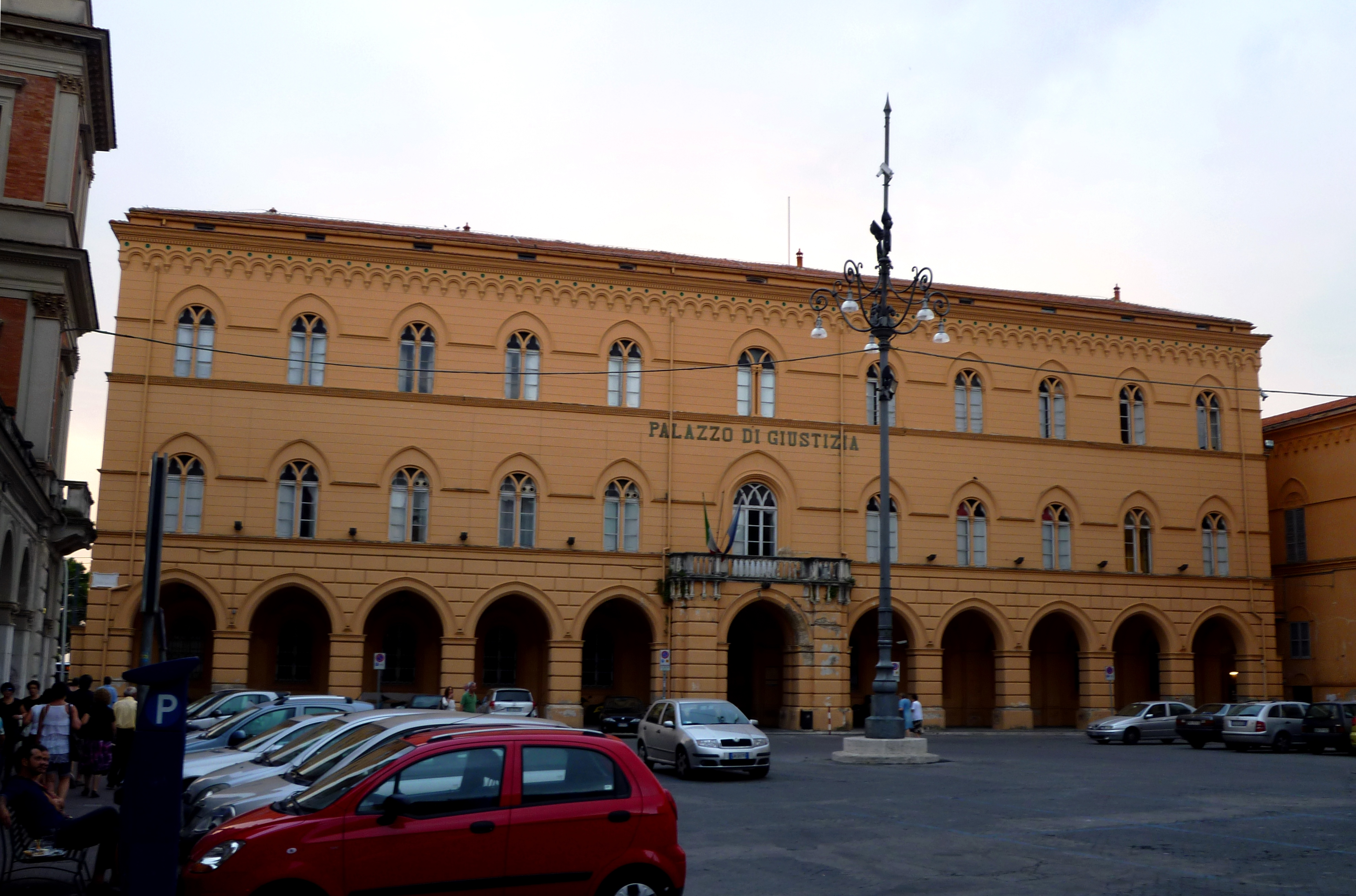
Palazzo del tribunale

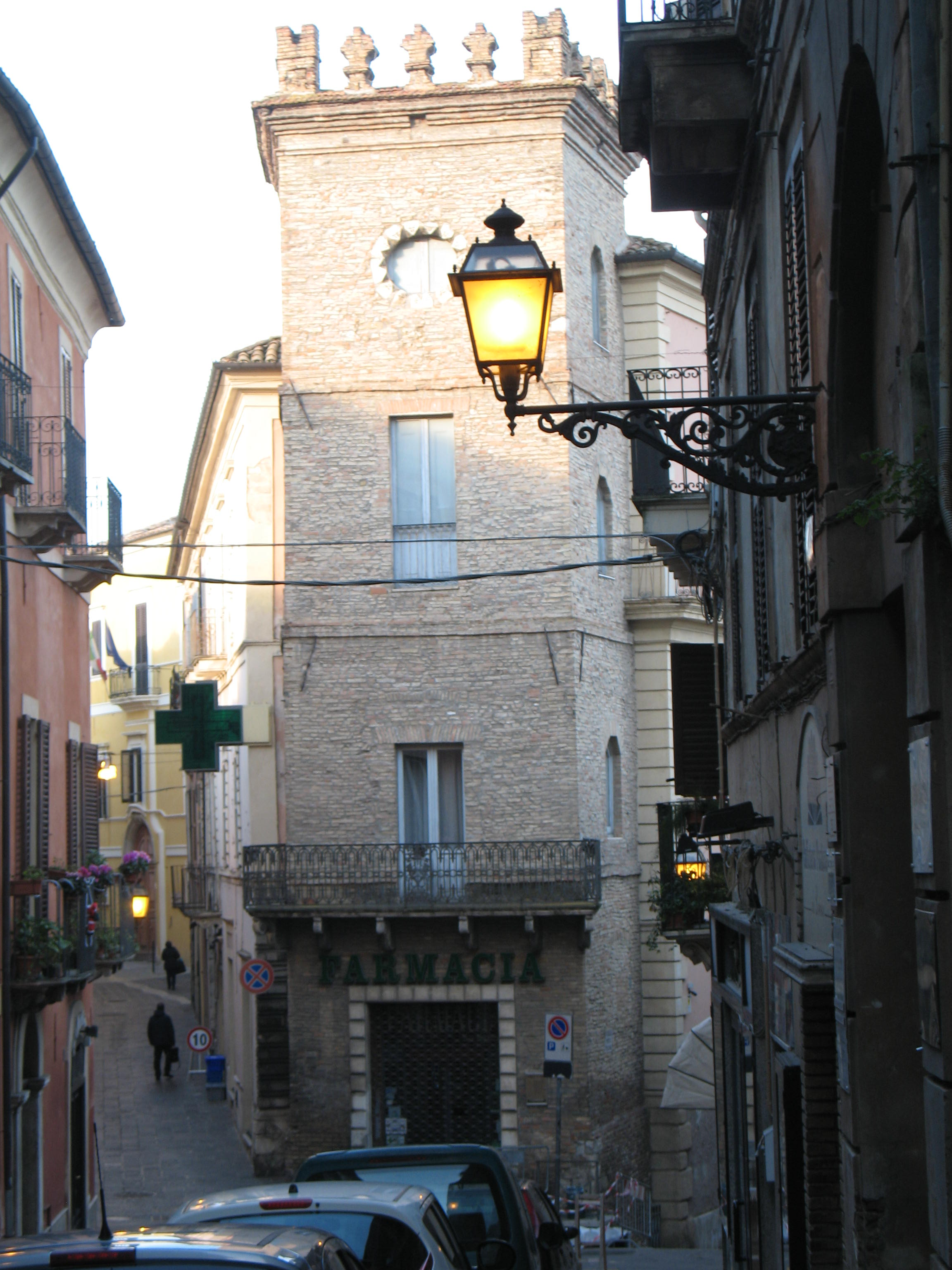
Torre di Palazzo Toppi

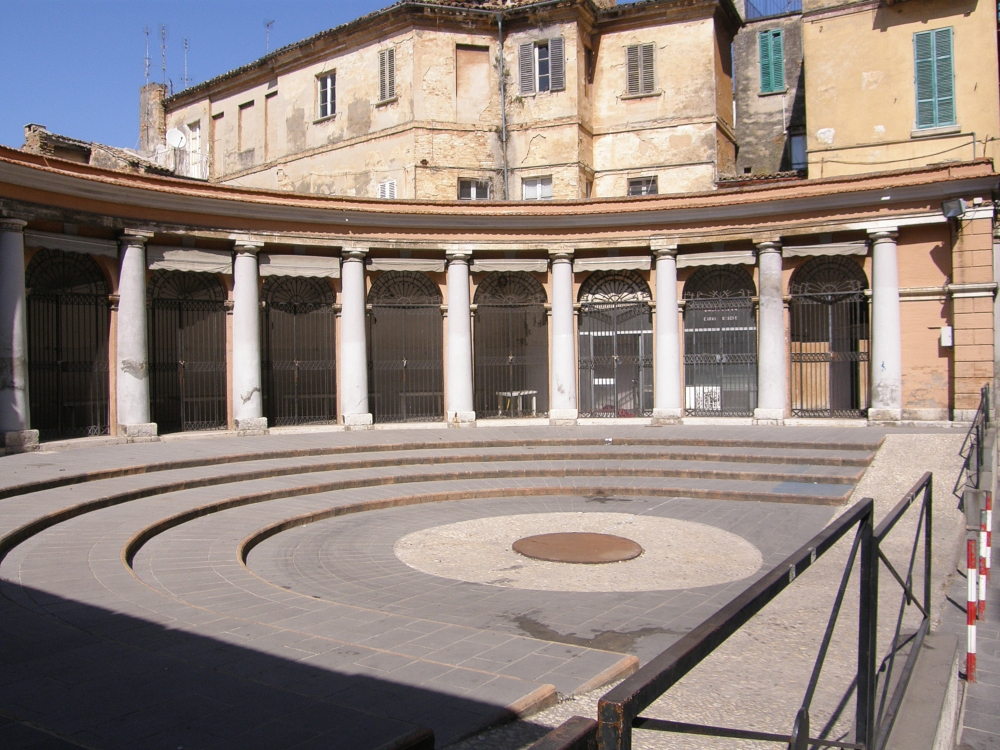
Esedra della pescheria

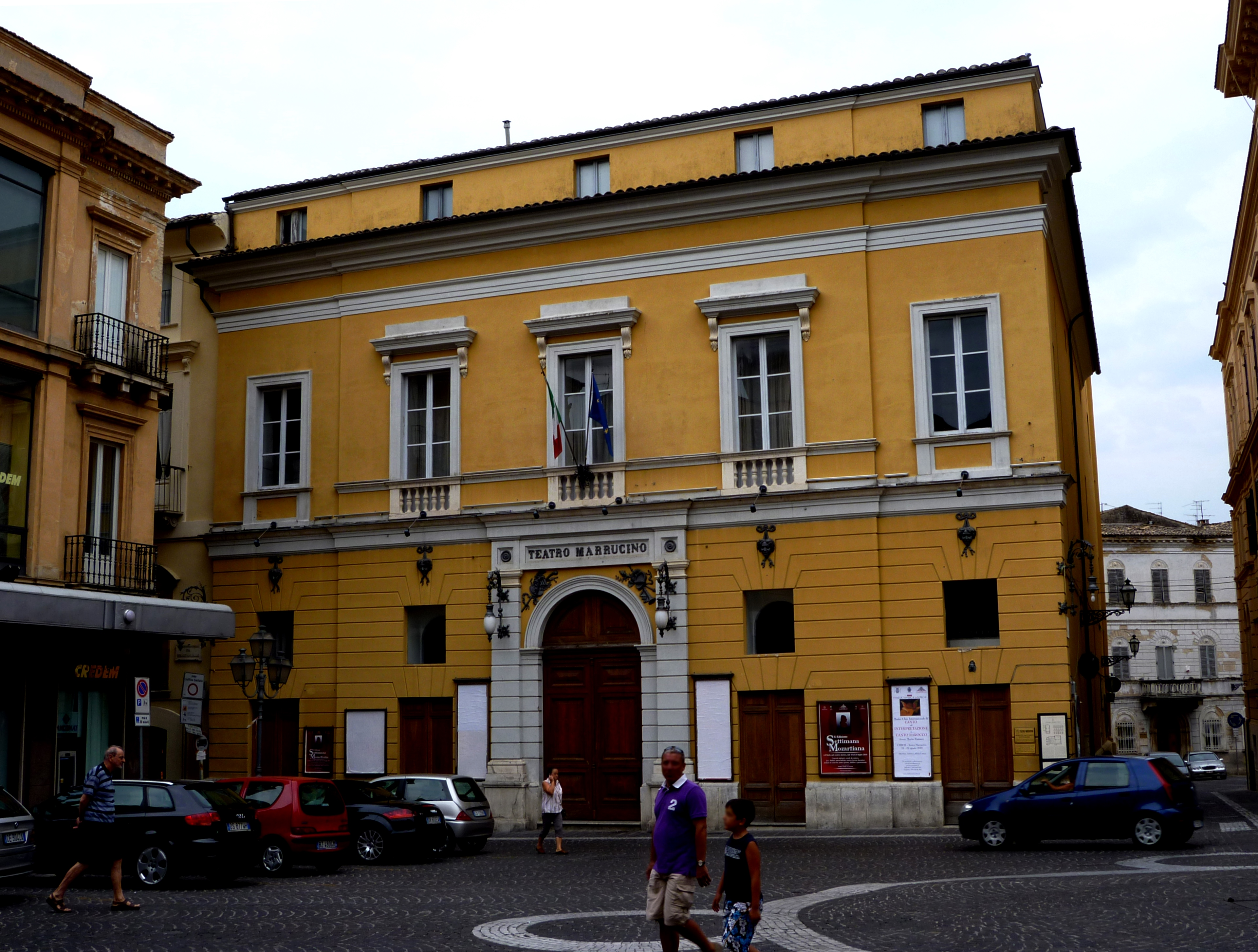
Teatro Marrucino

Nella villa fatta costruire dal barone Ferrante Frigerj e venduta nel 1864 al comune di Chieti hanno trovato sede il Museo archeologico nazionale d'Abruzzo, nello stabile neoclassico, mentre l'enorme giardino è diventato il principale parco pubblico di Chieti, ricco di alberi secolari, fontane, terrazzamenti panoramici sulla città e verso il monte Maiella.
La costruzione risale al 1830 su progetto di Errico Riccio, domina una piccola altura, originariamente terreno agricolo della famiglia, localizzato all'esterno delle mura cittadine, presso Porta Sant'Andrea. Nel 1864 l'immobile fu sede scolastica, per la precisione del Real Istituto Tecnico Commerciale, uno dei più rinomati del centro Italia. Nel 1959, con la costruzione della nuova sede dell'istituto, e per l'interessamento del soprintendente Valerio Cianfarani, la villa è divenuta sede del Museo archeologico nazionale. All'esterno l'edificio è rivestito in bugnato liscio di mattoni, al pianterreno e in semplici mattoni nei restanti livelli. La facciata rivolta verso Chieti è coronata da un tempietto, all'interno è esposta la più importante raccolta archeologica d'Abruzzo, fruibile attraverso un percorso museale allestito nel 2011 e ampliato nel 2014 seguendo dei criteri che volgono a tracciare una storia degli italici abruzzesi, per distinzione di tribù. Al pianterreno in una sala speciale è situata la statua del Guerriero di Capestrano, e vi è anche una sala biblioteca di 13.000 volumi con pannelli esplicativi per approfondimenti vari. L'allestimento è stato curato da Mimmo Palladino. Al primo piano sono presenti vari reperti ritrovati nel territorio abruzzese, disposti secondo un ordine cronologico dalla fase preistorica fino al tardo Impero Romano.
Palazzo Fasoli
Situato in largo Gian Battista Vico, fu rimaneggiato negli anni Trenta e conserva dell'antica struttura i balconi del piano nobile. Questi ultimi, dalle decorazioni in pietra come anche per il portale, sono caratterizzati dalle capricciose cimase in stile rococò che li sormontano. Il resto del prospetto è interamente intonacato nella tonalità del rosso pompeiano.
Palazzo della Banca d'Italia
La sua facciata curvilinea si affaccia su piazza Valignani, sul luogo in cui in passato era presente il palazzo gentilizio dell'omonima famiglia di Vacri. La sua edificazione fu imposta nel 1913 sopra il vecchio Palazzo Valignani, a causa del cedimento di un pilastro delle sottostanti cisterne sotterranee romane. La struttura è divisa in due settori da cornicione marcapiano: la base è fasciata in bugnato liscio, presentando cinque arcate d'ingresso al portico, e il secondo settore ha un loggiato con finestre dalle cornici a triangolo e a semicerchio. Dopo il terremoto del 2009, il palazzo ospita la sede comunale di Chieti, in attesa del restauro del Palazzo d'Achille.
Palazzo della sede della ex Cassa di Risparmio della provincia di Chieti
Dalla piccola facciata di gusto classico posta sul piazzale davanti al Palazzo de' Mayo (lungo il corso Marrucino), fu progettato per accogliere una sede istituzionale in seguito all'unità d'Italia e presenta un finto pronao corinzio del XX secolo. L'insieme ha un aspetto neoclassico.
Palazzo della ProvinciaDetto anche "della Prefettura", sorge sul corso Marrucino, nella collocazione dell'antico convento dei Domenicani, demolito nel 1913 insieme con la chiesa. Presenta un'elegante facciata pseudo-cinquecentesca su portico sorretto da colonne binate con capitelli ionici. Negli splendidi saloni storici della residenza del Prefetto si conservano, tra soffitti decorati e arredi d'epoca, diverse opere come una tela di Basilio Cascella de Il suono e il sonno (1894), e il quadro del vastese Valerico Laccetti Christus Imperat (1883).
Palazzo della Camera di commercio
Dapprima palazzetto delle corporazioni, sorge su Piazzale G.B. Vico, risale agli anni Trenta ed è ispirato ai palazzi comunali del medioevo italiano, in particolare per la presenza di una torre al centro del prospetto principale. Il progetto dell'architetto Camillo Guerra consisteva in un edificio eclettico, che attingeva dal rinascimento romano per quanto concerne le finestre del secondo piano, dall'abbazia di San Clemente a Casauria per il portico del pian terreno e dal palazzo della Santissima Annunziata di Sulmona per le finestre del primo piano. Caratteristici sono anche gli elementi decorativi che rimandano al regime fascista, come l'aquila imperiale poggiante su una testa di Mercurio, dio del commercio. Il cornicione è sorretto da beccatelli sotto il quale trovano collocazione ceramiche policrome sulle professioni praticate nella regione.
Palazzo ex OND - Museo Universitario
Esempio di architettura fascista, progettato anch'esso da Camillo Guerra, venne edificato come sede dell'Opera nazionale del dopolavoro sopra la struttura classicheggiante dei bagni pubblici, lungo il viale IV Novembre, e voleva celebrare il regime con i suoi lineamenti emblematici, grazie ai fasci che svettano in altezza dall'edificio. Conservò le sue funzioni originarie anche nel dopoguerra, ospitando per anni il cinema dell'ENAL, poi Gardencine, sale da biliardo, una scuola materna e una palestra, prima di essere destinato a sede del museo di storia delle scienze biomediche dell'Università Gabriele d'Annunzio.
Palazzo d'Achille - Sede comunale
Fu costruito nell'800 sopra la vecchia sede del Palazzo Valignani affacciato su Piazza Grande (oggi dedicata a San Giustino), sede del potere. Dopo il terremoto del 2009, nel 2015 sono incominciati i lavori di recupero. Si affaccia su piazza San Giustino, su via Chiarini e sul corso Marrucino all'altezza della chiesa di San Francesco: la facciata è l'elemento più interessante, scandita da paraste ioniche e con all'ingresso due statue di personaggi illustri teatini. L'interno del blocco ha un chiostro quadrangolare, con una colonna centrale che termina con la statua di Achille a cavallo.
Palazzo Majo (o de' Mayo)
Con la sua mole, l'edificio si impone su corso Marrucino. Il primo nucleo del complesso risale al XVI secolo. In seguito la famiglia di banchieri Costanzo condusse nel XVIII secolo una massiccia opera di rimaneggiamento. Con i marchesi Majo vi fu un grande restauro, nell'ultimo decennio del XVIII secolo, che conferì all'edificio un forte richiamo verso le ville napoletane di questo periodo. L'ultimo restauro, tra fine Novecento e primi del Duemila, è opera della penultima proprietaria, la Fondazione CariChieti, che ha destinato il palazzo, oltre che a propri uffici, a museo e centro culturale. Con l'incorporazione della Fondazione CariChieti nella Fondazione Banco di Napoli, attualmente il palazzo è proprietà di quest'ultima che ne ha mantenuto la destinazione. Il fianco destro del palazzo è punteggiato da una lunga serie di finestre intervallate da lesene e dispiegate su due livelli, mentre sulla piazzetta Martiri per la libertà è presente un monumentale portale in pietra del Settecento, anche se la rosa in ferro battuto che sovrasta il portone e che reca il monogramma dei Majo è successiva. Il prospetto principale è preceduto da un cortile, sul cui cornicione sono disposti dei busti marmorei. Caratteristica del palazzo è l'altana con i tetti a pagoda, memore del gusto esotico settecentesco, così come singolare è l'anemometro a forma di cicogna posta sul tetto centrale.
Palazzo del Tribunale

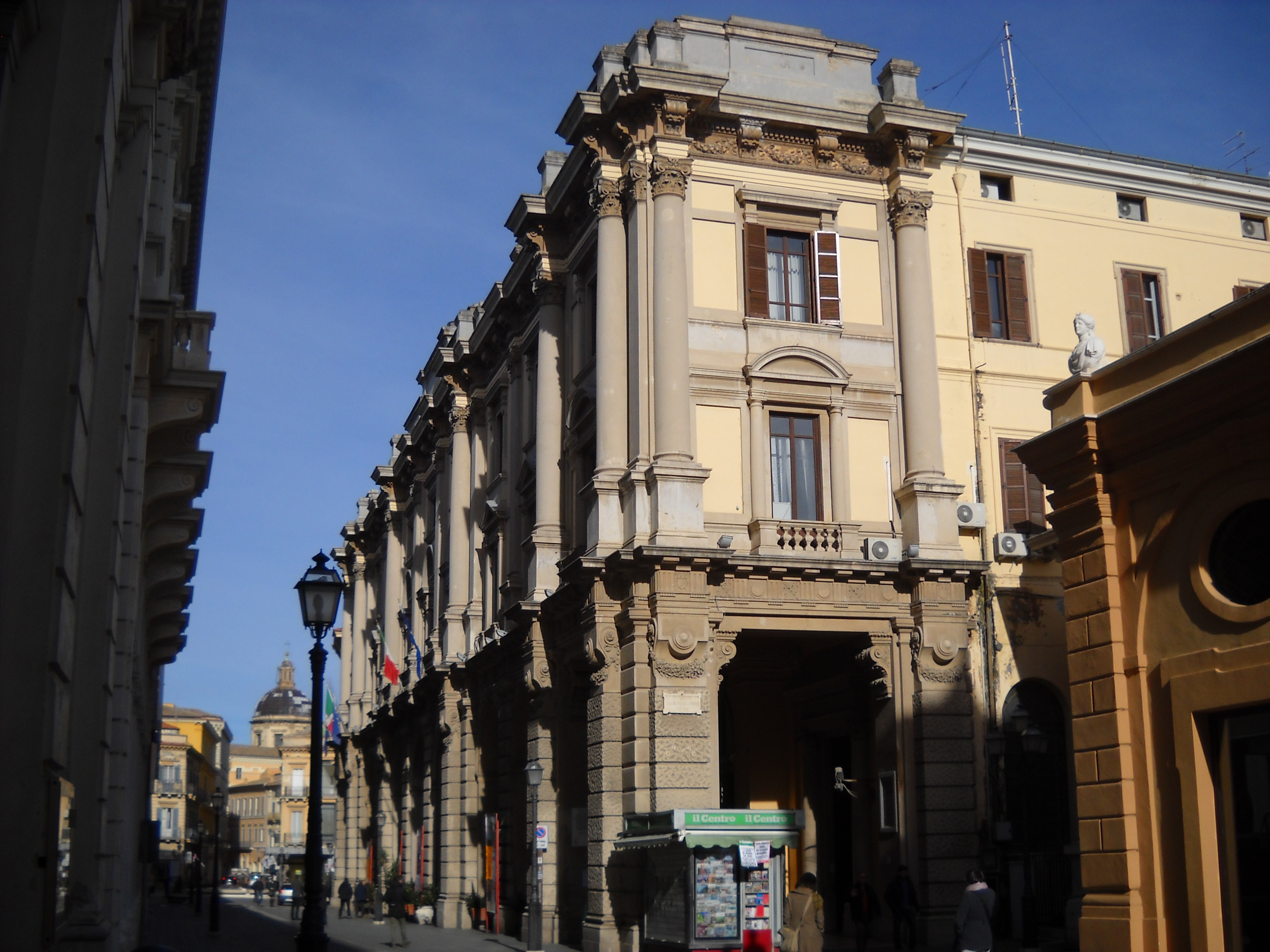
Palazzo del governo, sede della provincia

Affacciata alla piazza principale della città, piazza San Giustino, il tribunale è stato storicamente situato vicino alla cattedrale e al municipio a simboleggiare i massimi poteri cittadini. Anticamente sede della Regia udienza, a fine Ottocento cambiò il suo aspetto architettonico e assunse le attuali connotazioni neogotiche. Negli anni Ottanta del XIX secolo la struttura fu ampliata, a discapito della vicina porta a tre archi, ossia Porta Zunica, che dovette cedere il posto. Il portico del piano terra si interrompe al centro, dove il balcone centrale origina un avancorpo con arco a sesto acuto cinto da una balaustra lapidea.
Palazzo Toppi
Situato nel rione Trivigliano lungo via Toppi, è dominato da una torre trecentesca con merlatura, tra i pochi esempi di architettura medievale a Chieti e unico esempio rimasto di torre costruita per difendere un palazzo nobiliare, oltre a quella del palazzo arcivescovile. In seguito a un incendio subito a seguito dei tumulti cittadini del 1647, fu quasi completamente ricostruito agli albori del Settecento. Il palazzo si sviluppa su Porta Pescara e conserva un ampio portale a bugnato liscio, che conduce a una scalinata monumentale. La facciata è stata ristrutturata nel XIX secolo per ospitare al piano terra locali commerciali. Il portale d'ingresso da via dei Tintori è l'unico elemento superstite della struttura rinascimentale antecedente il 1647. Le sue bugne sono tagliate a punta di diamante e ornate da incisioni con motivi floreali. Sulla volta ribassata dell'androne campeggia uno stemma dei baroni Toppi affrescato. Lo scalone è a doppia rampa, con colonne doriche e stucchi plastici monocromi del XVIII secolo.
Palazzo Martinetti Bianchi
Si affaccia su via de Lollis e fu eretto dai padri gesuiti come convento della sconsacrata chiesa di Sant'Ignazio, trasformata nel 1818 nel teatro Marrucino. Con la soppressione della Compagnia di Gesù il palazzo passò prima alla famiglia Franchi, poi ai marchesi Martinetti Bianchi. L'accesso presenta un fornice estremamente alto, ed è il portale più ampio tra palazzi teatini. Può inoltre vantare delle monumentali ante in legno e una rosta sempre dello stesso materiale che reca il monogramma in rilievo dell'ultima famiglia possidente. La facciata è scandita da due ordini di balconi e finestre disposte in modo regolare. Nell'androne è presente una guardiola per il controllo dell'accesso, mentre il soffitto reca l'arma della famiglia, che come attesta il biscione visconteo era di origine lombarda. Attorno al cortile si articola su tre lati un porticato. L'appartamento di rappresentanza del palazzo, con decori tardo-settecenteschi, fu commissionato al pittore Giacinto Diano dai Franchi, nel 1796. Le scene che l'artista napoletano realizzò riguardano la mitologia e in particolare la favola di Psiche accolta da Giove nell'Olimpo. Attualmente ospita il Museo d'arte Barbella.
Palazzo De Pasquale
Situato nel rione Trivigliano in Piazza Sant'Agata, fu la residenza dei conti Siciliani d'Alaneto. Venne costituito dall'accorpamento nel XVIII secolo di più edifici acquistati nel tempo. Le finestre possiedono semplici cornici in stucco nel primo piano, mentre le cornici delle finestre e balconi del secondo piano sono riccamente decorate. Gli ambienti entro cui sono contenute le rampe dello scalone sono coperti da volte a crociera a cupola emisferica, sostenute da colonne ioniche. Prima di essere destinato a uffici comunali e di aziende municipalizzate, è stato sede della Facoltà di Farmacia dell'Università di Chieti e Pescara.
Esedra della pescheria
Con la sua forma a ventaglio affacciata su Piazzetta Mario Zuccarini, l'esedra della pescheria ricorda un mercato di età classica. Gli ambienti destinati ai venditori di pesce e carne sono preceduti da un colonnato dorico. Il soprannome lu ricchiappe è dovuto al fatto che in passato in questa piazzetta aveva termine la corsa dei barberi, un antico palio a cui prendevano parte cavalli senza fantino e finiture, che vi giungevano dopo aver percorso a galoppo, in salita, via padre Alessandro Valignani e via Arniense (da ciò il locale proverbio dialettale "lu cavalle 'bbone s' ved' a lu ricchiappe" in quanto lo spettatore del palio poteva identificare cavallo o il proprietario vincente solo conoscendo il barbaresco, cioè l'addetto all'animale). Attualmente l'esedra ha assunto il nome di Piazzetta teatro Mario Zuccarini, in ricordo dello storico soprintendente del teatro Marrucino.
Palazzo De Sanctis-Ricciardone
Fu generato da un accorpamento nella seconda metà del XVIII secolo di più case precedenti e presenta una cappella annessa. Sorge verso la fine di via De Lollis (anticamente dello Zingaro), allo sbocco di Piazza Matteotti. L'appartamento nobile si snoda attorno a una scalinata monumentale a doppia rampa con pianta ellittica e sovrastata da un cupolino e accoglie attualmente il Circolo degli amici. La facciata si presenta ingentilita da un portalino che fa corpo unico con il sovrastante balcone dell'inferriata ricurva. L'androne oscurato dall'aggettante edificio Liberty, ospita una piccola cappella, e di fronte a questa si apre una vetrata che immette nell'appartamento sviluppato intorno a uno scalone a due rampe. Questo è sovrastato da uno spazio ellittico, coperto a cupola. Al suo interno si possono ancora ammirare le decorazioni delle volte e l'ampio salone da ballo dipinto con scene mitologiche.
Palazzo Arcivescovile
Si trova in Piazza G. Valignani, ed è il prodotto di un totale rifacimento di varie strutture nel XVIII secolo. L'elemento più antico è il torrione del 1470 fatto erigere dal vescovo Colantonio Valignani, che mostra similitudini con le strutture medievali della Toscana. La facciata sul piazzale è molto semplice e sobria, divisa in due settori da cornicione marcapiano, con il piano superiore destinato agli uffici, e quello di base alle varie botteghe. Soltanto il monumentale portale centrale spezza l'equilibrio, da cui si accede mediante uno scalone del 1795 voluto da Ambrogio Mirelli, da cui si entra alla corte. Il palazzo ospita il prezioso Archivio Arcivescovile della diocesi teatina.
Palazzo Zambra
si trova in via degli Agostiniani. Con le sue linee barocche è frutto di una ristrutturazione del secondo Settecento operata dalla famiglia Zambra, mercanti provenienti dalla Lombardia. È caratterizzato da una bicromia rosso e gialla e da un portale in pietra a tutto sesto entro una cornice in stucco mistilinea ed è delimitato agli angoli da paraste arrotondate. La peculiarità del portale di questo palazzo, rispetto agli altri della città, è che insieme con la finestra e il balcone che lo sormontano costituiscono un unico corpo aggettante. Oggigiorno è sede della Sovrintendenza archeologica degli Abruzzi.

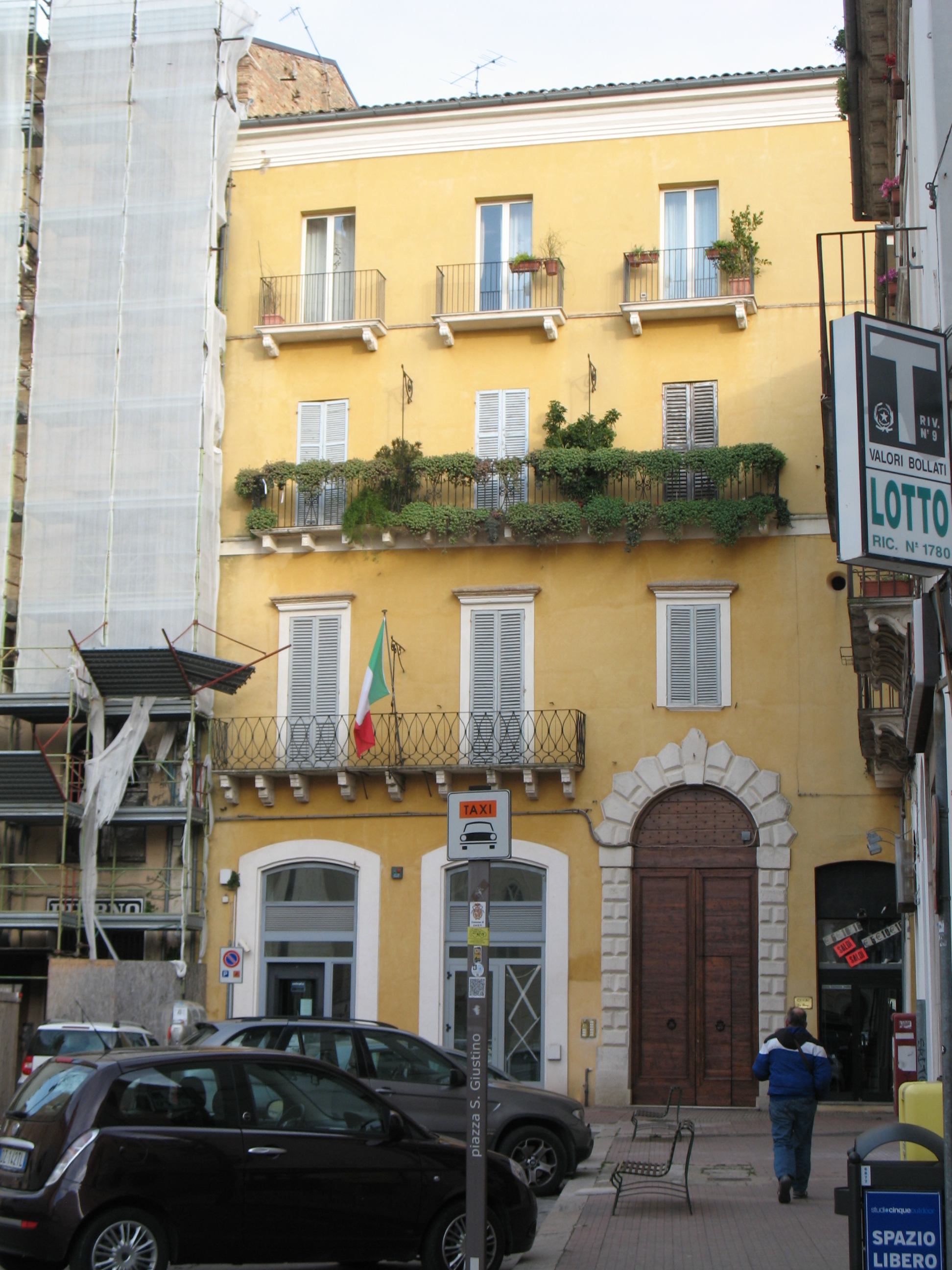
Palazzo Sirolli

Palazzo Lepri (già Monaco La Valletta)
Posto a ridosso della chiesa della Santissima Trinità, era la villa suburbana degli omonimi marchesi, ma in origine la proprietà fu della famiglia Humani, a cui si deve l'erezione del vicino luogo di culto. Il principale elemento dell'edificio è l'alta terrazza che si affaccia lungo via Vernia, testimonianza della natura di questo palazzo come villa fuori città, mentre l'interno venne decorato nel XVIII secolo su commissione degli Humani e nel XIX secolo su commissione dei Monaco La Valletta, che ereditarono la struttura in seguito al matrimonio di Maria Maddalena Humani con Domenico Monaco La Valletta. Gli affreschi del salone principale sarebbero riconducibili al pittore teatino del XIX secolo Raffaele Del Ponte. Alla fine del XIX secolo il palazzo passò in proprietà alla famiglia romana dei marchesi Lepri per il matrimonio di Maria Maddalena Monaco La Valletta con Carlo Ambrogio Lepri. Attualmente è gestito da privati per eventi, manifestazioni e spettacoli di ogni tipo.

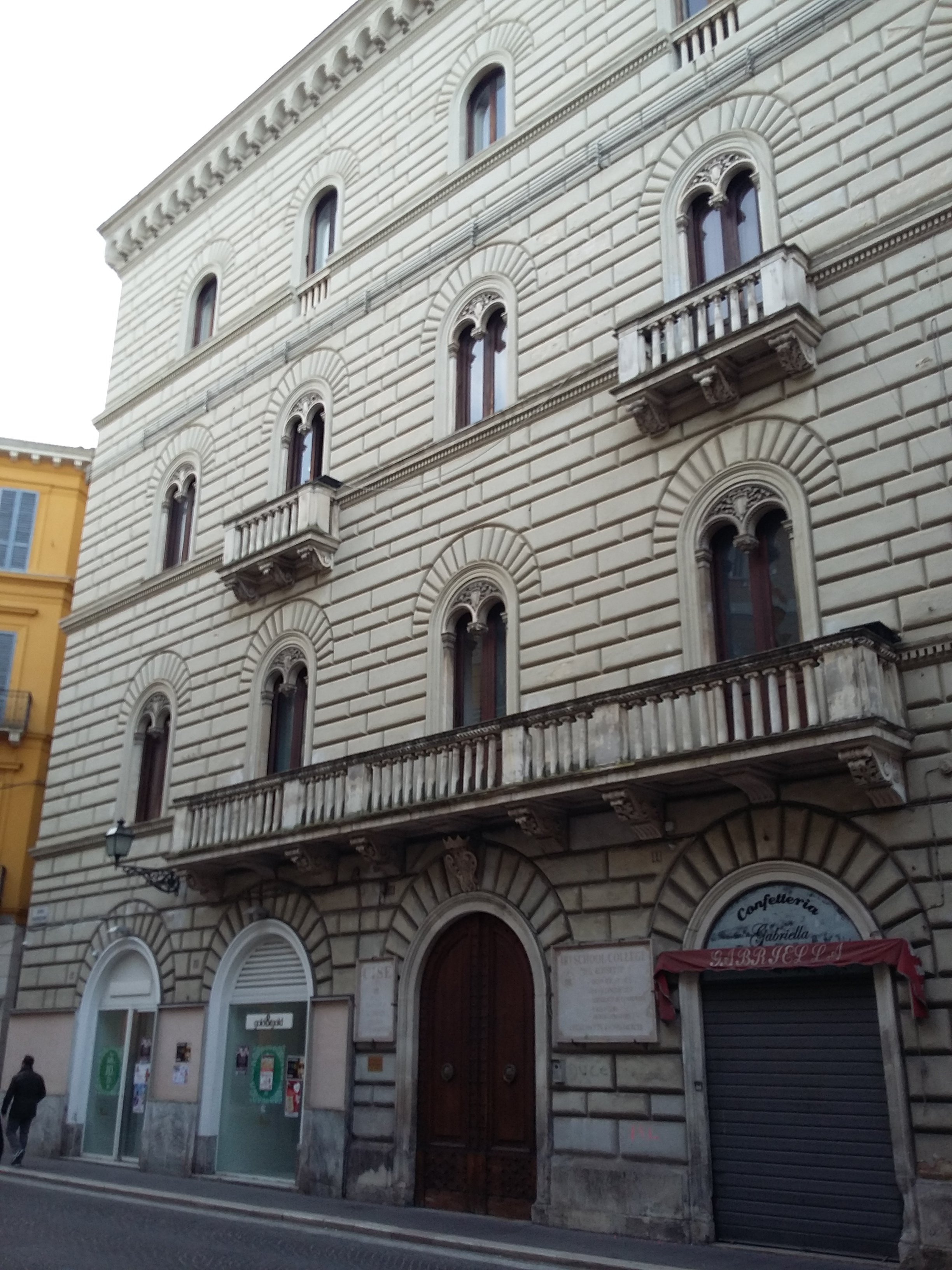
Palazzo Henrici

Palazzo Mezzanotte di Santa Maria
La struttura, situata dietro la chiesa di Sant'Agata, incide fortemente sullo skyline di Chieti alta. Risale al XVIII secolo, e nel corso degli anni è stato diviso in vari locali per appartamenti e sedi di associazioni. Negli ultimi anni i muratori hanno lavorato nelle caverne del piano terra, rinvenendo degli archi che formavano un doppio portico. Tali caverne sono androni a base quadrata formati da gigantesche mura. Il palazzo ha pianta rettangolare irregolare poiché si piega a semicerchio, essendo stato ricavato dalle mura medievali. Suddiviso in più settori da cornici, ha una palazzina centrale più piccola che è divisa da cornici e paraste, terminante a triangolo, con accanto una torretta rettangolare con finestre.
Palazzo Mezzanotte
Si trova in Piazza San Giustino. Fu costruito da Biase Mezzanotte in forme eclettiche neorinascimentali nella fine dell'800. Il palazzo ha pianta quadrangolare con quattro torri tozze, collegate al resto del corpo da cornicioni marcapiano. La parte di base è decorata da un portico in bugnato che include anche le torri, successivamente delle cornici dividono i due piani, con due ordini semplici di finestre, intervallate da paraste con capitelli ionici dorati. Il palazzo è noto per la vicenda bellica di "Chieti città aperta" e per aver ospitato il maresciallo Pietro Badoglio durante la fuga per Brindisi di Vittorio Emanuele III (settembre 1943). Mentre i sabaudi proseguivano per Crecchio (CH) da Roma, il Maresciallo Badoglio, sciolto lo Stato Maggiore, partì nottetempo, da solo, per Pescara, riuscendo ad imbarcarsi sulla nave Baionetta prima dei reali; Alle 14:00 i reali partirono dal castello di Crecchio e lo Stato Maggiore partì per Pescara, scoprendo che la nave non c'era, mentre i sovrani si imbarcavano porto di Ortona, poco più a sud. I nazisti occuparono il palazzo come sede del quartier generale, essendo tutti gli inquilini sfollati e datisi alla macchia, e diressero le operazioni belliche contro gli americani. Il palazzo, benché Chieti fosse città aperta, venne bombardato il 26 settembre, subendo alcuni danni.
Palazzo Sirolli
Affacciato in Piazza San Giustino, posto accanto al Palazzo d'Achille. L'edificio venne realizzato nella seconda metà del XVI secolo: oggi è nominato Sirolli e nasce come proprietà della famiglia Sante Spinelli, mercante lombardo, padre del pittore Giovanni Battista. Il palazzo ospitò la stazione della ferrovia elettrica a scartamento ridotto (nel secondo dopoguerra sostituita dalla filovia) dal 1900 al 1902. Ha un aspetto austero barocco, con il portale ad arco a tutto sesto con cornice in bugnato liscio.
Palazzo delle Poste e Telegrafi

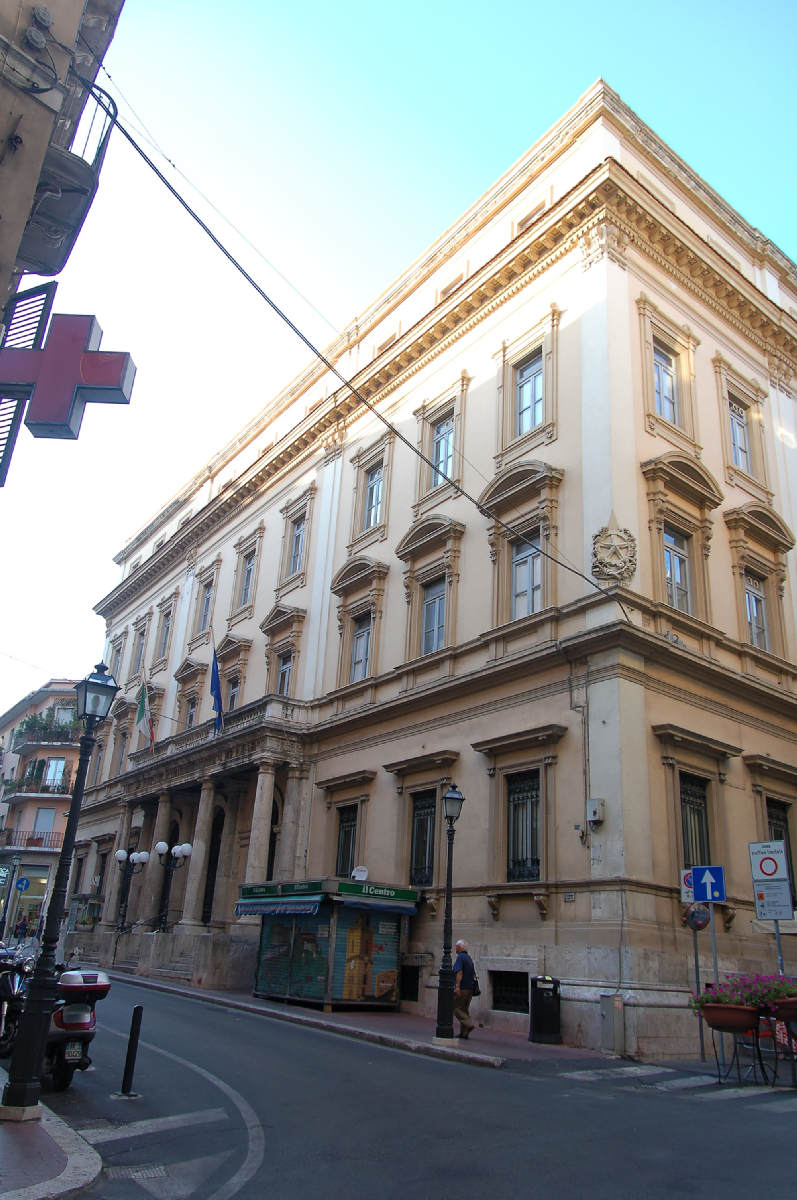
Palazzo delle poste

Progettato nel 1920 da Beniamino Angelozzi, fu inaugurato nel 1930 durante il completamento del risanamento del rione San Paolo, creando la nuova via Fratelli Spaventa. Presenta uno stile classicheggiante che si rifà all'800, con prospetto principale ornato da balconata centrale, sorretta da otto colonne doriche in travertino, che caratterizza l'intera struttura. La struttura ha pianta rettangolare, scandita da cornici in tre settori: il livello di base ha delle finestre quadrotte regolari, il primo piano ha un ordine regolare di finestre con due tipi di cornici architravate, il settore centrale sopra la balaustra sorretta dalle colonne ioniche ha timpani triangolari, mentre gli altri sono tutti curvilinei. Il settore finale ha un ordine semplice senza cornici, e il cornicione ha delle decorazioni a dentelli. Presso i cantonali degli angoli ci sono dei rilievi che rappresentano il simbolo della Repubblica Italiana.
Palazzo Henrici
Costruzione tardo ottocentesca lungo il corso Marrucino, legata al Palazzo d'Achille da un lato, e caratterizzata da fasce in bugnato con finestre in stile neogotico molto simili a quelle del Palazzo di Giustizia. Il palazzo ospita un istituto paritario gestito dalla D.O.G.E. English Universal School College. Si divide, per mezzo di cornici, in quattro settori, la parte di base ha grandi archi a tutto sesto con cornici in bugnato liscio, così come tutto l'esterno fasciato di questo materiale, gli altri settori sono scanditi da un ordine regolare di finestre bifore bugnate, quelle del primo piano collegate da grandi balconate, mentre le altre da un balcone per ciascuna. L'ultimo settore ha delle semplici monofore a tutto sesto, e una serie di archetti pensili decora il cornicione del tetto.
Palazzo Tabassi
Il palazzo si trova sul corso Marrucino e fu costruito dai Carosi nel 1717 sopra il vecchio palazzo Lannutti. Nel 1774 in una delle sale grandi del quarto superiore si ritrovò sulla volta della sala una pittura raffigurante lo stemma gentilizio dell'antica casa Carosi, consistente in uno scudo azzurro, con testa di moro riguardante una cometa. Sopra v'è un elmo aperto con una corona sovrastante da cui esce un leone. A testimonianza del ritrovamento ci fu un atto pubblico del notaio Giuseppe Angelo Marone. Il palazzo era composto di due parti ben distinte tra loro che confinavano sul corso per tutta la lunghezza della facciata di 150 palmi e dell'altezza di 70 palmi; trasformato in residenza signorile fece parte di quella cerchia di dimore nobiliari dei Durini, degli Henrici, dei Mayo e dei Valignani. Durante la rivoluzione francese il palazzo era in proprietà di Giampiero Tabassi e divenne un cenacolo culturale, specialmente durante i moti risorgimentali, e nel tardo Ottocento fu una scuola a cui partecipò anche il pittore Francesco Paolo Michetti.
Palazzo del Seminario Diocesano

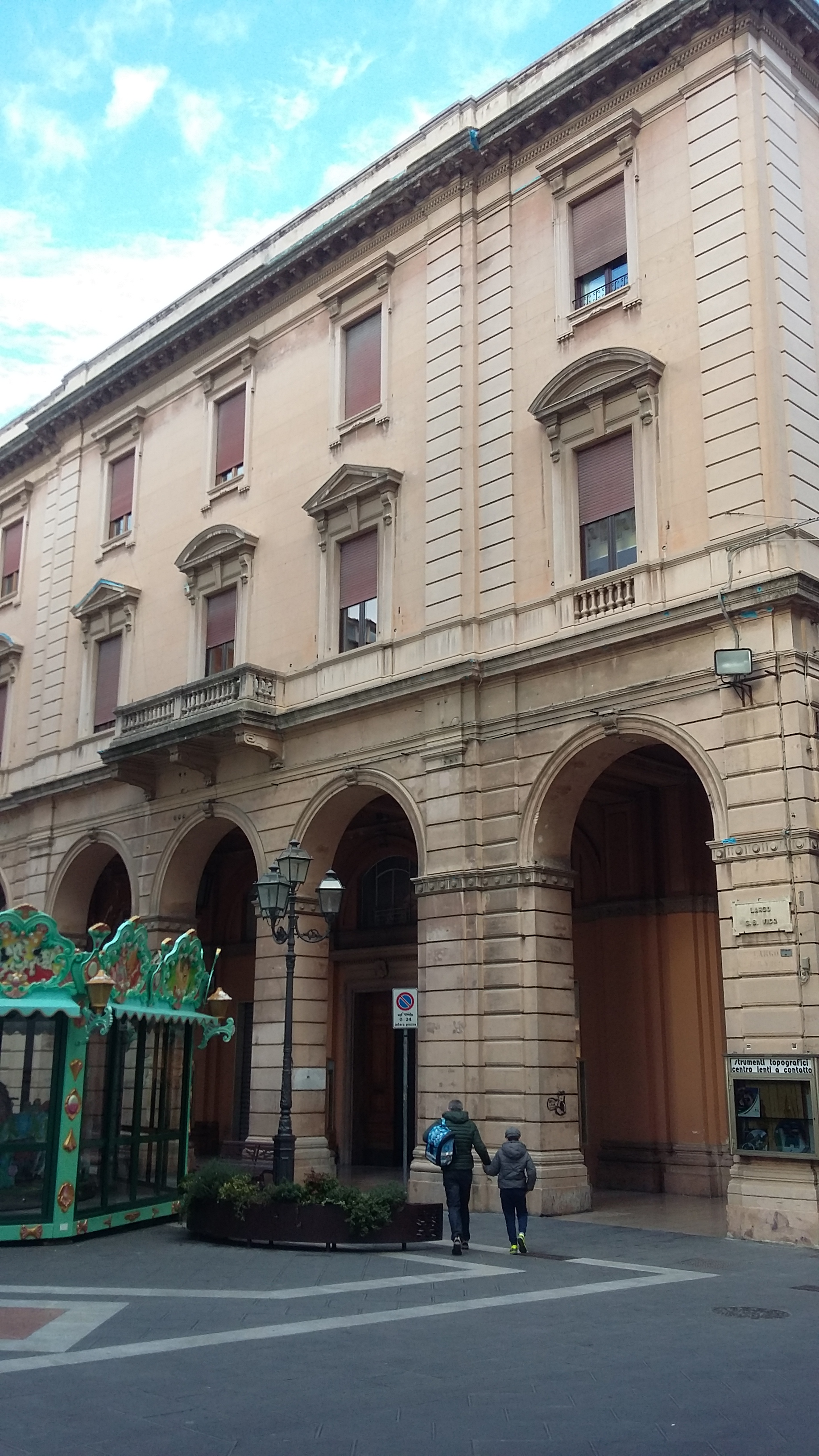
Palazzo Croce

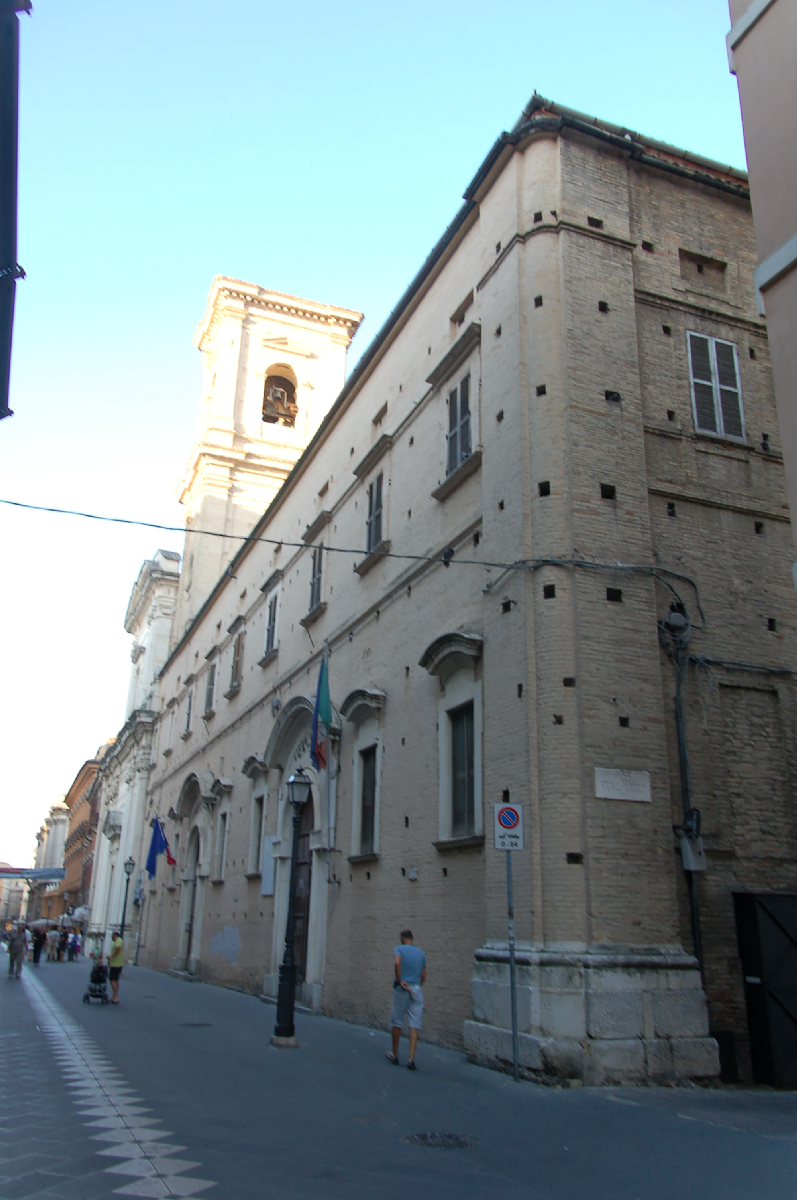
Il convitto Giovan Battista Vico

Posto tra via Arniense e l'inizio del corso Marrucino, il palazzo fu costruito nel 1568 dal Monsignor Gianni Oliva, e ampliato nel Settecento. La facciata è completamente in laterizio con inserti in pietra nelle grandi semicolonne, e alla base dei pilastri del porticato; sulla facciata prospiciente via Arniense mostra due imponenti avancorpi, ornati da un cornicione barocco, divisi da terrazzo. All'interno si trova una cappella privata, decorata in stile rococò, inoltre un piccolo teatro intitolato ad Alessandro Manzoni.
Palazzo del Convitto "Giovan Battista Vico"Il convitto è la più antica istituzione scolastica di Chieti, le cui origini risalgono all'istituzione nel 1640 del Collegio degli Scolopi. Il nobile Francesco Vastavigna e il barone Tommaso Valignani ne permisero la costruzione presso il convento, lasciando una cospicua eredità alla loro morte; tale collegio fino al XIX secolo fu di proprietà dei Padri Scolopi e delle Scuole Pie. Nel 1742 il giureconsulto G. Antonio La Valletta destinò per lascito il suo patrimonio alla biblioteca comunale per il mantenimento della scuola, che continuò a essere gestita dai padri fino al 1817, quando Ferdinando I di Borbone la trasformò in "Collegio reale", ossia in convitto con annesse scuole secondarie. Dal 1822 al 1854 il collegio fu governato dai sacerdoti secolari, successivamente fu elevato a "Real Liceo dell'Abruzzo Citeriore" con entusiasmo dei teatini verso Ferdinando II di Borbone, e dunque nello stesso anno divenne "Real Liceo dell'Ordine Universitario", con l'istituzione degli insegnamenti di materie giuridiche, chimiche, farmaceutiche, chirurgiche, scienze naturali, mineralogiche, geologiche e botaniche. Nell'ottobre 1861 con l'annessione di Chieti al Regno d'Italia, il 12 settembre l'istituto divenne Convitto Nazionale, con primo rettore Antonio Iocco. Fino al 1908 il convitto fu sempre florido, tanto che edificò un palazzo presso Castellammare Adriatico per le vacanze estive dei convittori, oggi diventato l'Istituto Tecnico "Tito Acerbo". Tra i vari studiosi di prestigio della scuola ci furono Edoardo Scarfoglio, Angelo Camillo de Meis, Giovanni Chiarini e Filippo Masci. Nel 1878 vi studiò brevemente anche il poeta Gabriele d'Annunzio, prima di trasferirsi a Prato.
Il palazzo ha pianta rettangolare con due principali ingressi con cornice in intonaco bianco, il primo per il convitto e il museo diocesano, e il secondo per il liceo classico, con annessa biblioteca e orto centrale a pianta quadrata. Il palazzo ha fattezze settecentesche con mattoni faccia vista, e viene usato anche nelle manifestazioni rievocative della "Settimana Mozartiana".
Seminario Pontificio Regionale "San Pio X"
Sorge presso la villa comunale, accanto all'ex Ospedale Militare (ricavato dall'ex convento di Sant'Andrea degli Zoccolanti). Le riforme di papa Pio X sui Seminari cominciarono nel 1905, ossia i vescovi erano invitati a concentrare gli studi filosofici e teologici in seminari interdiocesani. Il 19 ottobre 1908 in successiva riunione, i vescovi di Chieti, Lanciano, Teramo e Penne decisero per la sistemazione del seminario diocesano in Chieti. La direzione del seminario venne affidata alla Congregazione della Missione, in seguito a una convenzione stipulata dai vescovi, con il visitatore della Provincia romana dei Preti della Missione. Padre Domenico Andrei fu così il primo Rettore dal 1908 al 1917, prima del trasferimento della sede definitiva a Villa Nolli. I progetti per la nuova sede ebbero inizio nel 1909: progettista fu il Cavalier Giovanni Battista Della Marina di Udine, con inizio dei lavori prima dell'inverno 1911. Il seminario nuovo fu inaugurato nel 1914, titolato "Seminario Regionale Abruzzese". Il complesso ha pianta rettangolare, con altri edifici minori addossati, mostrano un edificio maggiore per la scuola, e l'edificio minore usato come chiesa.

### Altri palazzi
- Palazzo del Toro (Largo Santa Maria)
- Palazzo De Sterlich (Piazza De Laurentiis)
- Palazzo Frigerj (via Arcivescovado)
- Palazzo Paone (Piazza Umberto I)
- Palazzo Olivieri (corso Marrucino)
- Palazzo Durini (Largo Barbella)
- Palazzo Obletter (Piazza San Giustino, via Asinio Pollione)
- Palazzo Cetti (via Asinio Pollione, sede della gioielleria Fasoli)
- Palazzo Croce (Piazzale G.B. Vico - corso Marrucino)
- Palazzo Verlengia (ricostruzione moderna al posto dell'abbattuto Palazzo Lanciano su Piazza Tempietti)
- Palazzo Istituto San Camillo de Lellis (sul Corso Marrucino)
- Palazzo De Felice (corso Marrucino)
- I due palazzi di Piazza Valignani, realizzati nella metà del XIX secolo, che fungono da cortina scenografica sul piazzale dal corso Marrucino
- Palazzo ex UPIM, realizzato negli anni '60 demolendo inspiegabilmente lo storico Palazzo Lepri (corso Marrucino, il primo da Piazza Valignani))
- Scuole elementari Nolli, in Piazza De Laurentiis
- Palazzo Veneziani, storica sede del vecchio teatro prima del nuovo "San Ferdinando" del 1818 (Larghetto Teatro Vecchio)
- Palazzo delle Scuole Elementari dei Cappuccini, all'ingresso di via Arniense da Piazza Garibaldi, sono un interessante esempio di eclettismo architettonico scolastico
- Villino di Felicetto Giuliante, costruzione neogotica eclettica posta nel quartiere Borgo Marfisi.
- Palazzo dell'Istituto Tecnico "Luigi di Savoia" (via Gaetani-D'Aragona)
- Palazzo del Liceo Scientifico "Filippo Masci" (via Nicoletto Vernia)
- Ex asilo infantile "Principessa di Piemonte", altro interessante esempio di eclettismo liberty di edificio educativo, edificato nei primi anni '20 nell'attuale via Principessa di Piemonte.
- Il Casone, residenza gentilizia dei Valignani, in piazza centrale di contrada Brecciarola
- Ex asilo infantile femminile "Sant'Anna", presso l'ex chiesa di Santa Maria Maddalena in via De Attiliis
- Ex Caserma Pierantoni, in Largo Santa Maria, è stata ricavata nella metà del XIX secolo dal convento di Santa Maria
- Ex ospedale militare della caserma Bucciante, presso la villa comunale, ricavato dal convento di Sant'Andrea

### Architetture militari

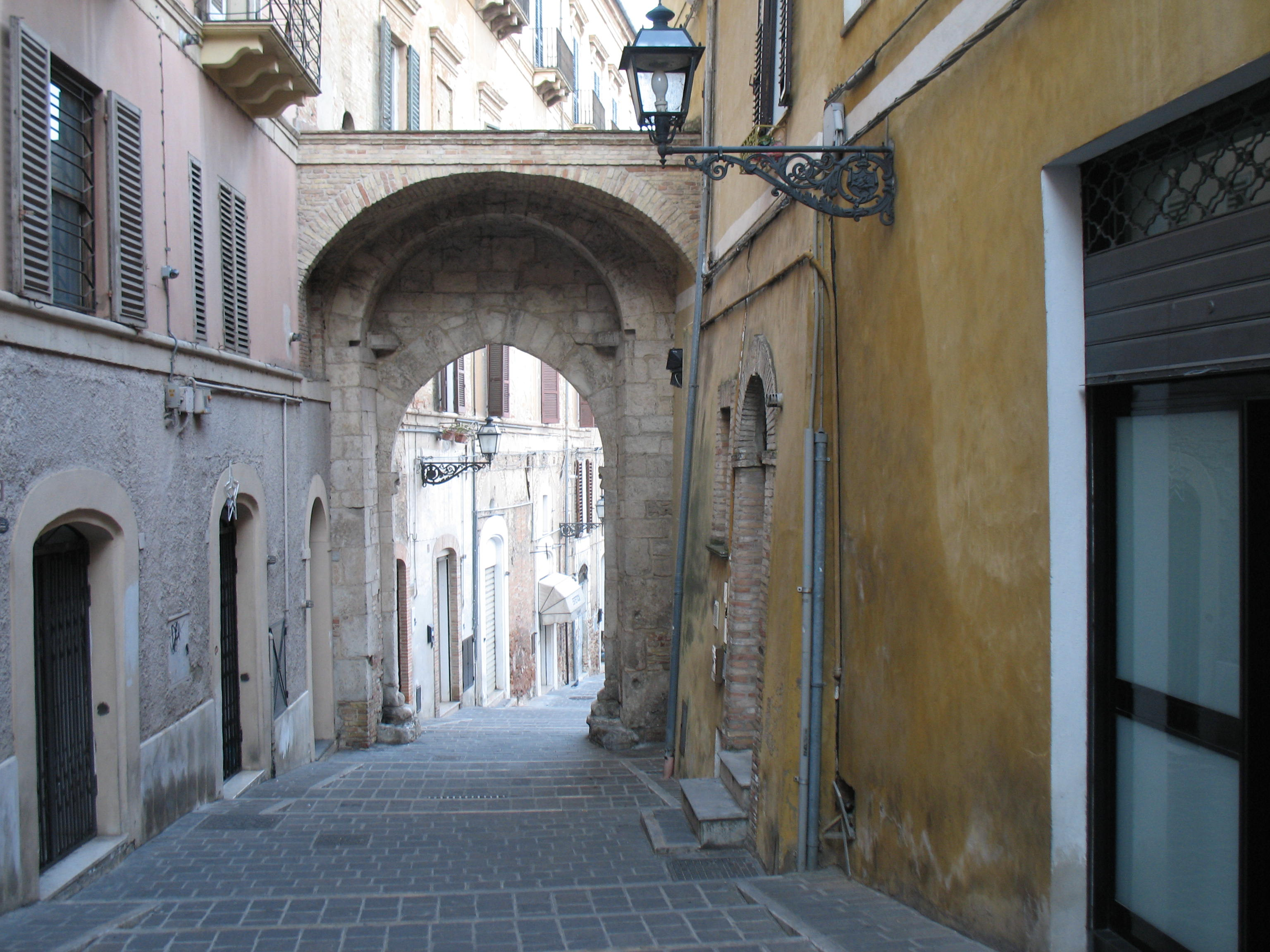
Porta Pescara

Anche se oggi non sembra, Chieti aveva un circuito murario ben definito, soprattutto con l'espansione urbana avvenuta dai Normanni in poi. Dopo le demolizioni di metà '800, e di inizio '900, oggi è difficile leggere ancora con precisione il perimetro delle mura, se non aiutandosi con antiche stampe seicentesche, come quella del Pacichelli. Le mura erano ben definite in età angioina, restaurate nel Quattrocento, con delle torri di controllo e delle porte di accesso, in tutto 9, benché oggi ne sia rimasta soltanto una, Porta Pescara. Le altre porte erano:
- Porta Zunica o di Colle Gallo, demolita agli inizi del '900, dotata di tre arcate poiché fu ricostruita nel Settecento, nota anche come Tre Porte o Piazza Grande, perché immetteva al sagrato di San Giustino.
- Porta Bucciaia su via Arniense, dietro la Cattedrale, presso Piazza Zuccarini.
- Porta Pescara, ancora esistente, che permetteva l'accesso alla città da nord, verso il mare, nel quartiere di Trivigliano.
- Porta Santa Maria o San Pietro, all'altezza della Caserma Pierantoni, dove si trovava un convento.
- Porta Sant'Angelo, detta anche Porta Sant'Antonio, Porta Minerva o Porta Sant'Anna, ubicata all'altezza del Piano Sant'Angelo, oggi Piazza Matteotti. Faceva parte del rione Terranova, costruito dai Longobardi attorno alla chiesa di Sant'Antonio Abate e poi al monastero delle Clarisse.
- Porta Orientale o Porta Monacisca, o ancora Porta San Giovanni: era situata all'altezza della chiesa di Materdomini, e oggi se ne conserva un basamento di una parete palaziale.
- Porta Santa Croce, o delle Tre Croci, o ancora Porta Sant'Andrea: era posta all'altezza della chiesa della Trinità. Era una porta medievale, demolita nell'800 con un progetto di ricostruzione monumentale mai avvenuto, e di essa rimane traccia nella cappella del Suffragio della chiesa, ricavata da uno dei grandi bastioni dell'ingresso fortificato.
- Porta Nuova, detta anche Porta Reale o Porta Napoli: costituiva l'accesso da nord-ovest, all'altezza del rione di San Paolo, presso l'area dell'antico teatro romano.
- Porta Santa Caterina, detta anche Porta de Nuculis o "di un solo occhio": costituiva l'accesso dal viale Asinio Herio, a nord, al rione di San Gaetano.

Dopo la costruzione della linea ferroviaria Sulmona-Pescara, anche Chieti alta vide un grande incremento demografico e dunque un'espansione urbana al di fuori delle mura, che furono definitivamente demolite, oppure inglobate nelle case civili. Le porte rimaste, come ad esempio Porta Zunica, ancora esistente ai primi del '900, furono definitivamente smantellate, mentre nuovi quartieri come quello del Sacro Cuore o di Borgo Marfisi prendevano forma fuori dai secolari confini. 
Gli elementi fortificati oggi ancora visibili sono, insieme a strutture militari moderne:

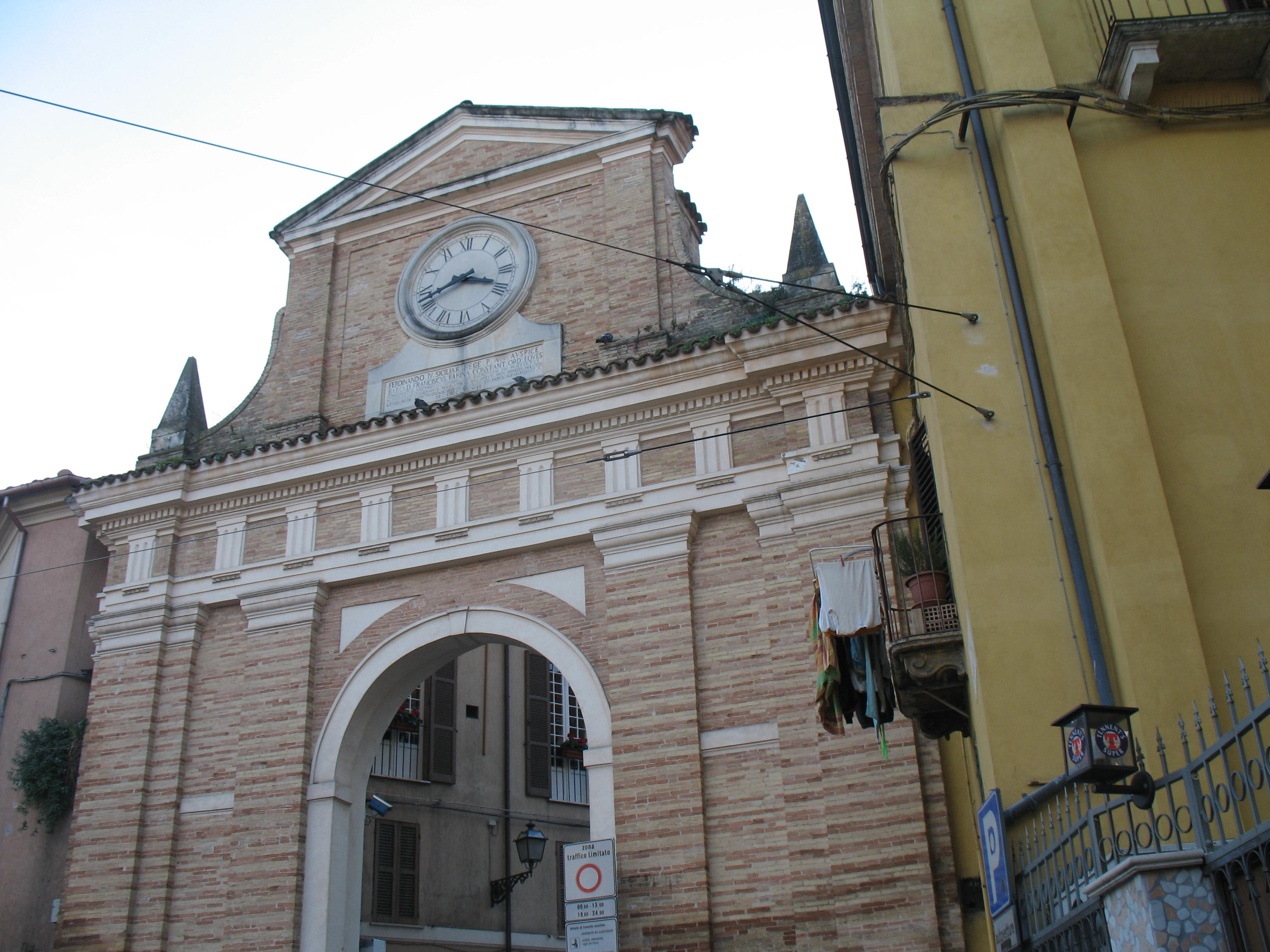
Porta Pescara dal lato esterno

Porta Pescara
unica rimasta delle originali nove porte medievali, fu eretta nel 1250, nel periodo angioino. La struttura originale è un semplice arco gotico ogivale in pietra. La semplicità della sagoma è impreziosita da piccole mensole a foglia, che rivestono l'interno. La porta medievale all'entrata della via è preceduta da un arco trionfale del '700, on in stile neoclassico. La decorazione è in metope e triglifi, con l'arco principale, e una torretta con architrave a triangolo, impreziosita dell'orologio centrale.
Caserma Francesco Spinucci
Si trova in piazza Garibaldi, inizialmente intitolata a Vittorio Emanuele II. Fu costruita nella metà del XIX secolo, con uno stile di castello neogotico. La struttura principale è leggermente rettangolare, con quattro torri angolari merlate, e torretta dell'orologio centrale presso la facciata. Le finestre sono a sesto acuto, in tipico stile gotico.

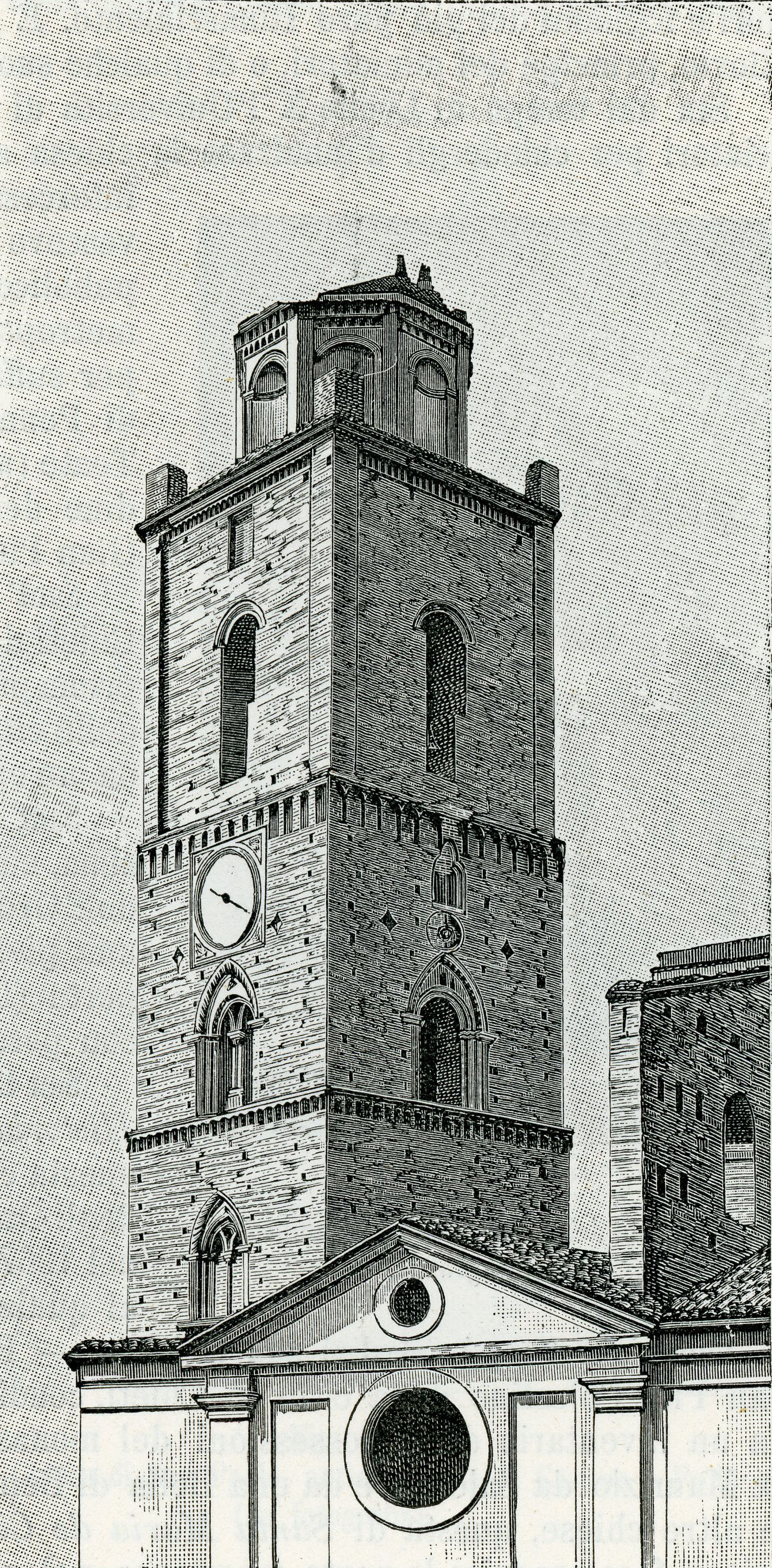
Campanile del duomo in una stampa di fine 1800

Torre del Duomocostituiva certamente anch'essa un elemento di controllo e di avvistamento, essendo la torre più alta di Chieti, posta nel punto più elevato della città. La torre fu edificata nel XII secolo, e in una stampa del Cinquecento è molto simile alla conformazione attuale. In una stampa seicentesca la sommità della torre è diroccata, e il monumento fu ulteriormente danneggiati dal terremoto del 1703, tanto che l'aspetto odierno è frutto di restauri in stile neogotico operati dapprima nella metà dell'800, e poi, per quanto concerne la guglia, protratti fino agli anni '50, quando fu ricostruita daccapo la cuspide. Nell'interno della torre c'è un'iscrizione de'poca angioina che dice A.D. MCCCXXXV h.op.fec. Bartholomeus Jacobi. Il primo livello è stato innalzato in conci di pietra squadrati, mentre per gli altri livelli è stato usato il laterizio. I tre livelli furono fatti nel 1335. Il prisma della cella campanaria è stato compiuto nel 1498 dal maestro Antonio da Lodi, su ispirazione delle chiese di Atri, Campli e Teramo, ma la cuspide attuale è una ricostruzione tarda. Infatti, benché le tecniche decorative siano tipiche ad esempio della torre del Duomo teramano, con archetti pensili, piccoli oculi con smalti incastonati, oculo centrale per l'orologio sotto l'arco della campana, sopra il tamburo ottagonale della cupola, dopo il terremoto del 1703 nel primo '900 fu realizzata una cupola circolare, e nel 1934, con i restauri della Cattedrale in stile neogotico, venne realizzata la cuspide, danneggiata nella seconda guerra mondiale, e poi restaurata.
Torre dei Toppi

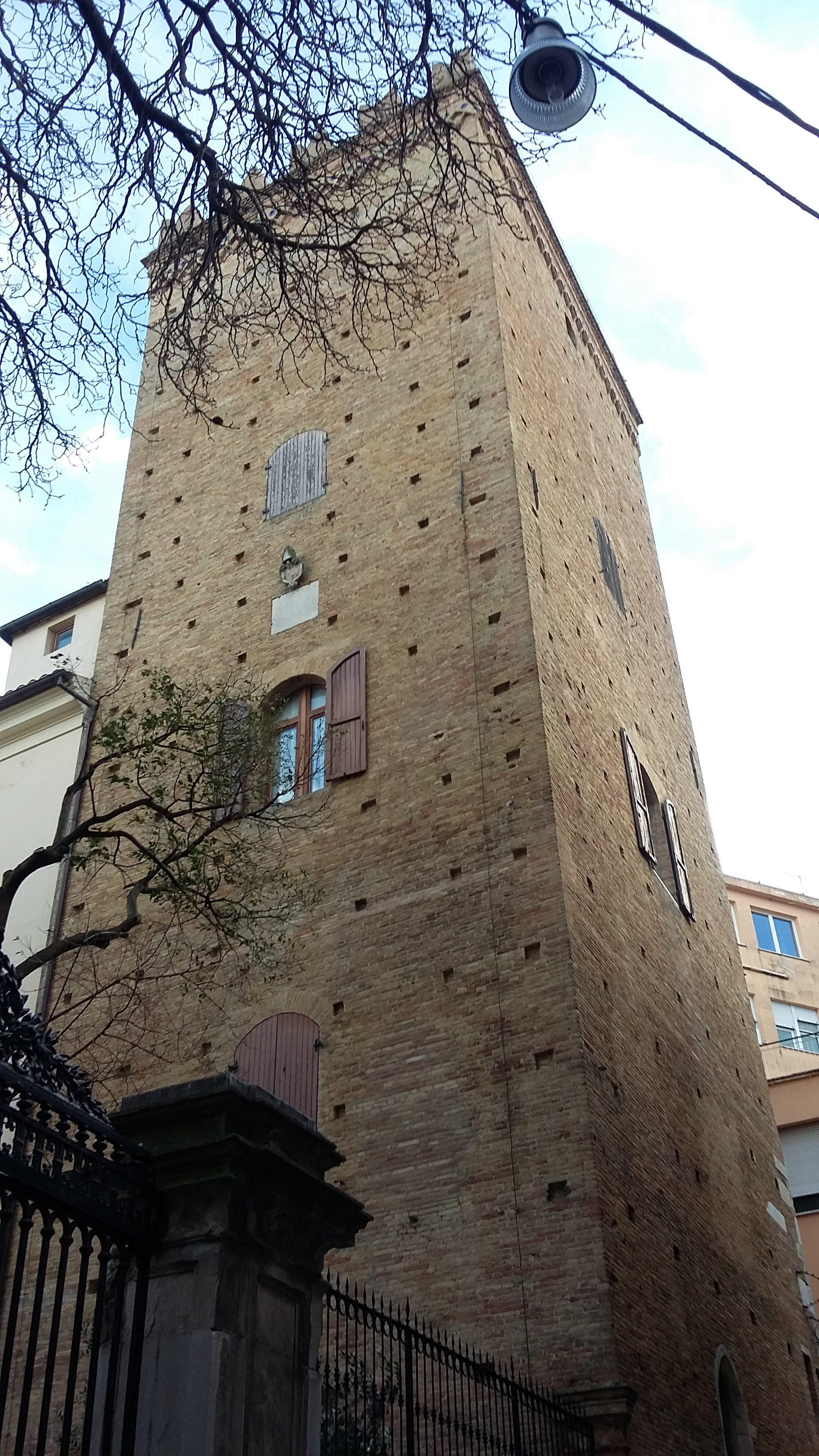
Torre di Colantonio Valignani.

La torre originale è del XIV secolo, con merlature aggiuntive del periodo rinascimentale. La torre non faceva parte della cinta muraria, ma era una fortificazione del palazzo nobile dei Toppi, assieme alla torre del palazzo arcivescovile. Ha pianta rettangolare irregolare, con oblò superiore, e merlature sul cornicione. 
Torre del Palazzo Arcivescovile
La torre è merlata, realizzata in laterizio, risalente al 1470, decorata da archetti pensili, impreziositi da coppelle in maiolica policroma. Fu fatta erigere dal vescovo Monsignor Colantonio Valignani. È legata al palazzo arcivescovile, che attualmente ospita l'Archivio Diocesano.
Torre dei ValignaniSi trova in via De Lollis, e rappresenta una rielaborazione di un avamposto di controllo ad abitazione privata. La torre ha uno stile quattrocentesco, a pianta quadrangolare irregolare, con bastioni, feritoie, e un coronamento di merli.
Torre Anelli FieramoscaSi trova nella zona del cimitero, e risale al Quattrocento, costruita dalla famiglia teatina Anelli, poi passata ai Fieramosca nel Cinquecento. La torre ha pianta quadrangolare, realizzata in muratura e mattoni, con il coronamento superiore a merli.

### Piazze e strade

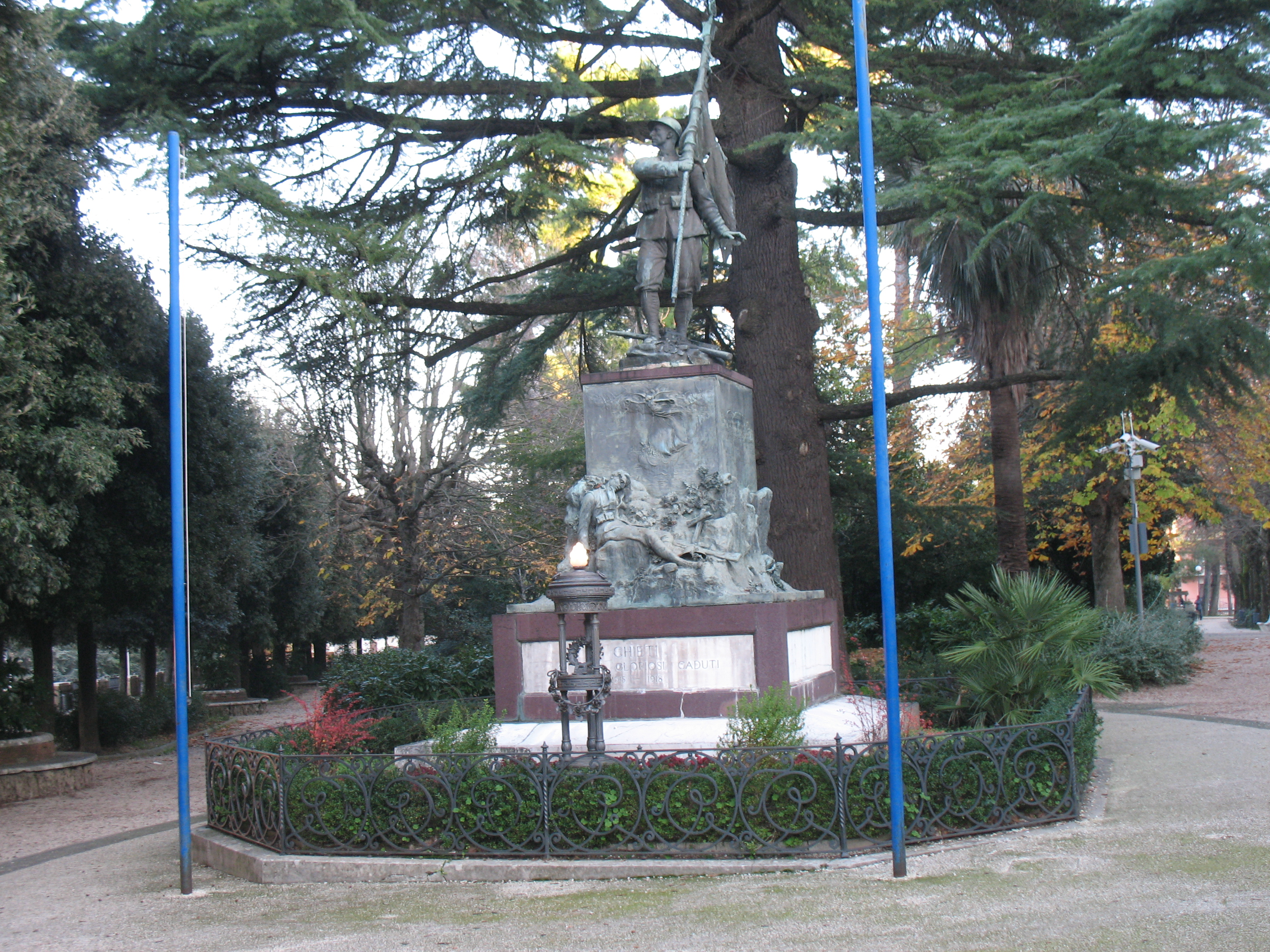
Il monumento ai caduti nella villa comunale

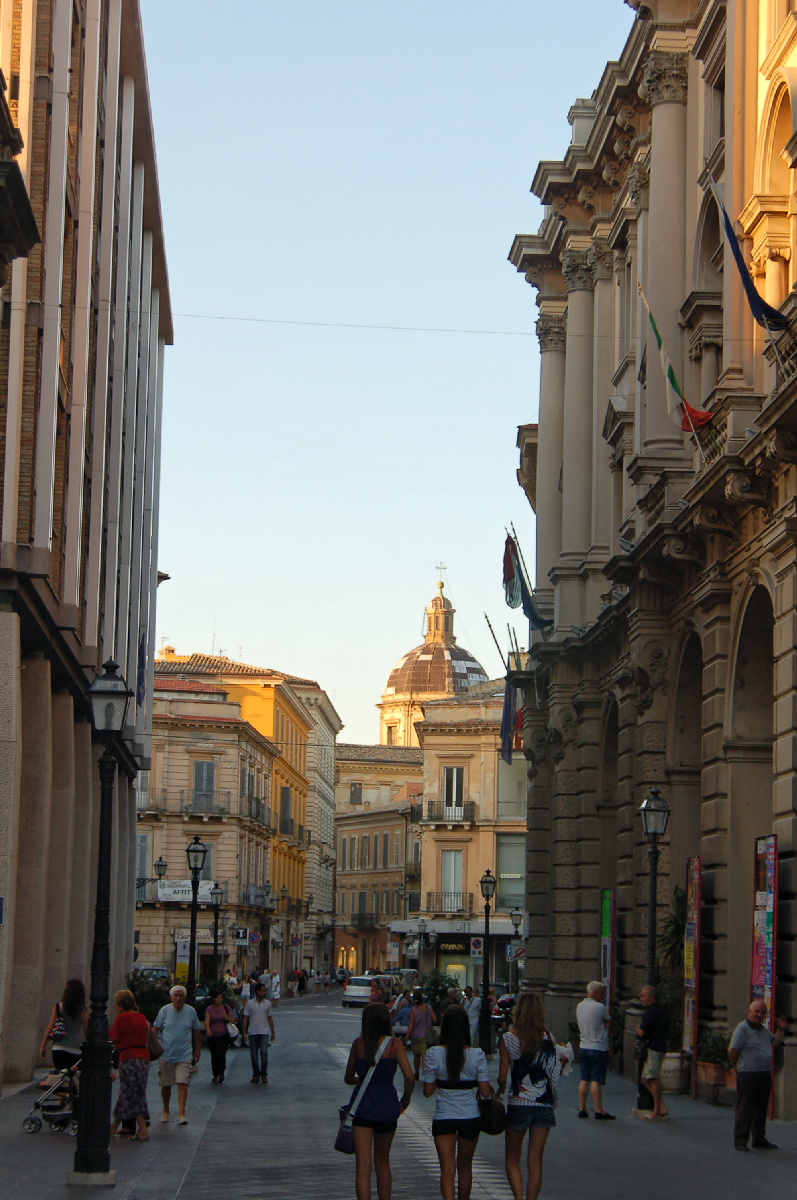
Corso Marrucino
struscio principale del centro storico, si snoda da via Arniense, costeggiando la chiesa di San Francesco al Corso, il vicolo storto del teatro San Ferdinando (ossia il teatro Marrucino), giungendo in piazza Gian Gabriele Valignani, con il teatro Marrucino, recentemente abbellita da una fontana luminosa. Il corso prosegue per il rettilineo fino alla piazza Trento e Trieste, costeggiando il palazzo diocesano, il palazzo della Provincia e del tribunale, quello della Banca d'Italia, il palazzo de Mayo, il palazzo Fasoli, e ultimo il Palazzo della Camera di Commercio. La seconda chiesa attraversata dal corso è quella dedicata a San Domenico, con a fianco il liceo classico "Giambattista Vico".
Piazza San Giustino
già piazza Vittorio Emanuele, è caratterizzata dalla mole imponente della Cattedrale di San Giustino, e poi dal Palazzo di Giustizia, dal palazzo del Municipio e dal Palazzo Mezzanotte.
Via Arnienseseconda via principale di Chieti, che si collega al corso Marrucino e all'estremo opposto alla via dei Toppi. Si snoda da piazza Garibaldi fino al largo Cavallerizza, incontrando i monumenti delle chiese di sant'Antonio e Santa Chiara, passando per la caserma dei carabinieri.
Largo Cremonesesuggestivo piazzale del centro storico, con palazzi settecenteschi.
Piazza Garibaldiinizialmente concepita come Piazza d'Armi nel tardo '800 per la caserma "Vittorio Emanuele", nel corso del Novecento è stata abbellita e circondata da strutture civili, e oggi costituisce l'accesso al centro storico mediante via Arniense provenendo dal quartiere del Sacro Cuore. Vi si affacciano da una parte la Caserma Spinucci, e dall'altra la sede storica della Cassa di Risparmio della Provincia, ricavata dall'ex convento dei Cappuccini.
Viale IV Novembreè stato realizzato nei primi anni del '900 come quinta di accesso alla villa comunale del barone Frigerj. Vi si accede da Piazzale Trento e Trieste, presso la chiesa della Trinità e il Museo Universitario, ed è ornato da una serie di tigli, che conducono al piazzale del Villaggio del Fanciullo, e poi al Piazzale Mazzini, il cuore della villa comunale, con la fontana ottocentesca.
Piazza De Laurentiispiazzale dove si affacciano interessanti palazzi eclettici del tardo Ottocento, come Palazzo Massangioli e le Scuole elementari Nolli.

### Monumenti pubblici
- Fontana luminosa: si trova in Piazza Valignani, ed è stata realizzata nel 2010. Si tratta di una vasca circolare in travertino con un perimetro in ferro battuto per potersi sedere. La fontana rappresenta un tentativo di riqualificazione del centro storico, ma all'epoca suscitò polemiche perché venne realizzata sopra un antico pozzo sacro romano, poiché il piazzale è storicamente detto Largo del Pozzo.
- Fontana dei Cannelli: si trova nel quartiere di Tricalle, nei pressi della Questura. Risale al 1663, realizzata dal barone Antonio Valignani, e si compone di un fronte in mattoni, costruita da un muro di contenimento della collina, e di nove vasche separate da contrafforti, ugualmente in mattoni, che si richiudono verso l'alto, diventando delle lesene. Quelle centrali sono più alte e decorate, al di sopra della vasca di mezzo il muro forma un timpano privo di cornice e architrave, sul quale è inserito lo stemma di pietra di Chieti, con il guerriero Achille a cavallo. Al di sopra delle altre otto vasche corre una fascia in mattoni, che delimita per ciascuna, una superficie in cui è inserito un cartello con indicata la rispettiva funzione: la prima vasca è prima, la seconda serve da abbeveratoio, la terza per attingere, la quarta per abbeverare. A destra la prima vasca viene indicata per risciacquare, mentre le altre sono considerate per lavare.
- Fonte Grande: risalirebbe al II secolo, quando venne realizzato il complesso termale, poiché vi si trova vicino. Il serbatoio idrico di Teate capace di portare 3.566 metri cubi di acqua è uno dei meglio conservati d'Italia, e conduce le acque alla fontana. La fonte è stata restaurata nel 1956, si compone di un muro di contenimento in mattoni con due grandi arcate a tutto sesto, da cui scaturisce l'acqua sulla vasca di base.
- Monumento a San Giustino: risale al 2005, opera dell'artista Luciano Primavera, posta sotto il campanile del Duomo. Rappresenta, sopra una colonna alla greca con piedistallo, la figura ipotetica del santo, in bronzo, nell'atto di benedire, mentre con un'altra mano regge il pastorale.
- Monumento a Saverio Selecchy: è opera recentissima, del 2017, posta davanti al Palazzo de' Mayo. Una colonna ondulata in ferro battuto, sopra un piedistallo, sorregge un violino, in ricordo del compositore di musica sacra teatino, che scrisse il famoso Miserere intonato nella processione del Venerdì santo.

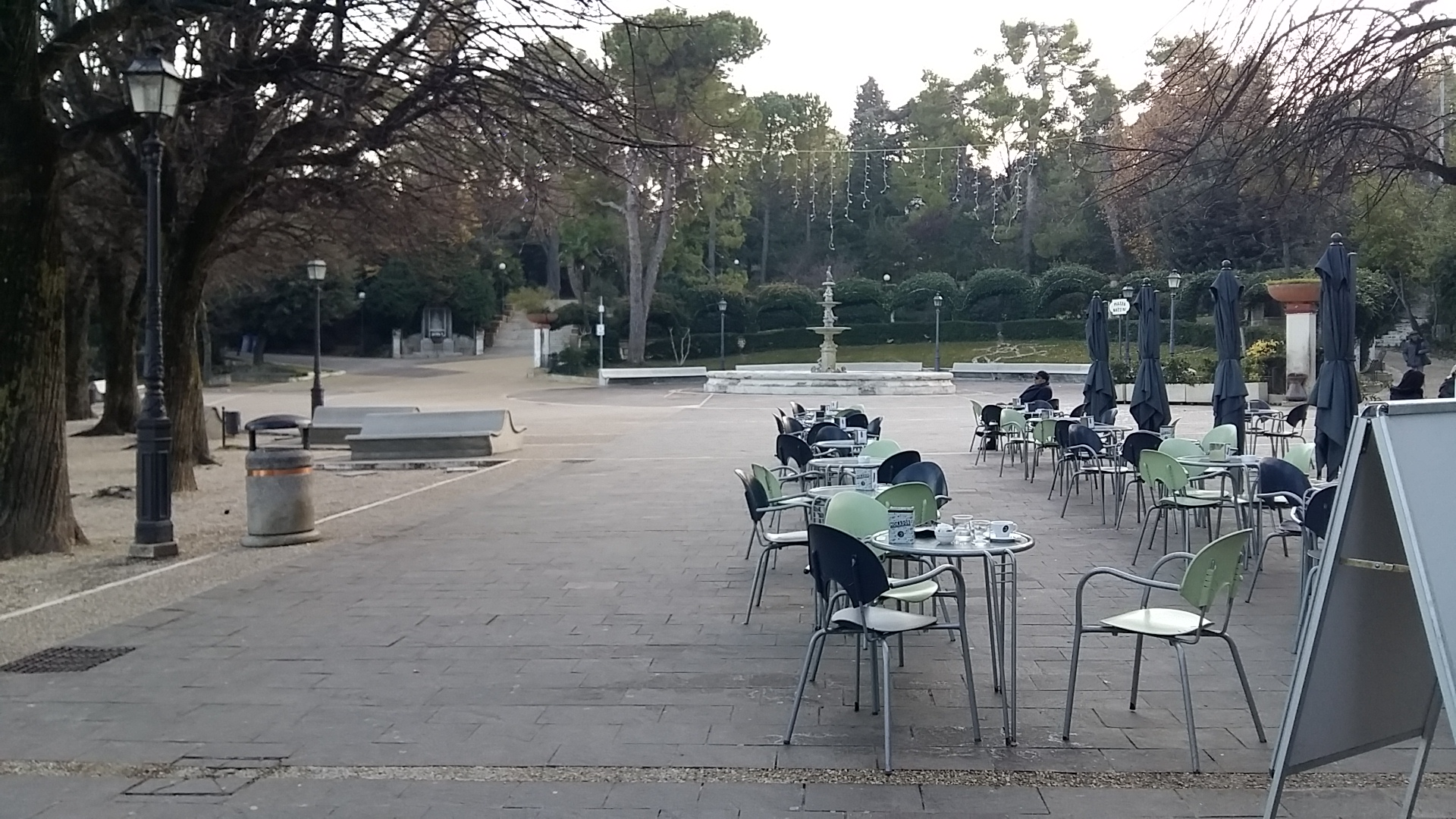
La villa comunale

- Monumento ai caduti: si trova nella villa comunale, realizzato nel 1924 in occasione dell'anniversario della vittoria della Grande guerra. Il monumento è caratterizzato da due soggetti: in cima a un grande piedistallo di marmo c'è un soldato che sventola bandiera, esultante per la liberazione delle terre irredente di Trento e Trieste, come è riportato dall'iscrizione dedicatoria; in basso c'è un militare esanime, e tra i due un piedistallo bronzeo lavorato su tutte le facce del blocco marmoreo. Frontalmente sono raffigurate delle vittorie alate che volano sulla flotta di navi, sul lato destro si scorge l'Arena di Pola, emblema dell'impresa di Raffaele Paolucci e Raffaele Rossetti il 1 novembre 1918 in Istria; sul lato sinistro invece si intravede il castello del Buonconsiglio di Trento e su quello posteriore un cavaliere in ghirlanda. A far da contrapposto al fante glorioso c'è uno sperone roccioso tra i sacchi della trincea. Di pregio è la resa naturalistica del viso del soldato, descritto in dettagli che lasciano trapelare il moto psicologico.
- Statua di San Michele Arcangelo: è una statua dei primi anni 2000, realizzata in Piazza Matteotti, sopra una colonna con piedistallo, a ricordo della fondazione del quartiere Terranova di Piano Sant'Angelo, da parte dei Longobardi, di cui era il santo protettore.

### Aree naturali
- Villa comunale: composta da più livelli terrazzati, la parte più a monte, vicino al museo, è composta da un giardino all'italiana da un lato ed una piccola foresta dall'altro; nel terrazzamento intermedio giardino all'italiana ed una fontana monumentale, a valle le passeggiate tra il verde ed i laghetti illuminati, con camminamenti e ponti di pietra, ed una piccola penisola per mini spettacoli circondati dall'acqua. Al centro il piazzale Mazzini con la fontana monumentale e gli archetti con panchine che fanno mostra di fronte all'ingresso principale. Lungo il viale si trova il Monumento ai Caduti della Guerra 1915-18 realizzato dallo scultore Pietro Canonica ed inaugurato il 19 giugno 1924. La villa è adiacente ad altre due grandi zone verdi, recintate, l'area dell'ex ospedale militare e quella del Pontificio seminario regionale san Pio X. La Villa comunale di Chieti[49] è stata insignita del riconoscimento di "meraviglia italiana" dal Forum nazionale dei giovani, partner della Presidenza del Consiglio dei ministri, della European Youth Forum e dell'Agenzia nazionale per i giovani.
- Giardino dei Semplici: orto botanico gestito dall'Università Gabriele d'Annunzio, situato all'interno del campus universitario di Madonna delle Piane. È riconosciuto come sito d'interesse regionale data la presenza di specie endemiche della flora abruzzese, incluse piante a rischio estinzione.[50]
- Parco Obletter: si trova a Chieti Scalo e rappresenta il più grande parco giochi attrezzato per i bambini del comune, oltre i due piccoli parchi gioco della villa comunale.

### Siti archeologici

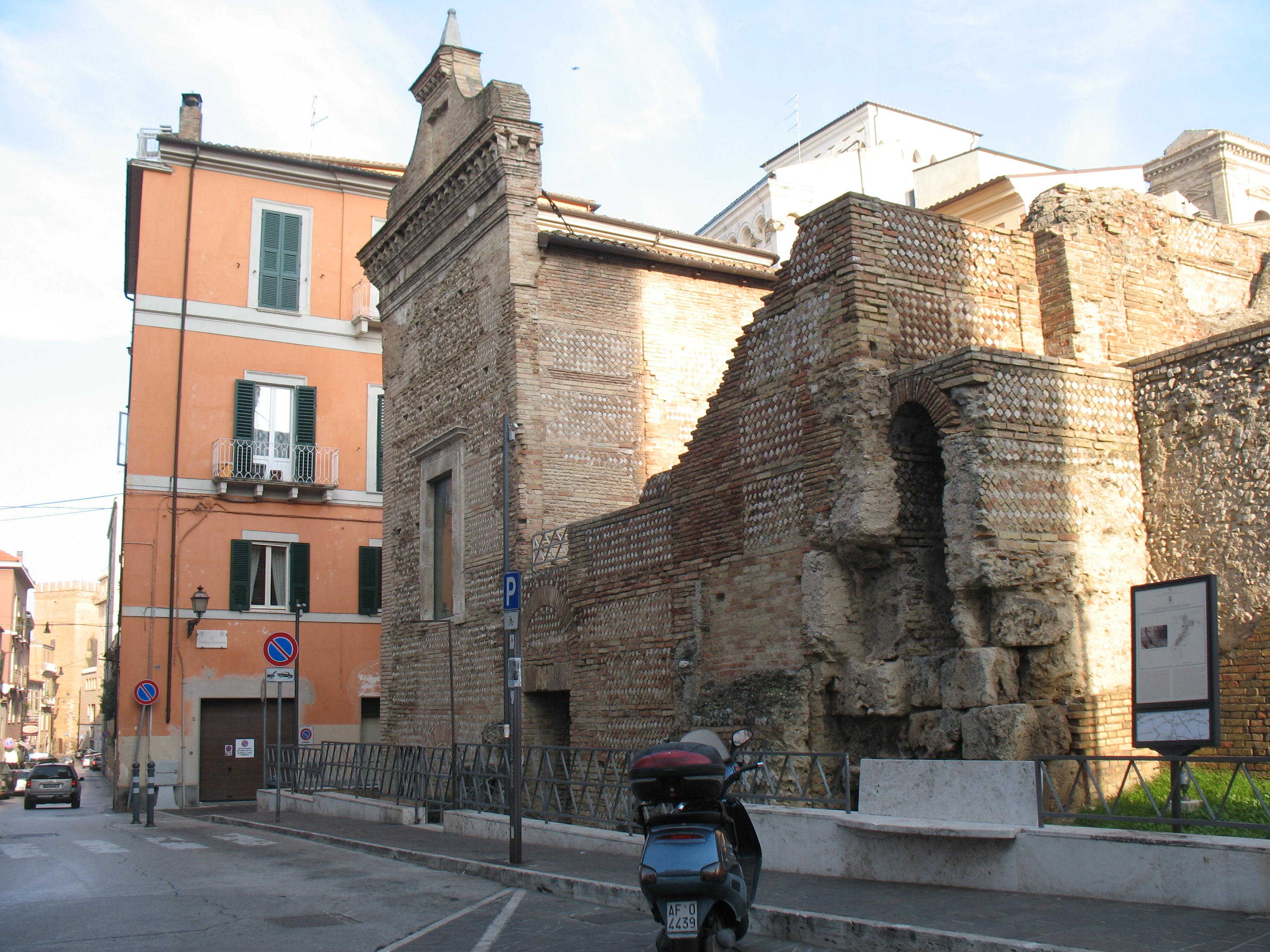
I tre templi romani

Secondo studi effettuati sui reperti archeologici, il colle fu abitato a partire da almeno 3500 anni fa e il primo nucleo di rilievo risale all'età del ferro. Segni dell'importanza assunta dall'antica Teate Marrucinorum, soprattutto dopo la guerra sociale, sono i resti archeologici di tre tempietti, un teatro, un anfiteatro e un complesso termale.

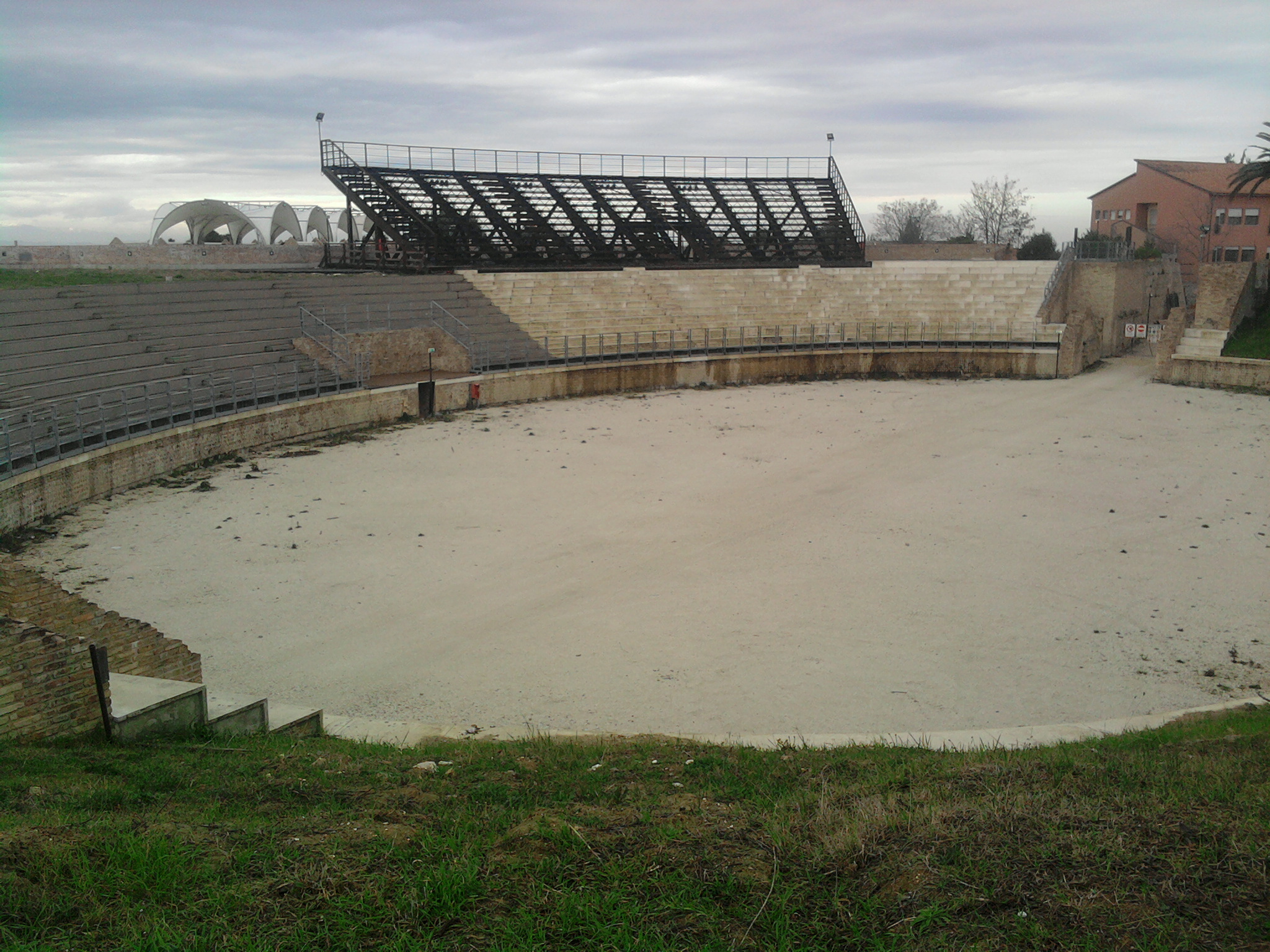
L'anfiteatro della Civitella

Anfiteatro romano della Civitella
Il ritrovamento principale è stato portato alla luce durante gli scavi archeologici degli anni sessanta ai piedi della collina della Civitella. Il ritrovamento ha restituito delle terrecotte architettoniche, frammenti di statue e di ornamenti in bronzo e di mosaici, alcuni depositi in una favissa, facenti parte di alcuni templi del II secolo a.C. e demoliti nel secolo successivo ed ora esposti nel museo archeologico La Civitella. I reperti in terracotta hanno permesso d'ipotizzare la conformazione dei templi dell'acropoli. I templi sorgevano su un podio agibile mediante una scalinata posta frontalmente che faceva arrivare nel pronao con colonnato che a sua volta immetteva in una cella. Il luogo di culto era ornato frontalmente da statue e da placche di rivestimento. In seguito gli edifici di culto furono smantellati e le decorazioni furono portate più a valle quando in età cesariana fu edificata una porticus, poi le funzioni religiose pagane furono trasferite nel centro della città antica presso l'area sacra del pozzo ammodernato nella prima metà del I secolo d.C. ed inglobato nei tempietti. Recentemente sono stati riportati i ruderi dell'anfiteatro risalente al I secolo d.C. e rivolto ai combattimenti dei gladiatori. L'anfiteatro è di forma ellittica ed era collegato con il sistema viario a nord e le strade extraurbane a sud. Gli scavi hanno portato parte del muro che cinge l'arena e la tribuna d'onore con struttura ad opus reticolatum bicromatico con dei ricorsi in laterizio.

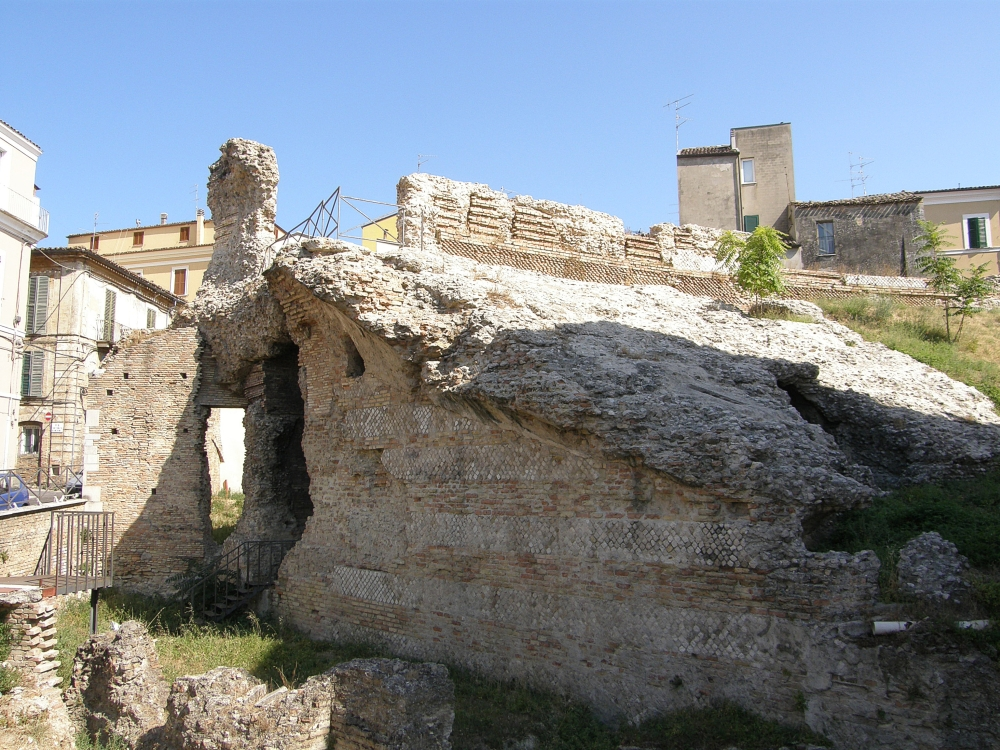
Resti del teatro romano

Teatro romano
Fuori del quartiere della Civitella e dirigendosi verso il centro di Chieti si possono notare, all'incrocio di via di Porta Napoli e di via Generale Pianell, i ruderi del teatro risalente al I secolo d.C. I palazzi che circondano il teatro hanno nascosto del tutto l'orchestra ed il proscenio. Attualmente è visibile il lato nord-orientale del muro della cavea in opus mixtum. La cavea è posta in parte sulle pendici del colle della Civitella ed in parte è coperta da volte a botte. Il teatro era composto da due livelli come dimostra parte del corridoio semicircolare che sbarrava il piano sovrastante. Gli spalti potevano contenere circa 5000 spettatori. Il teatro misurava circa 80 metri di diametro. L'ingresso principale immetteva in una salita a gradoni sostituita dal vico II Porta Reale, così ci si immetteva in un corridoio che era posto sopra la cavea, verosimilmente concluso da dei giochi di archi.

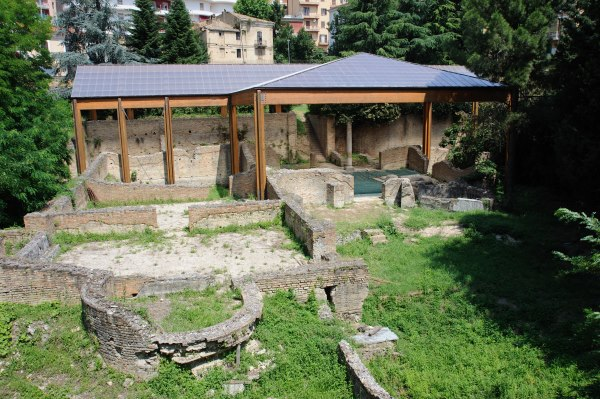
Resti delle terme romane

Terme romane
Le terme romane si trovano nella zona orientale della città. Risalgono al II secolo d.C. L'accesso era consentito mediante una scalinata che introduceva in un corridoio obliquo la cui pavimentazione ad opera musiva raffigurante delle crocette nere su sfondo bianco. Il corridoio immetteva in un atrio ad ingresso con colonne con pavimentazione musiva raffigurante Nettuno. In seguito si poteva raggiungere vari ambienti rappresentati da tre sale rialzate mediante un suspensurae che rappresentavano il calidarium. Di fronte all'atrio quadrato vi erano delle vasche semicircolari ricoperte di marmo e, sul fondo, ve ne era una più grande inerenti al frigidarium. La zona orientale è andata distrutta per l'instabilità del terreno, l'acqua era fornita da una cisterna sita presso le terme. La cisterna era sita in un ambiente sotterraneo composto di nove vani comunicanti tra di loro addossati alla collina. I vani erano strutturati in maniera di sopportare la pressione dell'acqua e del terreno mediante nicchie posti intorno ai nove ambienti.

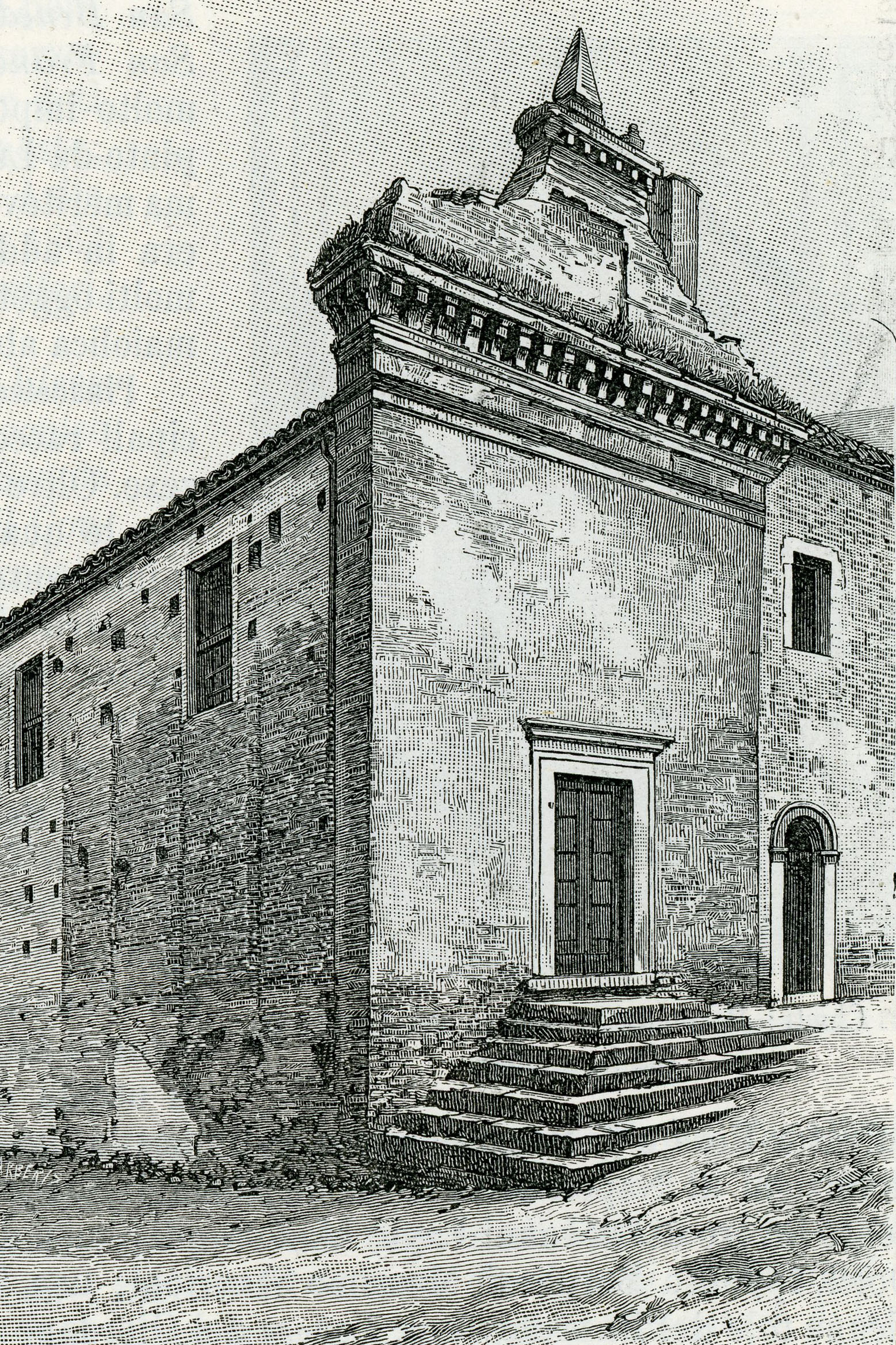
La chiesa di San Paolo, sorta su un tempio romano

Tempietti romani
Sono siti in piazza dei Templi romani. Comunemente sono detti tempietti di San Paolo. Sono stati individuati con certezza da Desiderio Scerna con gli scavi iniziati negli anni venti del XX secolo (Scheda Dott D. Mancini). Nel 1997, durante lavori di restauro del complesso templare, fu portato alla luce un ulteriore ambiente ipogeo. Trattasi del luogo di culto più antico di Chieti e composto di tre tempietti limitrofi. I primi due constano di cella con pronao e cripta, mentre l'ultimo è composto solamente di cella e cripta. Alcuni elementi fanno ipotizzare che siano stati costruiti nel periodo romano, tra cui le mura in calcestruzzo del primo e secondo tempio e l'utilizzo dell'opus reticolatum. Il terzo tempio appare più tardo, nel III secolo quando a Teate fu istituita una colonia romana e si rese necessaria la costruzione di un capitolium con tre divinità tradizionali, cioè Giove, Giunone e Minerva, tuttavia le fondamenta testimoniano un periodo antecedente risalente al V-IV secolo a.C.

#### Chieti sotterranea

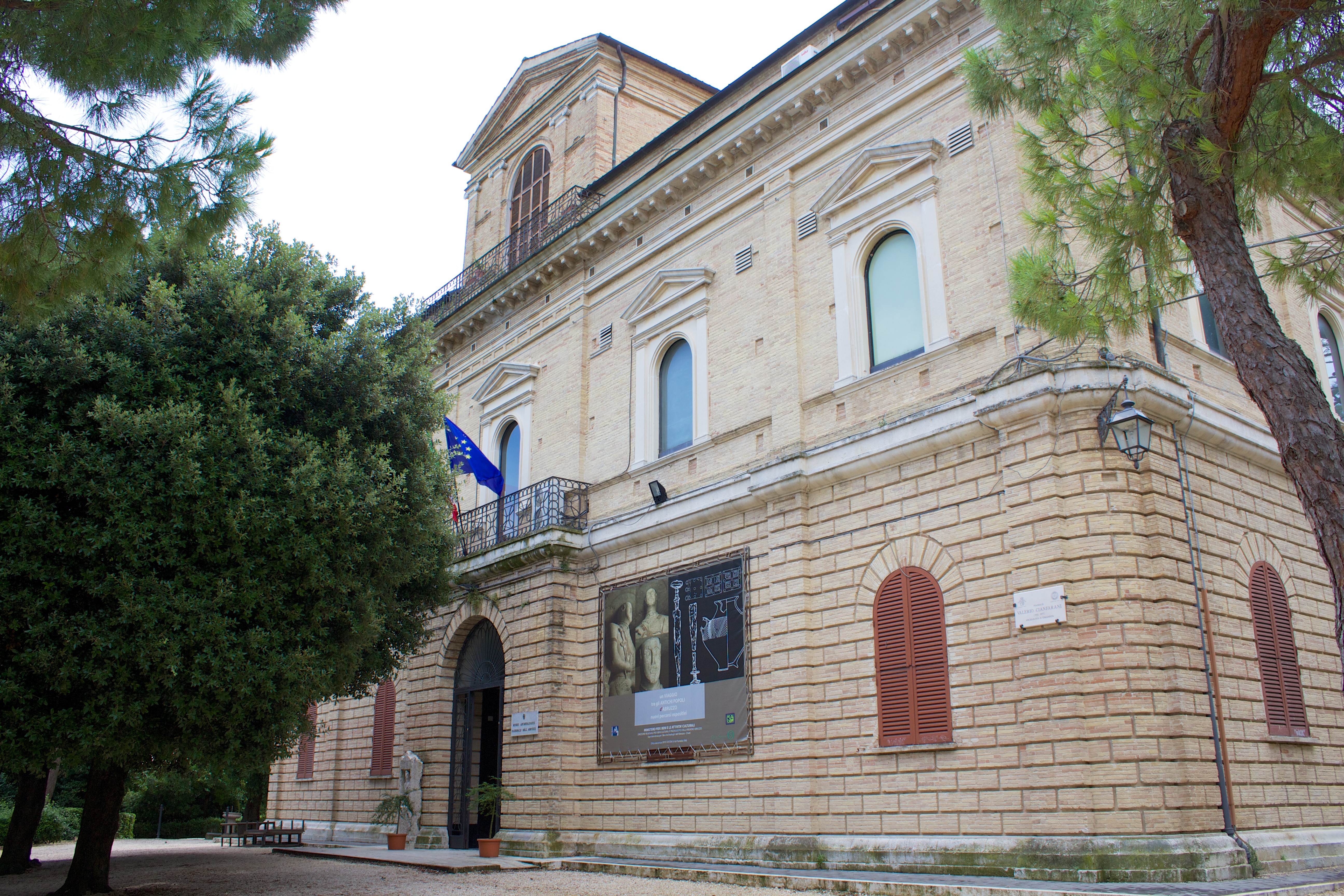
Il museo archeologico nazionale d'Abruzzo.

Chieti vanta, oltre ai numerosi resti dell'antica civiltà romana, un'intera città sotterranea situata proprio sotto l'attuale centro storico. Con lo scopo di soddisfare le esigenze della popolazione nell'antica Teate venne realizzato un complesso sistema di cisterne collegate mediante cunicoli provvisti di fori di aerazione, che è ancora in parte integro, tanto che alcuni ambienti ipogei furono utilizzati come rifugio antiaereo durante la seconda guerra mondiale.
I cunicoli si trovano nel rione Trivigliano, sotto Porta Pescara, Largo Sant'Agata, via dei Tintori, una cisterna si trova sotto piazza dei Templi romani, un'altra sotto piazza Valignani e sotto la Banca d'Italia, una terza sotto Largo dei Carbonari in via Selecchy, poi esiste il complesso sotterraneo della via Tecta, che passa sotto il corso Marrucino e arriva alla parte orientale di Fonte Grande con acquedotto ipogeo (viale Amendola) e le terme romane.
I cunicoli sono di due tipologie, a cui corrispondevano due diverse funzioni: quelli coperti da opus caementicium servivano a trasportare l'acqua dalle cisterne poste in posizione più elevata verso le altre, mentre quelli che presentano volta a cappuccina erano utili per raccogliere l'acqua mediante stillicidio. L'acqua entrava nelle cisterne anche grazie a dei tombini circondati da un pavimento in opus spicatum di adeguata inclinazione e quelle destinate ad uso potabile venivano filtrate con tappi di carbonato di calcio. Non si è ancora compresa con certezza la funzione della via tecta, una strada sotterranea alta più di quattro metri, che presenta pareti di opus mixtum e volta in opus caementicium. Nel Medioevo questo sistema di cisterne continuò probabilmente ad essere utilizzato, ma altri ambienti sotterranei vennero costruiti in seguito e l'antica eredità venne in parte abbandonata.

## Società

### Evoluzione demografica
Abitanti censiti

### Etnie e minoranze straniere
Al 31 dicembre 2023 gli stranieri residenti nel comune erano 2764, ovvero il 5,67% della popolazione. Di seguito sono riportati i gruppi più consistenti:
- Romania  585
- Albania 481
- Ucraina 209
- Nigeria 149
- Pakistan 117
- Cina 108
- Marocco 107
- Polonia 92
- Senegal 87
- Bangladesh 77

### Tradizioni e folclore

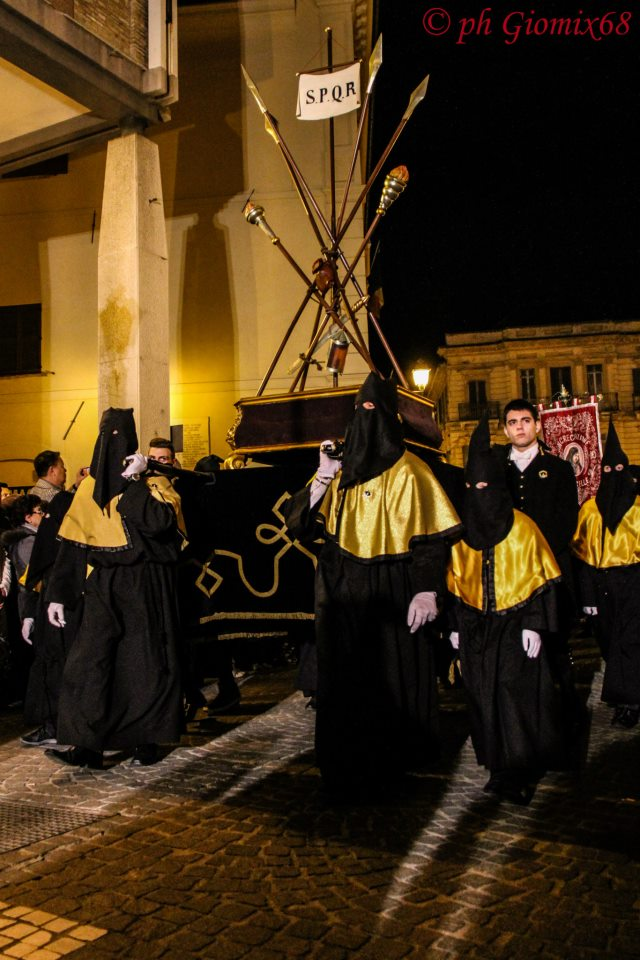
La processione del venerdì santo.

- La sera del Venerdì santo, si svolge a Chieti una processione[60] risalente al XVI secolo[61].
- Nel mese di maggio viene celebrata la festa patronale di San Giustino[62]

### Istituzioni, enti e associazioni
Tra i presidi delle forze armate presenti in città vi sono:
- Centro servizi amministrativi dei Carabinieri
- Comando Legione Carabinieri Abruzzo
- Compagnia provinciale dell'Arma dei Carabinieri.
- Comando provinciale Guardia di Finanza.

## Cultura

### Università

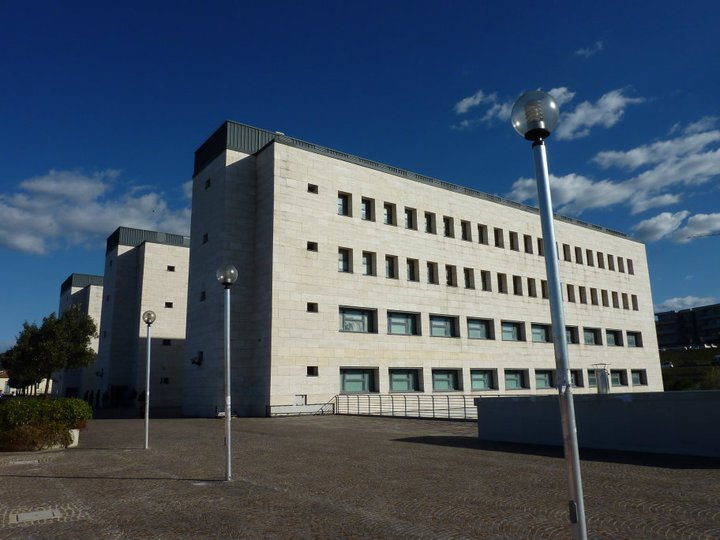
Polo didattico di chimica dell'Università "Gabriele d'Annunzio".

La città di Chieti è sede, insieme a Pescara, dell'Università Gabriele d'Annunzio. Nel campus di Chieti hanno sede otto Dipartimenti: Farmacia, Ingegneria e Geologia, Lettere Arti e Scienze Sociali, Medicina e Scienze dell'Invecchiamento, Neuroscienze e Imaging, Scienze Mediche Orali e Biotecnologie, Scienze Psicologiche Umanistiche e del Territorio, Scienze Sperimentali e Cliniche con le facoltà di Farmacia, Lettere e Filosofia, Medicina e Chirurgia, Psicologia, Scienze dell'Educazione Motoria (sede in viale Abruzzo), Scienze della Formazione, Scienze Matematiche Fisiche e Naturali, Scienze Sociali oltre che la Scuola superiore Gabriele D'Annunzio, scuola di studi avanzati per dottorati, postdottorati e valorizzazione. Nel campus di Pescara sono dislocati dipartimenti e facoltà negli ambiti delle Lingue, Architettura e Scienze Giuridiche ed Economiche.

Nel campus di Chieti, inoltre, hanno sede il rettorato con il consiglio di amministrazione, la direzione generale con gli uffici amministrativi, il senato Accademico e l'auditorium.

Nel campus della d'Annunzio di Chieti hanno sede le fondazioni universitarie di livello internazionale dell'Istituto di Tecnologie Avanzate Biomediche (I.T.A.B.), del Centro Scienze dell'Invecchiamento (Ce.S.I.), riconosciuto special consultant per l'Economic & Social Council dell'ONU dal 2004 e del Clinical Research Center (C.R.C.).

### Biblioteche
- Biblioteca provinciale "A. Camillo De Meis": fondata nel 1930 con la costruzione dell'edificio in Piazza Tempietti Romani, dal chiaro gusto razionalista, conserva un grande patrimonio di volumi storici, manoscritti e regesti riguardo alla storia di Chieti e del territorio dell'Abruzzo Citeriore. Nel 2005 a causa di un cedimento del terreno la biblioteca è stata chiusa e trasferita in altra sede, dato che i lavori di riqualificazione dell'area, e di sistemazione presso una nuova definitiva sede, procedono a rilento. Per il momento la biblioteca è ospitata nel complesso del Theate Center.
- Biblioteca comunale. si trova a Chieti Scalo in Piazza Paolo IV Carafa, conserva i principali volumi sulla storia e la cultura della città, oltre a trattati di storici, matematici, filosofo teatini, e a un patrimonio di volumi riguardo a letteratura e a studi di medicina, matematica e giurisprudenza in generale, più la sezione ragazzi.

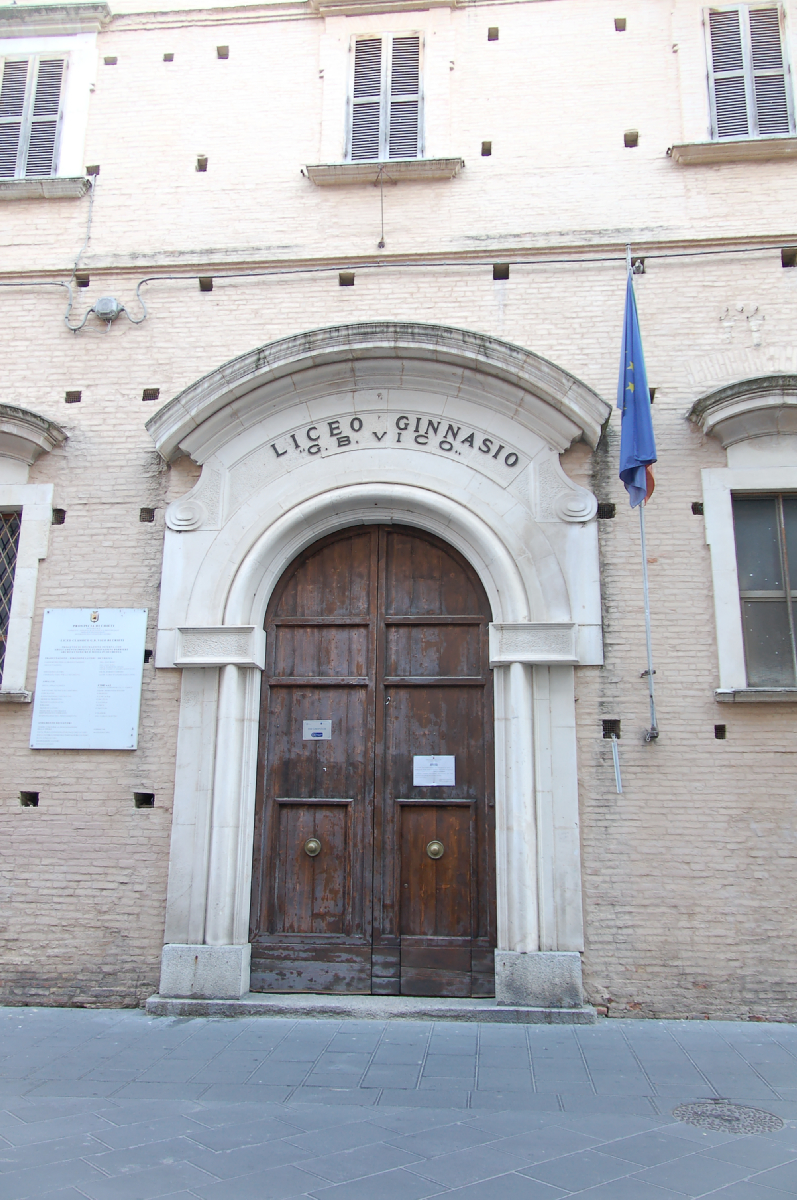
Ingresso del convitto Giovan Battista Vico

- Biblioteca universitaria "Ettore Paratore": ospitata nel polo universitario del campus a Chieti Scalo, è divisa per categoria di volumi riguardo alle facoltà, condividendo il patrimonio con la sezione di Pescara, per quanto riguarda il materiale sugli studi di architettura e lingue straniere; il polo di Chieti invece contiene il patrimonio principale su giurisprudenza, lettere, storia dell'arte, filosofia, medicina e farmacia.
- Biblioteca del Seminario diocesano regionale: si trova presso il Pontificio seminario "San Pio X", e contiene materiale bibliografico e studi riguardo alla storia del cristianesimo e di altre religioni, oltre a storici documenti e commentari sulla Bibbia.

### Istituti superiori
In città operano un liceo classico, un liceo scientifico, un liceo linguistico psicopedagogico, un liceo artistico, un istituto professionale e tre istituti tecnici

### Musei

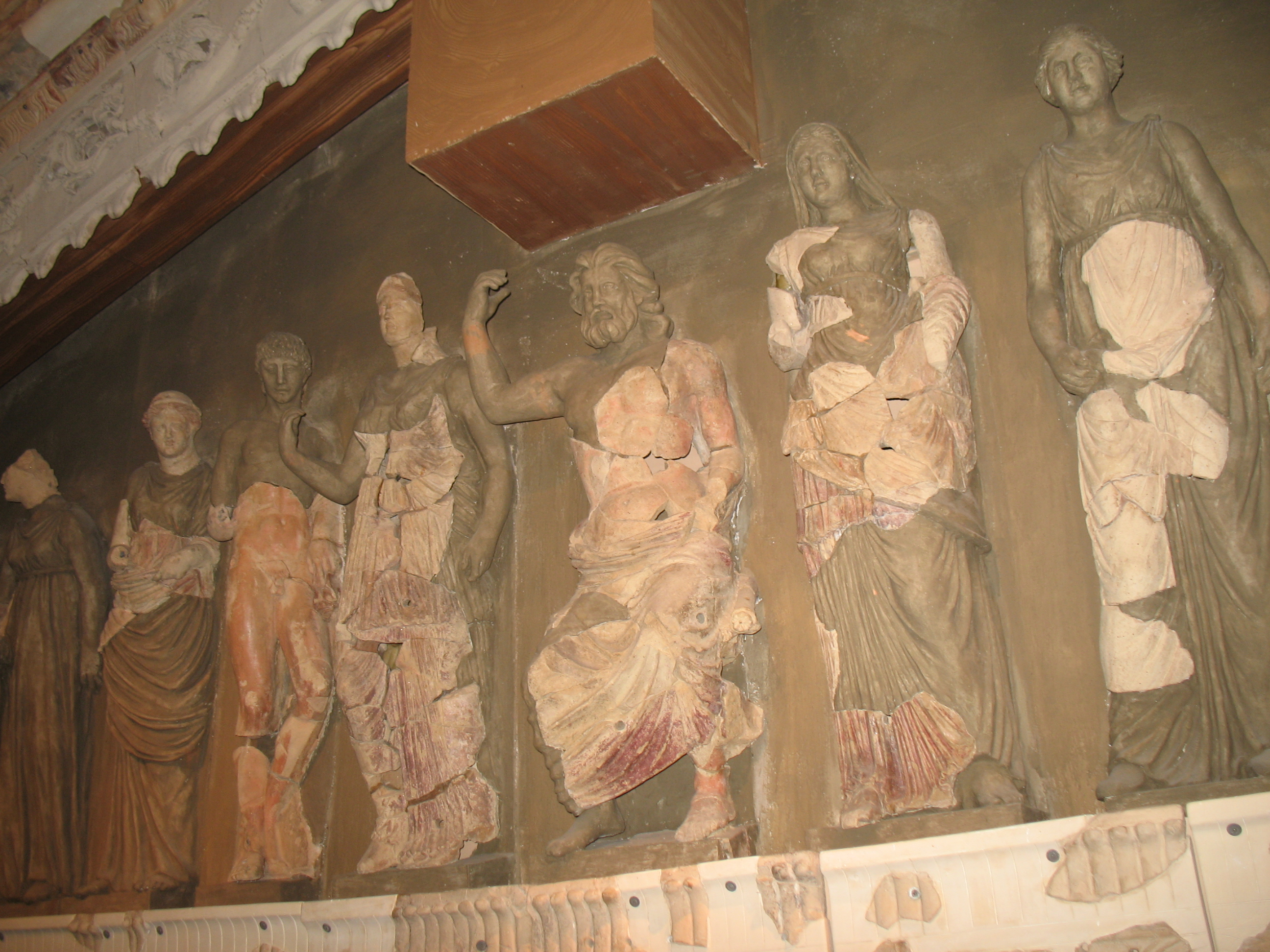
Frontone del tempio della Triade Capitolina, presso il museo archeologico della Civitella.

- Museo archeologico nazionale d'Abruzzo espone il celebre Guerriero di Capestrano, la stele di Guardiagrele, il torso di Rapino, il cippo di Penna Sant'Andrea, l'Ercole Curino, il gigantesco Ercole seduto proveniente dal tempio di Alba Fucens, i dischi di Alfedena, la collezione numismatica[64].

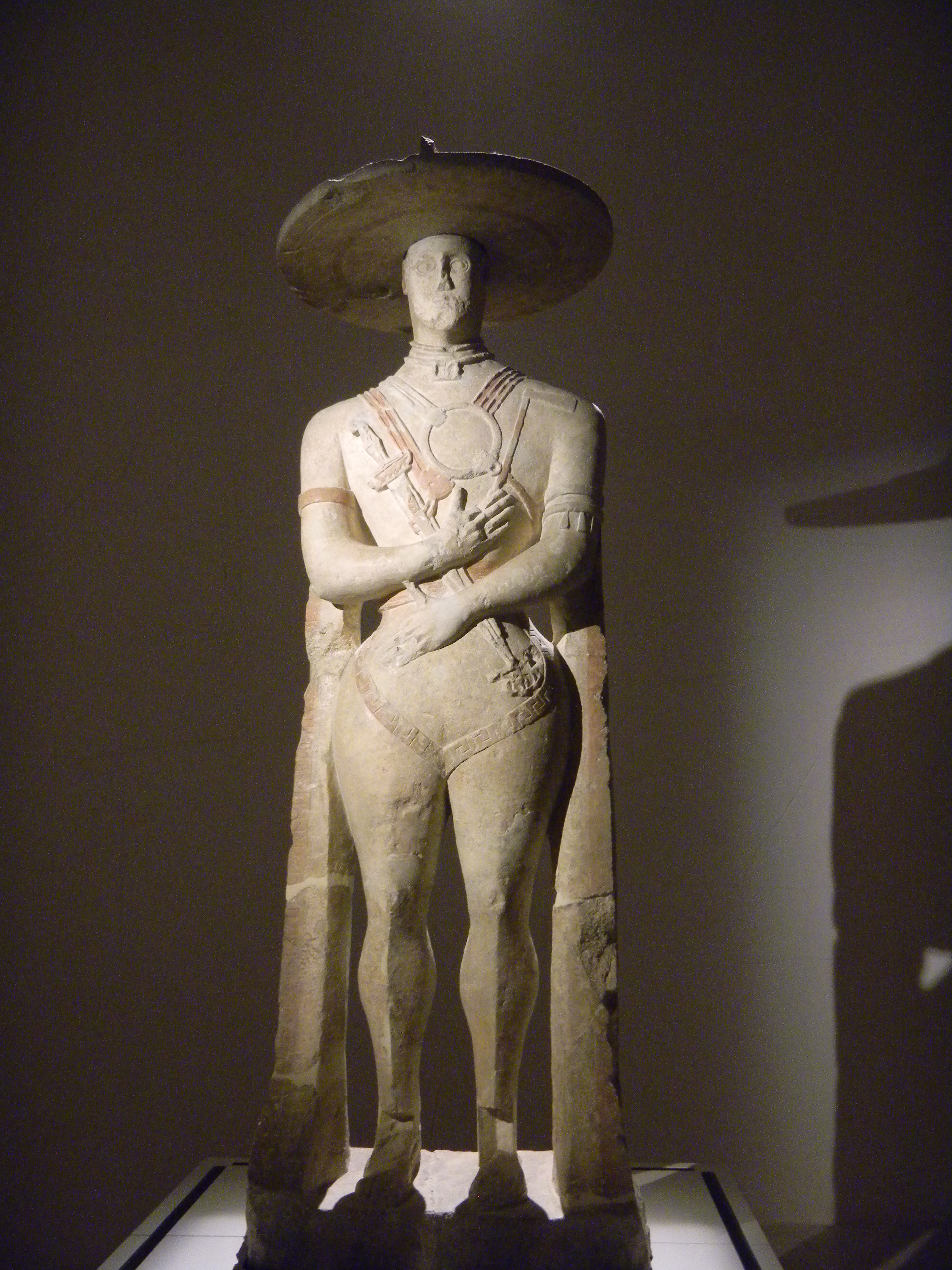
Il Guerriero di Capestrano, conservato nel museo archeologico nazionale d'Abruzzo

- Museo Archeologico Nazionale d’Abruzzo la Civitella espone i reperti relativi alla terra dei Marrucini, la dea di Rapino, i materiali che illustrano la storia dell'archeologia teatina, le fasi precedenti la strutturazione della città romana, materiali di Chieti del III-II secolo a.C. relativi ai due poli religiosi della città, l'acropoli con i suoi due frontoni policromi e il santuario centrale (i tempietti), il cane Cerbero, un frammento di architrave con epigrafe del monumento funerario di Lusius Storax rappresentante i due momenti della giornata (investitura e combattimento) dei gladiatori[64].
- Museo d'arte Costantino Barbella raccoglie statue e statuette in terracotta di Costantino Barbella, tavole e dipinti murali di grandi dimensioni attribuiti ad Antonio da Atri, ad Andrea Delitio, al Maestro di Offida, a Francesco da Montereale e al Maestro dei Polittici Crivelleschi, quadri di Michetti, di Palizzi, di Federico Spoltore, di Basilio Cascella, una collezione di quadri contemporanei di Mirò, di Mensa, di De Chirico, ceramica del cinquecento di Castelli firmate Orazio Pompei e Francesco Grue[64].
- Museo di storia delle scienze biomediche, oltre a due dinosauri, espone una collezione di oltre 30 scheletri originali di scimmie della sezione di antropologia, mummie umane, calchi di fossili di ominidi, crani, mandibole e denti, fossili originali di conchiglie giganti, uova giganti fossilizzati, una mostra di esiti fossilizzati di varie patologie su ossa e tessuti ecc. Questi ultimi due musei sono inseriti nella rete museale regionale[64].
- Museo palazzo Mayo, proprietà della Fondazione Banco di Napoli, già della Fondazione della Cassa di Risparmio della Provincia di Chieti[65], centro multiculturale, colleziona opere pittoriche e scultoree di artisti dell'Ottocento e Novecento, sia abruzzesi che nazionali ed internazionali. Tra esse spicca la prima versione de La figlia di Jorio di Francesco Paolo Michetti[66]. Nel Palazzo de' Mayo sono presenti anche mostre temporanee, biblioteche tematiche nonché istituti culturali su Manzoni e padre Alessandro Valignano.
- Museo della lettera d' amore[67]
- Museo diocesano Teatino[68]
- Museo del vino [69]
- Museo Universitario, con all'interno collezioni naturalistiche , collezioni paleontologiche, collezione antropologica , strumentaria scientifica, collezione artistica, collezione numismatica.[70]
- Collezione Fondazione Cassa di Risparmio di Chieti[71]

### Arte

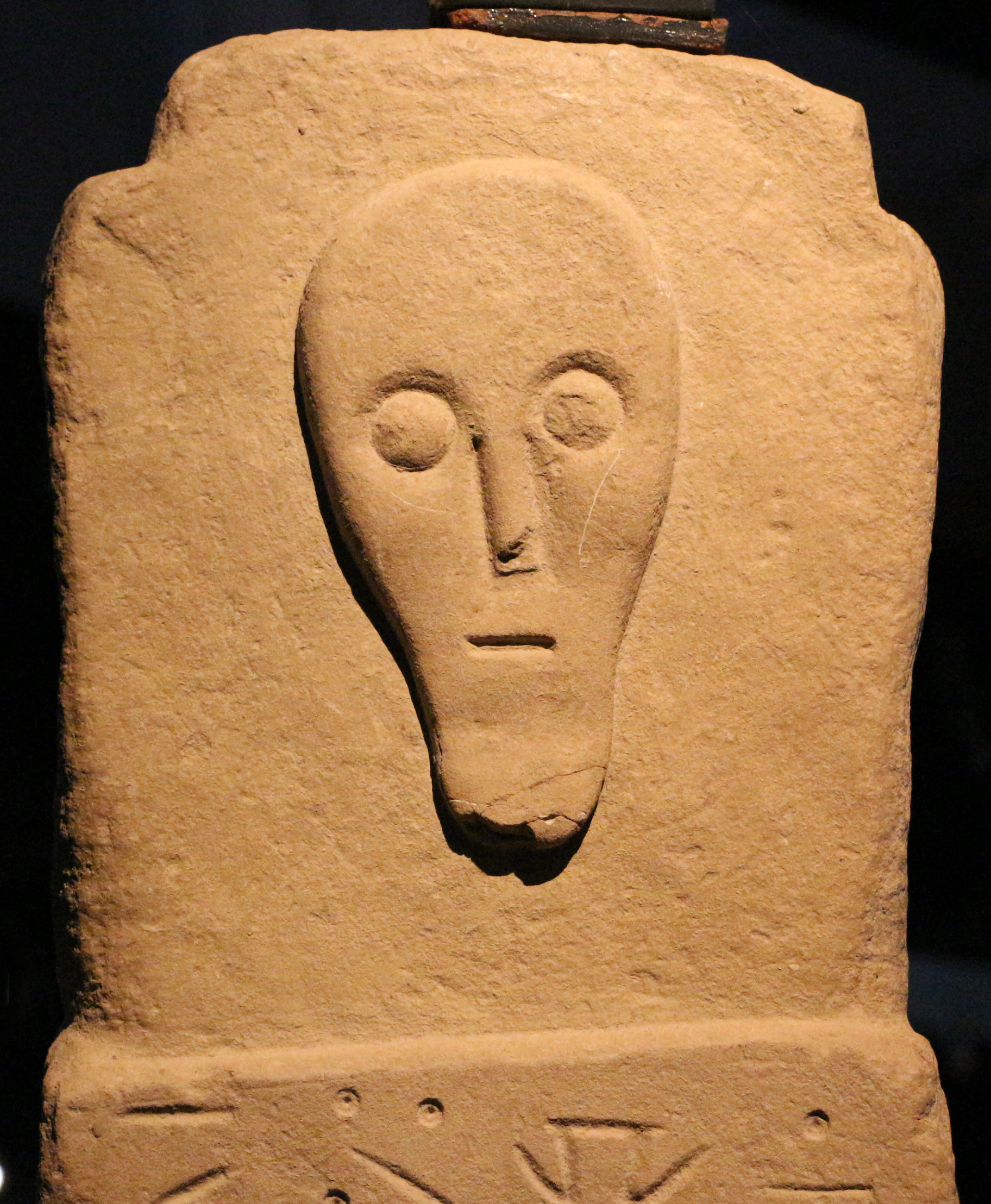
Stele funebre marrucina del VI secolo a.C.

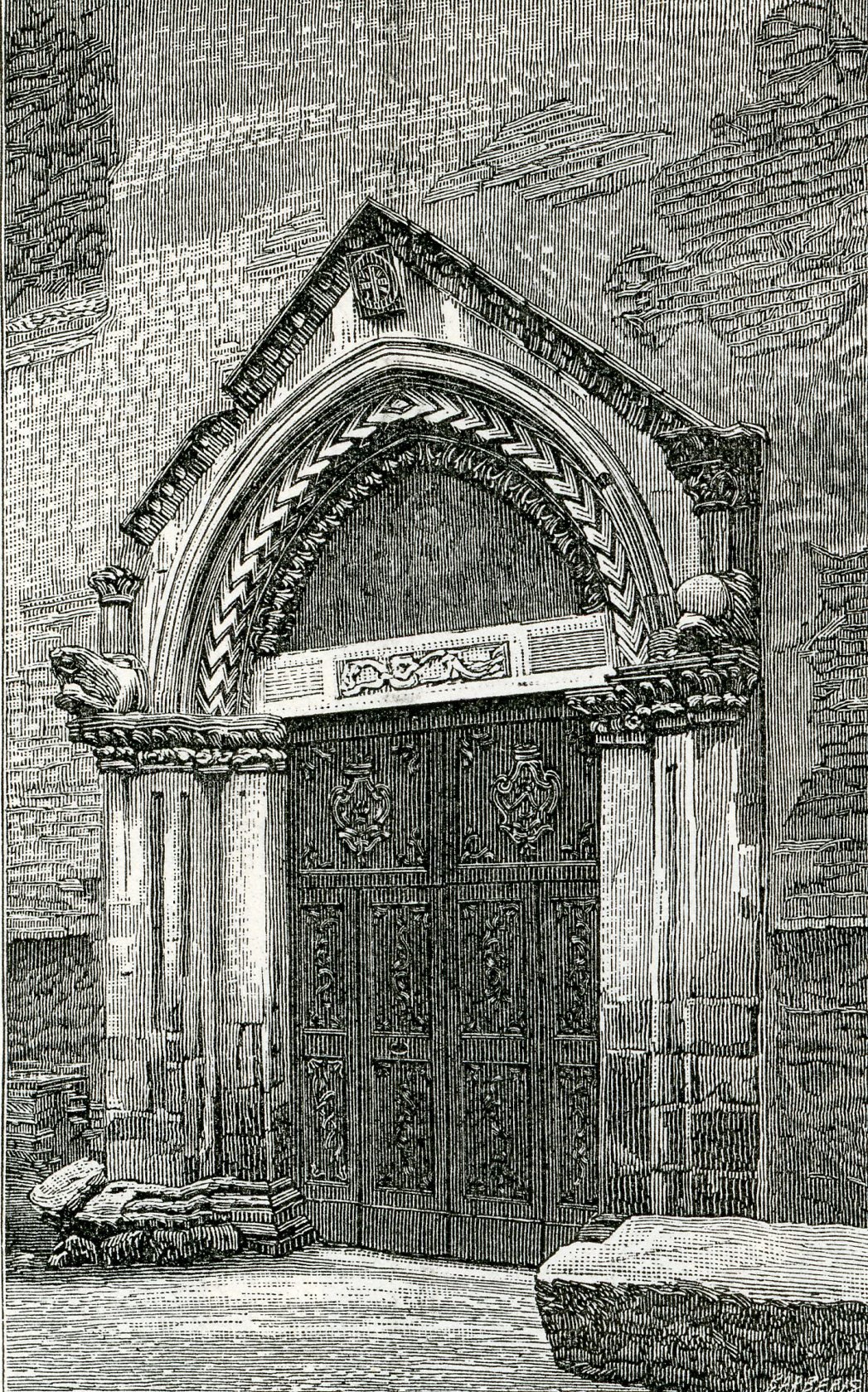
Portale della chiesa di sant'Antonio Abate in un'incisione ottocentesca

Chieti ha subito varie trasformazioni edilizie nel corso dei secoli, benché città antichissima, lasciando tracce dell'epoca romana, del primo Medioevo dell'VIII secolo, dell'epoca medievale, e infine della nuova urbanizzazione durante la trasformazione barocca delle chiese e degli edifici.
Sul piano architettonico, dell'epoca romana Chieti conserva molto bene la principale via del decumano, ossia l'attuale corso Marrucino, e l'area sacra dei santuari italici, dei quali l'imponente frontone del III secolo a.C. si conserva nel Museo della Civitella. Appunto in quest'area sacra della "Civitella" nel I secolo fu costruito l'anfiteatro romano, con il progetto di ricostruzione alla maniera romana della città marrucina, dopo la conquista della campagna italica. L'anfiteatro è a pianta ellittica, costruito con materiale povero di cubicula (opus mixtum), così come si presenta la cavea del teatro romano. Dell'architettura sacra romana si conservano i tre templi dell'epoca giulio-claudia del I secolo, in particolare il tempio maggiore, utilizzato dal VII secolo come chiesa cristiana, dedicata a San Paolo. I primi due constano di cella con pronao e cripta, mentre l'ultimo è composto solamente da cella e cripta. Le mura sono in calcestruzzo, secondo la tecnica dell'opus reticolatum. Dell'epoca romana si conserva, anche se manomesso nei secoli, il vecchio tempio di Diana. Nel XIII secolo divenne l'attuale chiesa di Santa Maria del Tricalle, lasciando soltanto a testimonianza la pianta originaria circolare, oggi ottagonale.

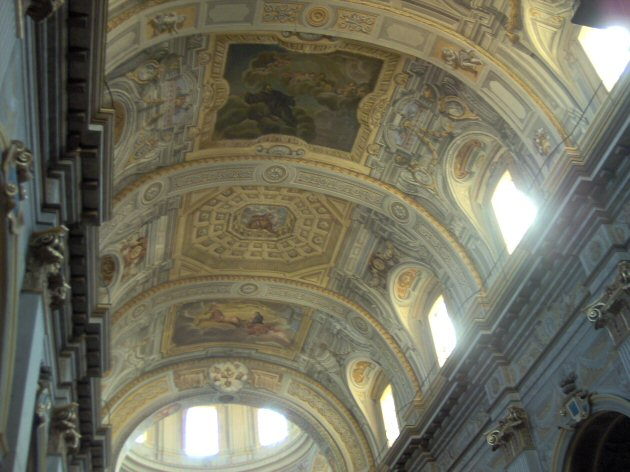
Volta della chiesa di san Francesco

Nel IX secolo probabilmente doveva esistere anche la Cattedrale di San Giustino in stile pre-romanico, ricostruita nell'XI secolo dopo le distruzioni di Pipino d'Italia. A causa di vari rifacimenti, l'architettura teatina medievale si limita all'esistenza di Porta Pescara, l'unica sopravvissuta delle nove porte, con arco a sesto a culto, il portale del 1375 della chiesa di Sant'Antonio Abate, e la facciata gotica della chiesa di Sant'Agata, già costruita nel IX secolo. Del Trecento sono testimonianza alcuni preziosi affreschi della cripta della Cattedrale, dove è raffigurata una Crocifissione con San Giustino di Chieti adorante.
La grande ricostruzione della città nel XVII secolo con l'abbattimento delle mura sconvolse gli stili delle principali chiese, come nel caso della chiesa di San Francesco al Corso (consacrata nel 1239), mostrante una facciata monumentale con portale barocco in pietra bianca, preceduto da una scalinata dello Scaraviglia, del 1879. Gli interni furono stuccati e dipinti da Giovan Battista Gianni e Giovanni Colombo, seguendo gli schemi del barocco napoletano e lombardo. Presso San Giustino lavorarono sia il Gianni che Ludovico de Majo per la pittura delle tele. L'interno fu lasciato nella pianta basilicale a tre navate, ma rimodellato con finissimi stucchi di gusto napoletano.
Nel Seicento venne modificata l'architettura della chiesa di Sant'Agostino, danneggiata seriamente da un incendio nel 1562, con tele e stucchi di Ludovico Teodoro e Michele Clerici, così come quella delle neonate chiese della Santissima Trinità (XVI sec, poi XVIII sec) e di Sant'Anna degli Scolopi, dal 1913 intitolata a San Domenico. Le altre principali chiese che subirono uba quasi totale trasformazione barocco-neoclassica sono quella di Santa Maria della Civitella, detta dei Celestini o del Carmine, quella di San Francesco da Paola, dell'Ognissanti, la cappella del Monte dei Morti, la chiesa di Sant'Antonio Abate. Dell'epoca rinascimentale a Chieti, nell'architettura civile, si conserva in parte l'esempio del Palazzo vescovile, con la possente torre di guardia di Colantonio Valignani.
Nel '700 incominciò a conformarsi l'attuale corso Marrucino, dove vennero costruiti numerosi palazzi, e restaurati altri precedenti come il Palazzo de Mayo; tali palazzi vennero costruiti dalle ricche famiglie che, oltre a quella Valignani, avevano iniziato a fare fortuna nella città, come i Fasoli, gli Zambra e gli Olivieri. Questi palazzi, situati sul corso, sulle varie vie e sulla principale via Arniense, presentano chiari motivi di architettura barocca napoletana, con grandi portici, e interni decorati da affreschi.
Nel 1813-18 Chieti vide costruito il Teatro Marrucino sopra là chiesa di Sant'Ignazio (l'ex convento fu trasformato nel Palazzo Martinetti Bianchi), con molti motivi classici all'interno, specialmente sul campo pittorico e scultoreo, che richiama i motivi del classico teatro d'opera all'italiana. Sempre nell'800 entrò una corrente di neoclassicismo nella scultura e architettura teatina, che si concentrò sia sui palazzi che sulle chiese. Modificate furono gli esterni della chiesa di Sant'Antonio, conservando solo il portale medievale, e l'intera chiesa di Sant'Anna del cimitero, che perse l'antico gusto medievale. Sul campo neogotico, nel 1879 fu restaurata in questo stile la chiesetta del Tricalle, e il Palazzo di Giustizia in Piazza San Giustino. Singolare costruzione ottocentesca, di stampo neogotico, è la Caserma Francesco Spinucci, simile a un castello, con la torre dell'orologio merlata, e finestre ad arco ogivale.
Durante il fascismo Chieti vide costruita sul corso Marrucino alcuni palazzi istituzionali in stile littorio, come il Palazzo della Camera di Commercio e il Palazzo OND (oggi sede del Museo Universitario). Lo stile è eclettico, ad esempio nel classicismo della Camera di Commercio si evincono le sculture delle aquile reali, mentre nel Palazzo OND svettano due torri dei fasci littori.
Sempre durante il fascismo fu sperimentato il revival neogotico sull'esterno della Cattedrale di San Giustino: l'architetto Cirilli dagli anni '20 al 1936 smantellò l'apparato barocco della facciata della chiesa, restaurando la cuspide del campanile, proponendo uno stile gotico eclettico, con portale monumentale cuspidato, e corridoio a colonne tortili sopra il tetto della fiancata della chiesa che volge verso la piazza. Fu costruita negli anni '30 anche la Biblioteca De Mesi presso la Piazza dei Tempietti, in architettura razionalista, con la classica torre littoria, e il Palazzo del Ministero dei Lavori Pubblici, in eguale stile.
Sul campo scultoreo, molte sono le testimoniane dell'epoca italica e romana, come le statue del frontone dei templi italici dell'area della Civitella, che attingono allo stile ellenistico, e le steli italiche del VI secolo a.C., caratterizzate da due blocchi, uno lungo e l'altro più corto, dove nel maggiore è registrato l'epitaffio funebre, e in quello più piccolo il ritratto del defunto. Seguendo quest'ottica, ma in maniera più rielaborata, è la statua del Guerriero di Capestrano della popolazione vestino-picena, dove l'arte italica prese rapido sviluppo di volumetria e tridimensionalità monumentale, raffigurando il defunto con aspetto molto lavorato e dettagliato. Nel Medioevo la scultura variò, con la committenza di opere d'arte sacra, dove figurò la vasta produzione di Madonne lignee, tra le più note la Sant'Anna con la Vergine e il Bambino del Trecento, assieme a statue di santi. La committenza durò fino al '700, dove si registrarono ovviamente variazioni di stile, dal Medievale al barocco napoletano.

### Letteratura
Chieti già nel periodo romano dette i natali a importanti personaggi di notevole livello letterario. Vi nacque il politico Asinio Pollione che fondò la prima biblioteca pubblica nell'Urbe e che durante il principato di Augusto conobbe scrittori come Cornelio Gallo e Virgilio. Già operante in epoca cesariana, fu in rapporti con Cicerone e Catullo. Dal Medioevo al XVIII secolo la scrittura della città, legata da una tradizione secolare ecclesiastica alla compilazione di trattati e cronache religiose, fu rappresentata da intellettuali quali Nicoletto Vernia, filosofo aristotelico, Federico Valignani, che si occupò di memorie romane della città (scrisse in forma epico-storica Centuria di sonetti sulla storia di Chieti) e Niccolò Toppi, storico del Regno di Napoli. Nel XVIII secolo l'ultimo scrittore chietino legato alla trattatistica fu Ferdinando Galiani (scrisse il trattato Della Moneta), nato a Chieti, che si occupò di vari settori culturali, tra cui la lingua napoletana e il pensiero del liberismo. Chieti si distinse all'inizio nel campo della storiografia, di cui si ricordano Girolamo Nicolino (Historia della città di Chieti, 1657) e Gennaro Ravizza (Dizionario degli uomini illustri della città di Chieti).
Tra la fine del XIX secolo e l'inizio del XX secolo Chieti divenne un importante centro culturale al livello letterario e pittorico. Nel 1879 Gabriele D'Annunzio pubblicò a Chieti la sua prima raccolta di Primo vere, mentre alla fine del secolo la città fu frequentata da intellettuali come Edoardo Scarfoglio, Matilde Serao e Costantino Barbella. Tuttavia di questo secolo, malgrado la città fosse un salottino culturale rappresentato in parte da questi personaggi, non ha avuto un particolare scrittore di fama che abbia contribuito a immortalare la città, oppure a creare un pensiero critico nel mondo della letteratura regionale o nazionale.
Particolarmente Scarfoglio assieme a d'Annunzio e Michetti scrisse articoli culturali sui giornali della città, alternando periodi di soggiorno tra Chieti e Francavilla al Mare nello studio del Convento Michetti, dove fu fondato alla fine dall'800 il Cenacolo Dannunziano.

### Pittura e scultura
Sul campo dell'arte furono operativi Costantino Barbella e Francesco Paolo Michetti. Il primo realizzò varie piccole opere in terracotta e bronzo, molte delle quali oggi conservate nel Museo Barbella della città; mentre Michetti si occupò dell'affrescatura della sala del Consiglio nell'attuale palazzo della Provincia. Nel Palazzo de Mayo è inoltre ospitata una collezione di bozzetti Michettiani, tra cui La figlia di Iorio (1895) e di altri pittori internazionali del Novecento.
Tra i dipinti più antichi che si trovano a Chieti, sicuramente il primato spetta alle architetture religiose: si ricorda il ciclo di affreschi del XIII secolo sulle storia di San Giustino di Chieti (nella cripta del Duomo) e in quello dell'ex convento di San Domenico, conservato nel Museo d'arte "Costantino Barbella". Di opere rinascimentali poco si conserva al livello pittorico, a causa del rifacimento barocco massiccio della maggior parte delle chiese e dei palazzi. Dunque la maggior parte di opere della metà del XVII-XVIII secolo proviene da Giovan Battista Gianni, Ludovico de Mayo, Donato Teodoro, Michele Clerici, Giovanni Battista Spinelli, a carattere sacro, conservato nelle chiese del Duomo, di Santa Chiara, di San Giovanni (di cui si ricorda il monumentale tabernacolo ligneo), San Domenico Nuovo, Sant'Agostino e la Santissima Trinità.
Al livello scultoreo, Chieti conserva i bei portali trecenteschi di Sant'Antonio abate e di Santa Maria della Civitella, di ispirazione angioina, come testimonia la caratteristica aquila posta sulla ghimberga: se quello di Sant'Antonio abate è anonimo, gli storici ipotizzano che il secondo possa essere dell'ortonese Nicola Mancino (1321).
L'opera lignea medievale più famosa di Chieti è la "Sant'Anna Metterza" (XIII secolo), conservata nel museo diocesano e tratta dalla chiesa di Sant'Anna del cimitero comunale. Il resto, sia al livello scultoreo di stucchi che di opere lignee, risale al XVII-XVIII secolo, caratterizzato nelle decorazioni interne delle chiese, dei palazzi (si ricordano anche i cicli pittori del teatro Marrucino e del Palazzo Lepri).
Gran parte dell'opera scultorea-pittorica di Chieti è oggi conservata nel Museo d'arte Costantino Barbella, nel Palazzo Martinetti Bianchi. Intitolato allo scultore teatino che mostrò una sua personale interpretazione del bozzetto naturalista riguardo alle scene di vita quotidiana d'Abruzzo, prettamente a carattere pastorale, il palazzo conserva tele e sculture che vanno dal XIV secolo a oggi. Nella sala del gruppo otto-novecentesco delle opere, si conservano molte opere di Barbella, di Michetti, di Francesco Palizzi, Basilio Cascella, Valerico Laccetti, e una collezione di maioliche policrome di Castelli (TE), della collezione Paparella Trecia-Devlet, il cui museo principale si trova a Villa Urania (Pescara). Altre opere d'arte del XVIII secolo, riguardanti non solo il carattere sacro, ma anche civile, sono in gran parte di autori ignoti, provenienti dalla collezione Paglione-Olivares.

### Teatro

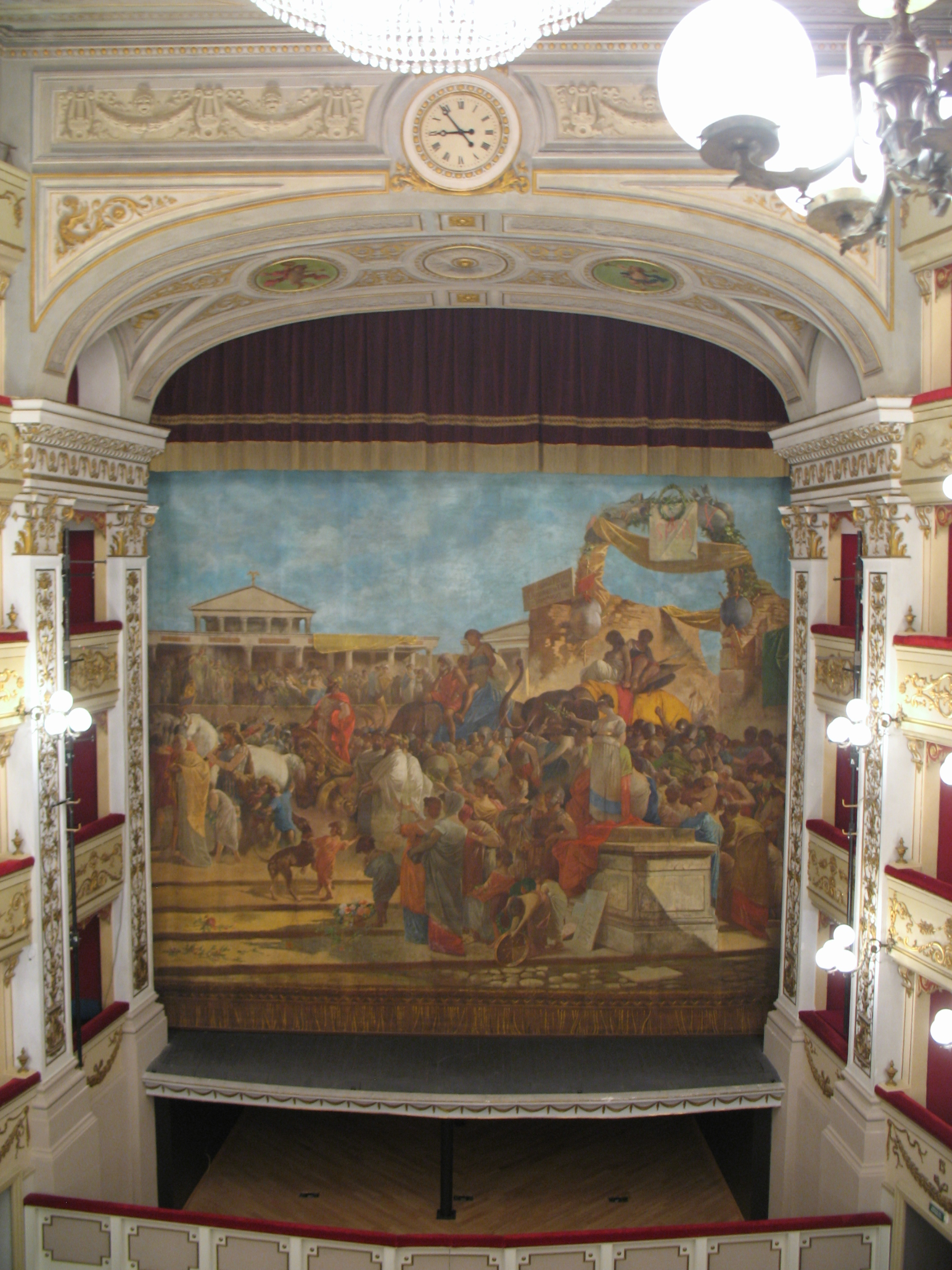
Palco scenico del teatro Marrucino con la tela del Trionfo di Asinio Pollione sui Dalmati

A Chieti si trova il Teatro Marrucino, inaugurato nel 1818 col nome di Real Teatro San Ferdinando in onore dell'allora sovrano delle Due Sicilie Ferdinando I di Borbone, pochi giorni dopo la prima rappresentazione fu La Cenerentola di Gioacchino Rossini.

### Media

#### Televisione
A Chieti ha sede l'emittente televisiva locale Rete8.

### Cinema
- A Chieti è stato girato e ambientato nel 1982 il film Sciopèn di Luciano Odorisio che vinse il Leone d'oro al Festival del cinema di Venezia come migliore opera prima.
- Lo stesso Luciano Odorisio girò nuovamente a Chieti, nel 1988, il film Via Paradiso con Michele Placido.

### Cucina

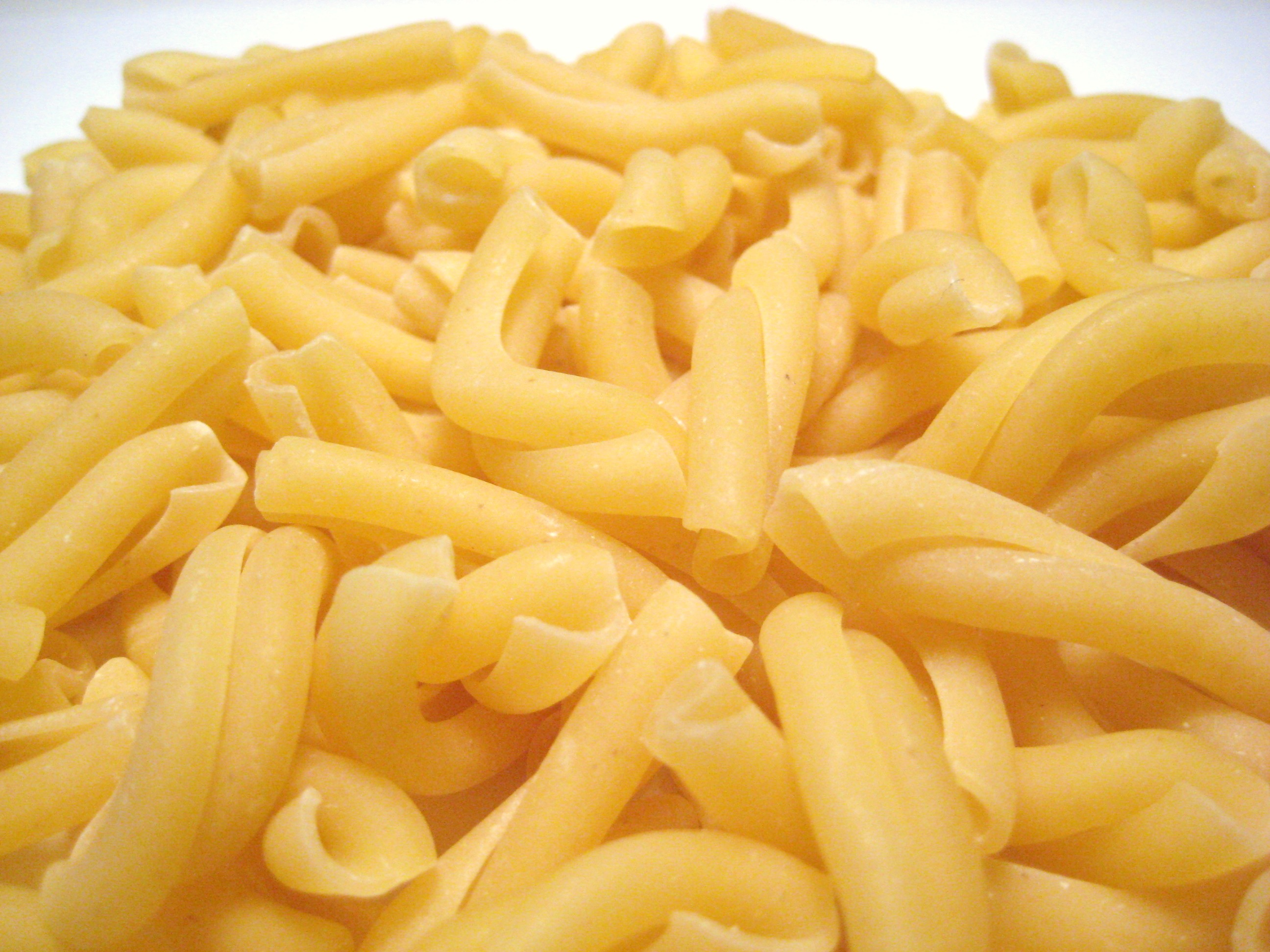
Strozzapreti, tipicità cittadina

Sono specialità culinarie teatine le sagne a pezze, i tajarìll fasciule e cotiche, la 'ngrecciata e le pallotte cace e ove.
Tra le specialità tradizionali della cucina italiana troviamo gli strozzapreti, i tagliolini, le frattaglie di maiale 'ndocca a 'ndocca, la carne di pecora, le trippe alla teramana e alla pennese, il cinghiale, il brodetto adriatico di pesce (scorfani, gamberi, polpi e rane pescatrici). Tra i dolci è tipica la cicerchiata teatina per il periodo natalizio.

### Eventi

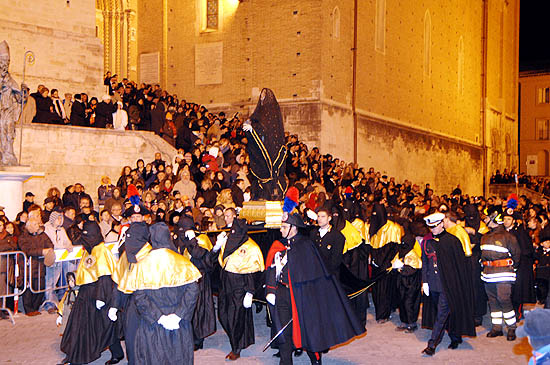
La processione del venerdì santo.

- La settimana mozartiana è una celebrazione estiva delle opere di Wolfgang Amadeus Mozart che prevede numerosi concerti sinfonici e da camera, spettacoli di danza e teatro, mostre e proiezioni di film all'aperto[75].
- Il premio "Giuseppe Prisco" è una manifestazione che annualmente coinvolge personaggi del mondo del calcio.

## Geografia antropica

### Frazioni

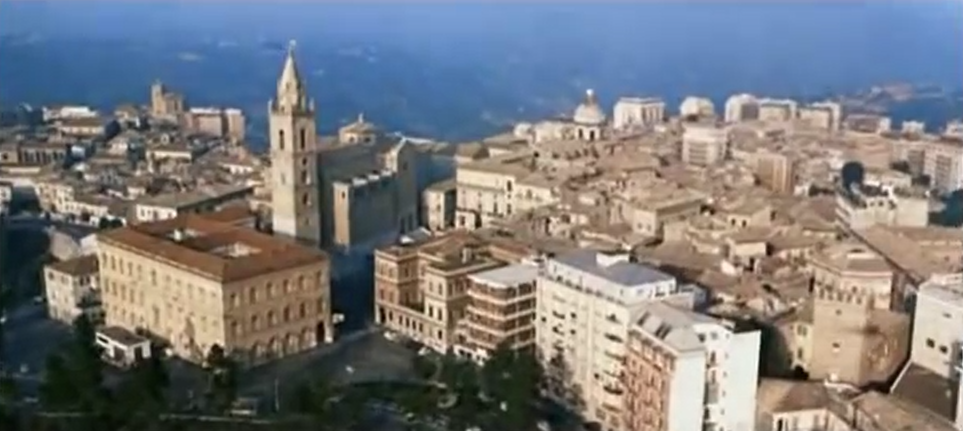
Il centro cittadino negli anni 1960

Bascelli, Bivio Brecciarola, Brecciarola, Buonconsiglio-Fontanella, Campo di Roma, Carabba, Chieti Scalo, Colle Marcone, Crocifisso, De Laurentiis Vallelunga, Fasoli, Fonte Cruciani, Iachini, La Torre, San Martino, San Salvatore, Levante-Pietragrossa, Tricalle, Sant'Anna, Sant'Antonio, Santa Barbara, Santa Filomena, Selvaiezzi, Vacrone Cascini, Vacrone Colle San Paolo, Vacrone Villa Cisterna, Vallepara, Villa Obletter, Villa Reale.

### Urbanistica

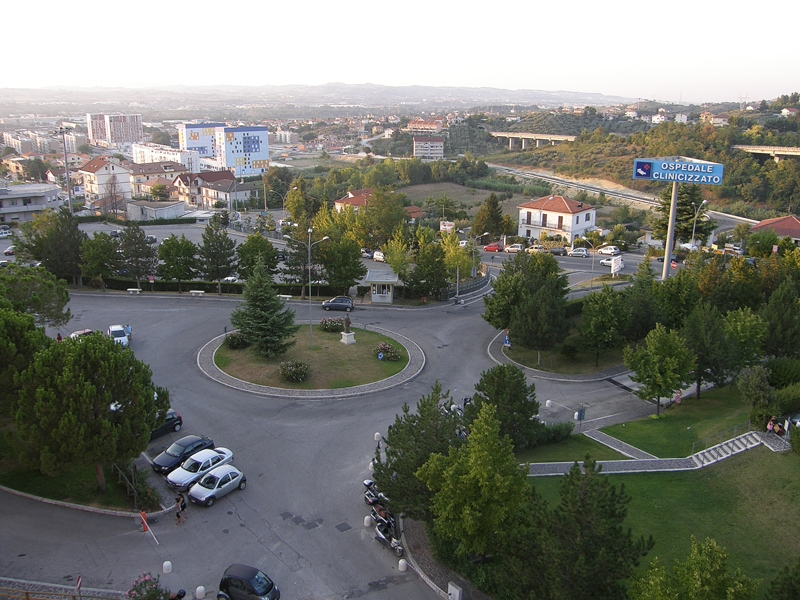
Chieti Scalo vista dall'ospedale

La città ha subito un rapido incremento demografico nel secondo dopoguerra, rendendo necessaria la costruzione di nuovi palazzi popolari. Tuttavia tale progetto si rivelò una speculazione edilizia, realizzata intorno al centro storico, con numerosi palazzi di molti piani realizzati su terreno instabile, e la creazione della moderna centrale frazione di Chieti Scalo, nel primo '900 con la relativa stazione ferroviaria operativa lungo il tracciato Roma-Pescara. Mentre da una parte si compivano stravolgimenti edilizi, come nel caso della piazza dei Tempietti, con la costruzione di un palazzo popolare sopra le rovine di un tempio romano, l'economia prese avvio nella zona Scalo, con l'apertura di numerose industrie e uffici della provincia di vario genere. Nel 1970 anche lo stadio comunale fu spostato nello Scalo, nella zona di Santa Filomena, liberando l'area del centro storico ove gli scavi negli anni ottanta avrebbero portato alla luce l'anfiteatro romano, nella zona Civitella. Nel 1965 fu inaugurata presso la via dei Vestini l'Università degli Studi Gabriele d'Annunzio", garantendo l'economia della frazione per la presenza di studenti fuori sede. Immediatamente a monte dell'ateneo iniziò nei primi anni settanta la costruzione dell'attuale ospedale policlinico di Chieti "Santissima Annunziata". Fino al 2016 anche la presenza del 123º Reggimento fanteria "Chieti", presso la caserma Berardi, garantiva il sostentamento delle piccole imprese locali.
Oggi Chieti è suddivisa nel centro storico ubicato sopra il colle, attraversa dal corso Marrucino, legato a tre nuovi quartieri, il Tricalle, il Filippone e il piazzale Sant'Anna, alle porte del cimitero; e la zona moderna di Chieti Scalo. Il centro storico si divide nei rioni di Sant'Agostino, Sant'Agata, San Giustino, Civitella (presso l'anfiteatro) e quello della villa comunale. Verso Ripa Teatina si è sviluppata la contrada Madonna del Freddo, mentre verso Bucchianico il Colle Marcone. La zona di Chieti Scalo è, come detto, una delle principali risorse economiche del capoluogo, composta dalle località di Madonna delle Piane (dove si trova la vecchia chiesa, assieme alla nuova fermata della stazione ferroviaria), da quella di San Martino, nella zona del viale Unità d'Italia, il centro originario vero e proprio dello Scalo, ossia il viale Benedetto Croce, fino alla stazione, e infine la località Santa Filomena.

### Suddivisioni storiche

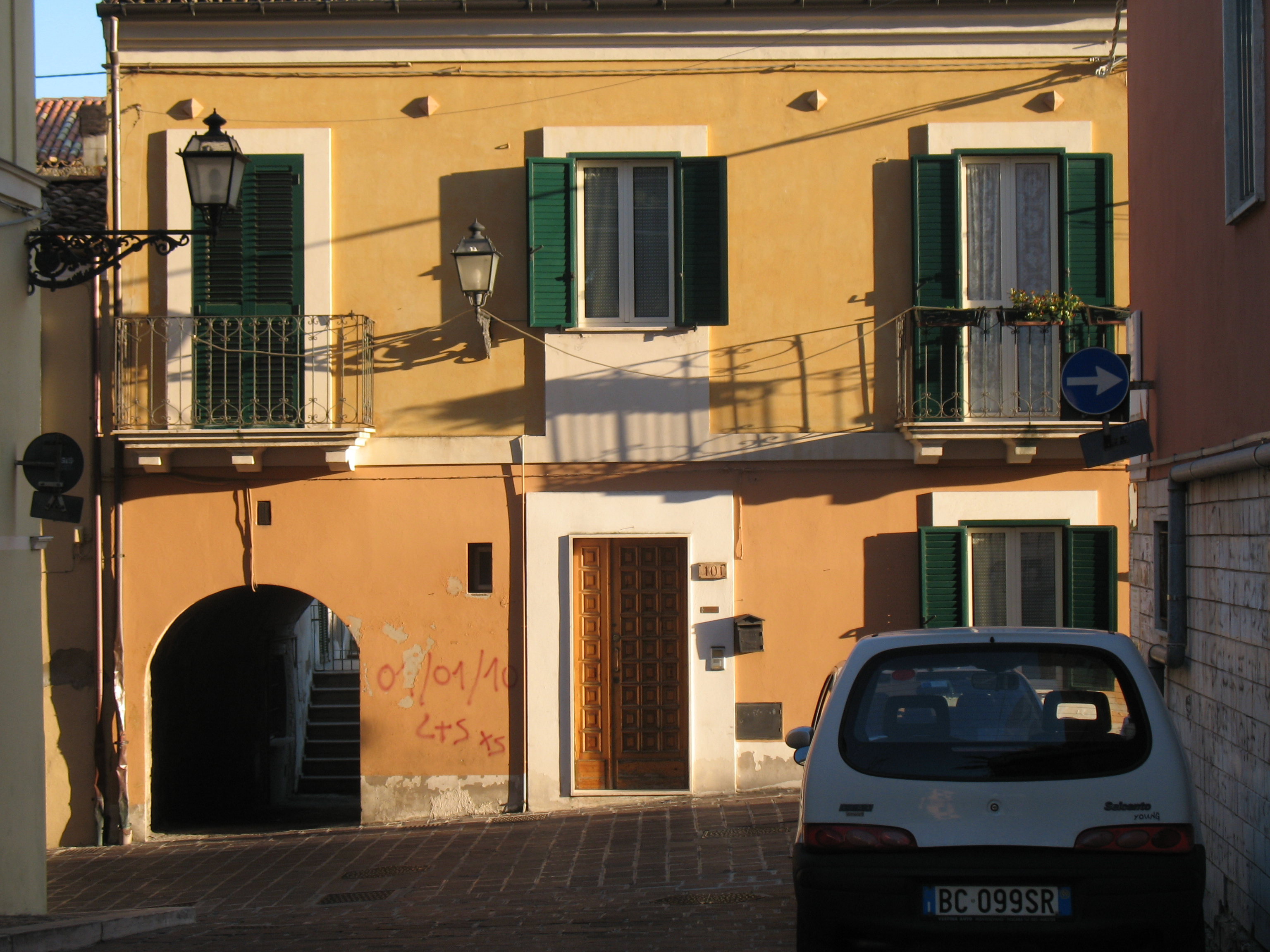
Scorcio del rione Civitella

- Quartiere Santa Maria: detto anche Trivigliano, si è sviluppato con l'arrivo dei Longobardi dall'antico castellum. Occupa la porzione nord-est della città compresa tra Largo Santa Maria, Largo Sant'Agata, via Toppi, viale Agostiniani, via Porta Pescara, via Gagliani. Di interesse ci sono l'ex convento di Santa Maria, trasformato nella caserma Pierantoni, la chiesa di Sant'Agostino, la chiesa di Sant'Agata, il Palazzo De Pasquale, il Palazzo Zambra, la chiesa di San Raffaele, Porta Pescara e il Palazzo dei Toppi con la torre civica.
- Quartiere San Giustino (o Colle Gallo): sviluppatosi attorno alla Cattedrale, comprende l'area della piazza, l'esedra della Pescheria, il Corso Marrucino all'altezza di Piazza Valignani, con il palazzo vescovile, Palazzo Henrici, via Pollione e una porzione di via Arniense.

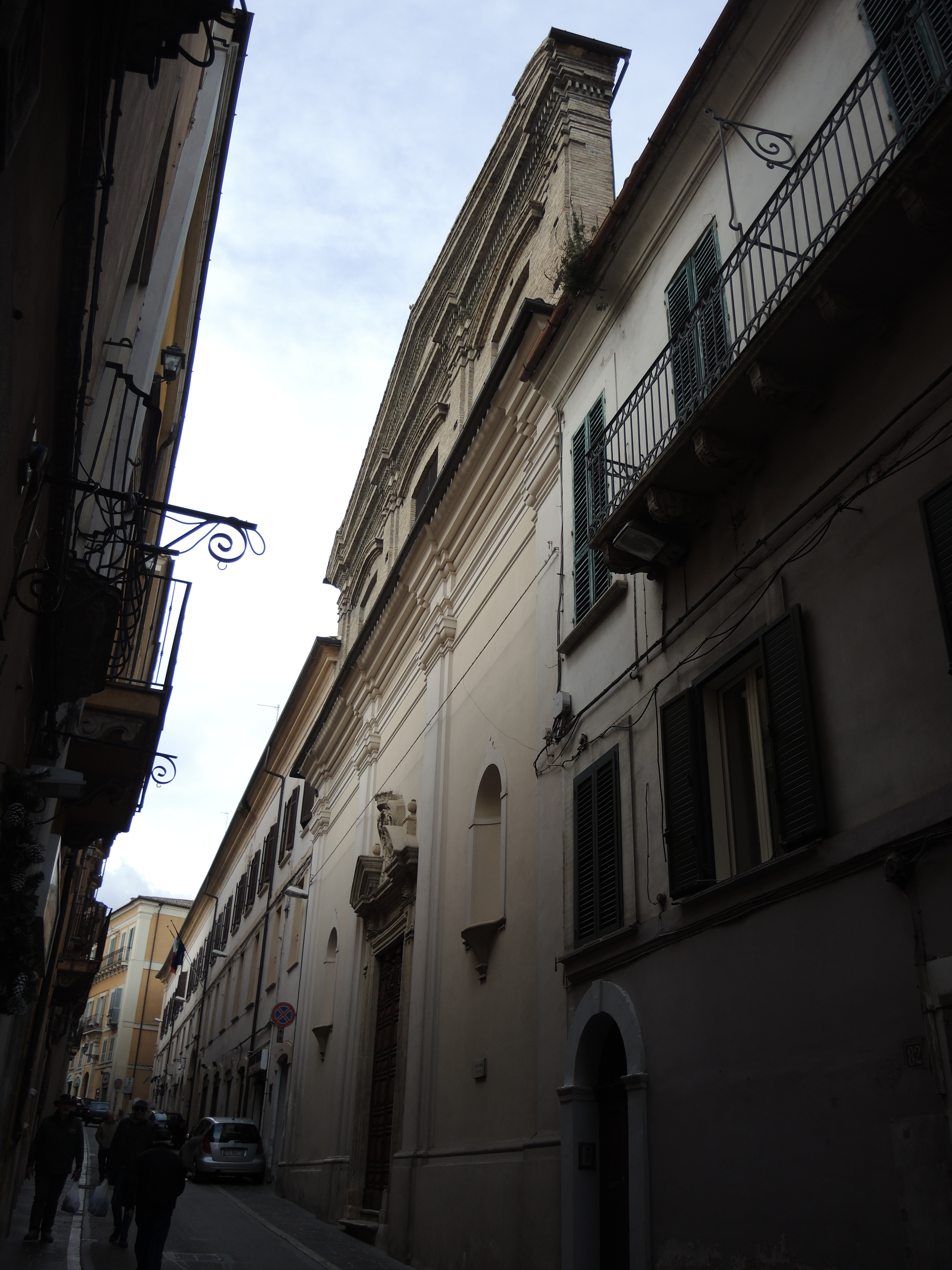
La chiesa di Santa Chiara

- Quartiere San Gaetano: piccolo quartiere situato ad ovest, comprendente Largo Barbella, via Marco Vezio Marcello, Largo San Gaetano. Il quartiere conserva ancora i tratti tardo-medievali, con piccole case addossate tra loro e palazzi signorili settecenteschi, che si racchiudono attorno alla chiesa di San Gaetano, anticamente di Santa Caterina d'Alessandria, l'unica di Chieti con pianta a croce greca.
- Quartiere di San Paolo: detto anche "pallonetto", è un castellum realizzato dai longobardi sull'antica area del foro romano, avente il suo fulcro in Piazza dei Tempietti, dove si trova il tempio maggiore di Castore e Polluce, trasformato in chiesa dei Santi Pietro e Paolo, e nel 1927 riconvertito all'antico uso pagano. Il quartiere comprende tutta l'area del piazzale, insieme a via San Paolo, via Priscilla, e via Silvio e Bertrando Spaventa. L'aspetto di questo quartiere è cambiato drasticamente nel corso degli anni '30, quando l'antico abitato medievale, a pianta ellittica, è stato stravolto da demolizioni e costruzioni varie di edifici monumentali, come il Palazzo delle Poste e la biblioteca De Meis. Ancor peggio negli anni '50 sono stati operati altri sventramenti, come la ricostruzione ex novo in stile discutibile del Palazzo Verlengia, sopra una struttura rinascimentale e l'ex INAIL. Di interesse, oltre al tempio maggiore, il Palazzo Fasoli, via San Nicola e il Palazzo delle Poste.
- Quartiere Fiera o Civitella: comprende l'area più a ovest, e più alta della città antica, dove si trova l'anfiteatro romano. Conserva ancora l'impianto a cardi e decumani romani, e gran parte del patrimonio storico. Il cardo principale è via Ravizza, il decumano via Smeraldo Zecca, poi via Porta Napoli. Nel Medioevo il quartiere era usato come necropoli, approvvigionamento idrico mediante cisterna, e l'anfiteatro era una cava per il prelievo di materiale edile. Le prime strutture che vi furono realizzate erano il complesso di Santa Maria della Civitella, o chiesa dei Celestini, Porta Napoli, mentre l'antico teatro romano veniva invaso dalle case medievali, demolite negli anni '20 per riportare la struttura allo stato originario. Nel corso degli anni anche l'anfiteatro è stato ripristinato con un percorso museale del Museo "La Civitella". Di interesse la chiesa di Santa Maria in Civitellis, la chiesa della Trinità, il Palazzo Lepri, il complesso Liceo scientifico "F. Masci", il Museo della Civitella e il teatro romano.
- Quartiere Terranova: detto così perché fondato dopo i Longobardi, e comprende gran parte di via Arniense, e la zona a nord del sobborgo di via Paradiso, sorto presso il complesso delle Clarisse di Santa Chiara. Le vie e le strade principali sono via Sette Dolori, via Paradiso, Piazza Malta, via Sant'Eligio, via Giuseppe Mezzanotte.
- Quartiere Porta Sant'Andrea (o Fiera Sant'Andrea): è un piccolo sobborgo sviluppatosi nell'800, con le grandi costruzioni attorno alla chiesa della Santissima Trinità, dove si trovava la porta medievale. Il feudo dei Nolli e dei Frigerj venne concesso per l'edificazione della villa comunale, insieme al Seminario San Paio X e al Real Istituto Tecnico Commerciale, e più avanti negli anni il vialone della villa si abbellì del Palazzo ex OND, oggi sede del Museo Universitario di Scienze Biomediche. Il nome del quartiere deriva dal monastero di Sant'Andrea, convertito nell'800 nell'ospedale militare della Caserma Bucciante.

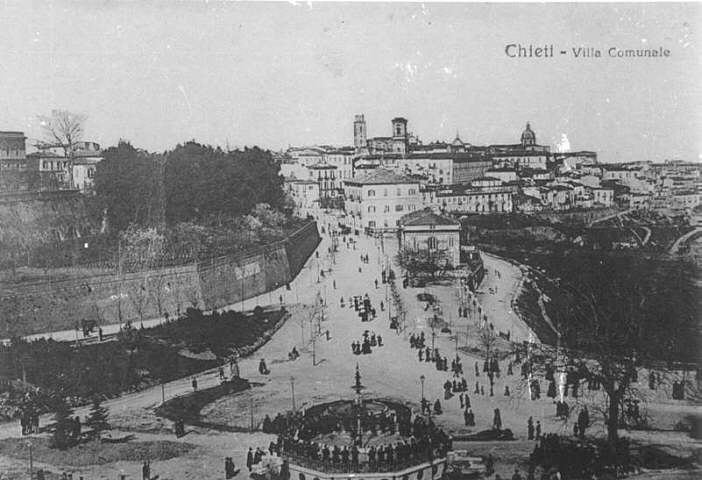
La villa comunale in una cartolina

- Quartiere Porta Monacisca (o San Giovanni): si trova nella parte sud-est, e fu fondato certamente dai Longobardi assieme alla chiesetta di Mater Domini, oggi non più esistente perché ricostruita ex novo nel 1954 a causa della guerra. Il quartiere comprende via Materdomini, via Principessa di Piemonte, via Porta Monacisca, Largo Cremonese, Piazza De Laurentiis, via Cesare De Lollis. Si tratta di uno dei quartieri meglio conservati e ricco di monumenti, come il vecchio teatro, oggi Palazzo Feneziani, l'asilo Principessa di Piemonte, l'ex convento dei Cappuccini (la sede nuova dell'antico monastero di Porta Sant'Anna di San Giovanni), Palazzo Massangioli e Palazzo De Sanctis-Ricciardone. Il quartiere aveva Porta San Giovanni, o Monacisca, come ingresso principale, di cui oggi rimane il basamento di destra, e anche due importanti chiese affacciate sull'attuale Largo Valignani, ex Largo del Pozzo: la chiesa dell'ordine dei Cavalieri di San Giovanni, ricostruita poi a Porta Sant'Anna, e la chiesa di Sant'Ignazio, riconvertita nel Teatro Marrucino. A su-est sfociava nel Piano Sant'Angelo, oggi Piazza Matteotti.
- Quartiere Porta Sant'Anna o Piano Sant'Angelo o Terranova: è di fondazione longobarda, come ricorda la moderna statua di San Michele su Piazza Matteotti, antico ingresso del piano di Sant'Angelo, con la relativa Porta San Michele, o Porta Sant'Anna. Quest'area conserva ancora l'antico impianto medievale, nonostante alcune moderne costruzioni che stonano con il contesto settecentesco, e le principali vie e piazze sono Piazza Matteotti, Largo Addolorata, Piazza Garibaldi, via Camillo de Attiliis, via Sant'Eligio, via San Michele, via Nicola da Guardiagrele, via San Giovanni. Dal XVII secolo inglobò il vecchio quartiere Terranova cioè la parte centrale di via Arniense col monastero di Santa Chiara e fino al lato nord di via Paradiso. I monumenti sono la chiesa di Sant'Antonio Abate, la chiesa di San Giovanni dei Cappuccini, la chiesa dei Sette Dolori, l'ex chiesa di Santa Maria Maddalena con l'antico orfanotrofio femminile "Figlie di Sant'Anna", e la Caserma Spinucci.

### Suddivisioni moderne
- Borgo Marfisi: piccolo villaggio sorto alla fine dell'800 presso Porta Sant'Andrea, esattamente dietro la piana della Civitella. A caratterizzarlo è il villino Giuliante, in stile neogotico.
- Rione Santa Maria Calvona: piccolo quartiere collegato alla città da via Carlo Spatocco, ma fino ai primi anni '50 isolato nella campagna. Sorge attorno alla chiesa di Santa Maria Calvona, d'importanza rilevante perché edificata sopra una necropoli italica, ma oggi oppressa sul retro dalla mole del Theate Center. Di interesse, oltre alla chiesa, un condominio edificato nei primi anni 20, testimone della sobria arte delle case popolari del primo Novecento.

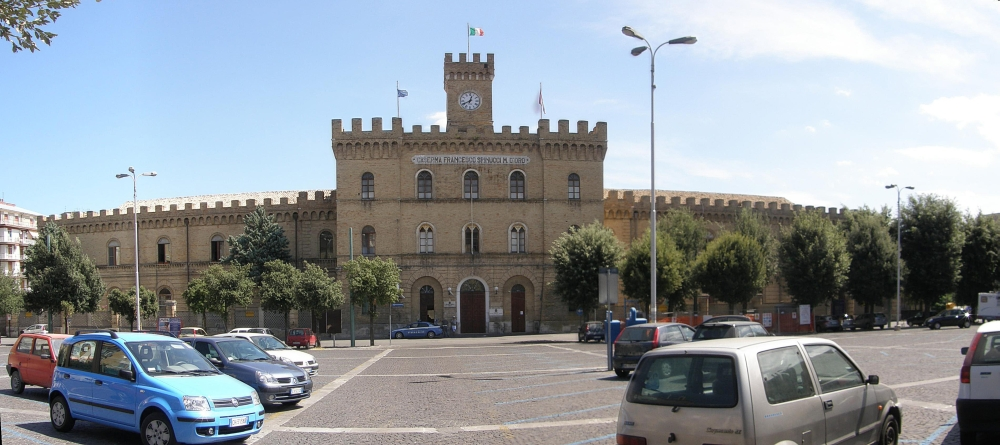
Piazza Garibaldi

- Chieti Tricalle: è il quartiere moderno più grande del Colle, ossia Chieti alta, sviluppatosi a nord, a ridosso del "colle Trivio", dove si trovava il tempietto di Diana, poi trasformato nella chiesetta di Santa Maria di Tricalle. Il quartiere è raggiungibile dalla discesa Tricalle, o da via Picena e oggi oltre a piccoli agglomerati residenziali che compongono un unico sobborgo, ospita la sede della Guardia di Finanza e il complesso sportivo del PalaTricalle. I monumenti di interesse sono la chiesa di Santa Maria del Tricalle (vecchia sede della parrocchia di San Francesco Caracciolo), la chiesa della Madonna delle Grazie, la Fontana dei Cannelli, e la parrocchia nuova di San Francesco Caracciolo.
- Quartiere Filippone: si è sviluppato a sud della villa comunale negli anni '70, delimitato da via della Liberazione, via Brigata Maiella, via San Camillo de Lellis, via Mucci. Di interesse la parrocchia di San Camillo, il monastero nuovo delle Clarisse.
- Quartiere Sacro Cuore: è il secondo quartiere maggiore del Colle, sviluppatosi con un preciso piano regolatore alla fine dell'800, e successivamente ampliatosi dagli anni '40 in poi del Novecento. Il piano originario prevedeva l'occupazione dell'antica Piana Gaetani d'Aragona fuori Porta Sant'Anna con la realizzazione della caserma "Vittorio Emanuele" e la relativa Piazza d'Armi (oggi Piazza Garibaldi) fuori dalla chiesa di Sant'Antonio. Nei pressi sorgeva anche il Convitto "Dante Alighieri", demolito negli anni '30 per la realizzazione del primo ospedale civile "Santissima Annunziata", ancora oggi esistente, testimone dell'architettura di regime; successivamente venne realizzata la parrocchia del Sacro Cuore di Gesù, ammodernando una preesistente chiesa ottocentesca, e creato il viale Alessandro Valignani, che arriva fino al cimitero civile, con la chiesetta di Sant'Anna. Lungo questo viale fu realizzata la Caserma Berardi, che ospitava il 123º Reggimento, fino al 2016. Il quartiere oggi ospita anche il liceo artistico e la sede dell'Istituto Tecnico "Luigi di Savoia".
- Quartiere Madonna degli Angeli: piccolo sobborgo situato lungo via Asinio Herio e viale Madonna degli Angeli nella zona nord-ovest del Colle. Fu colonizzato negli anni '30 con la costruzione della Caserma "Costanzo Ciano", e più avanti negli anni della nuova parrocchia della Vergine degli Angeli. Oggi è uno snodo importante per raggiungere dallo Scalo, mediante via Colonnetta, il Colle, e per accedere al terminal degli autobus.
- Quartiere Levante e/o Madonna Del Freddo: si trova alle porte della città, nella parte est. Prende il nome dalla Chiesa di Madonna Del Freddo. La sede del Quartiere Levante si trova in Via Giuseppe Verdi, ad oggi zona importantissima per i giovani e il commercio cittadino. Ospita lo storico Parco della Rimembranza, i veicoli militari usati nella seconda guerra mondiale e del periodo del fascismo Mussolini. Si può accedere da Piazzale Sant'Anna, Via Filippo Masci, Via Francesco Cilea, Via Primo Riccitelli, Via G. Verdi (sede centrale e legale), Via Ettore Ianni.

### Chieti Scalo

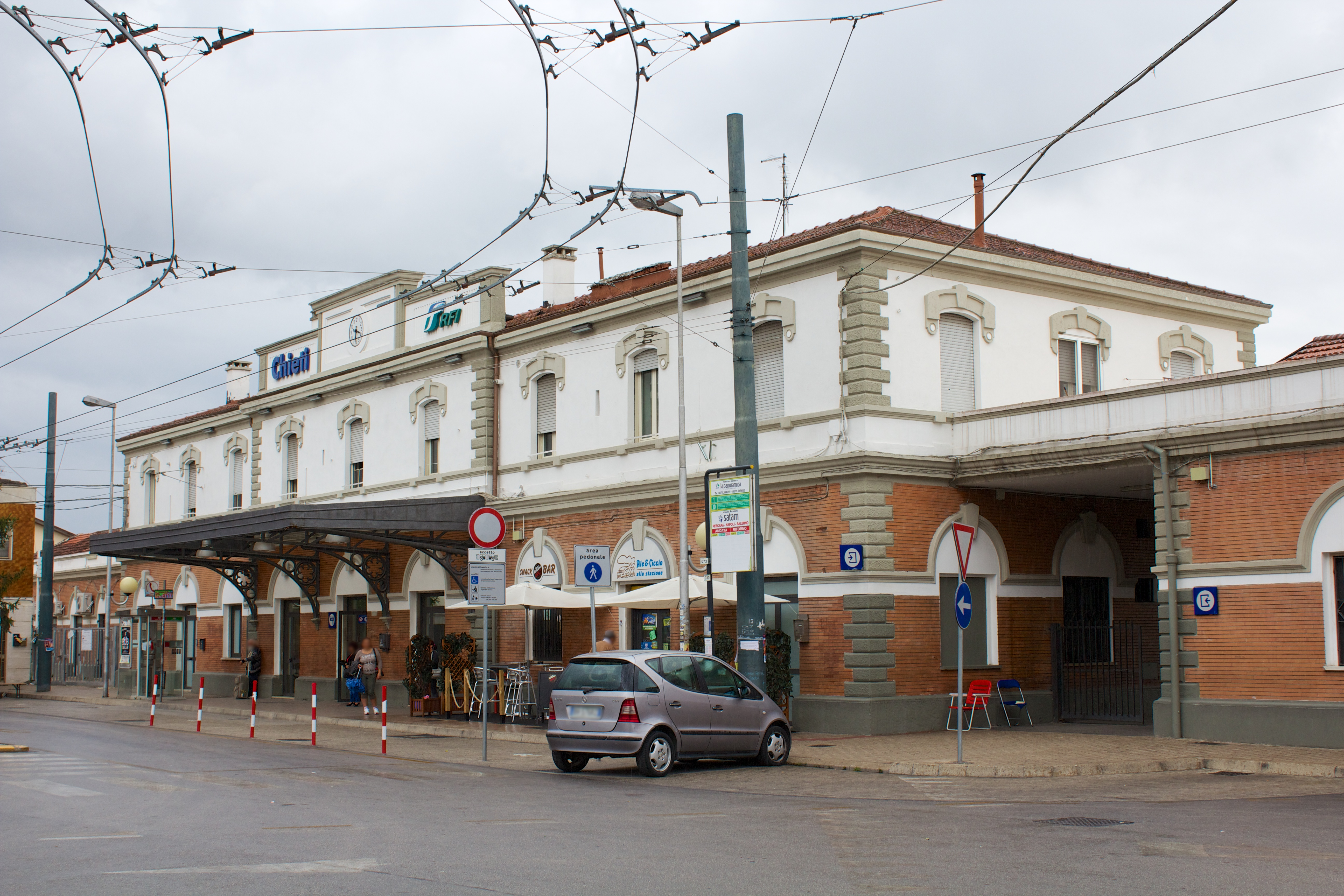
Stazione di Chieti

Il quartiere di Chieti Scalo è la frazione più grande del capoluogo teatino, ha cominciato a svilupparsi, verso la fine dell'Ottocento, con la costruzione della linea ferroviaria Pescara-Roma. La stazione venne costruita nel Piazzale Marconi, ancora oggi esistente, insieme alla piccola chiesa del Crocifisso, ricostruita in grandi dimensioni negli anni '50. La campagna circostante, successivamente bonificata, fu interessata da un enorme fenomeno espansivo dapprima negli anni '30, e poi dai 50 in avanti, contestualmente ad un impetuoso sviluppo dell'industria manifatturiera proseguito fino agli anni settanta del secolo scorso.
Negli anni '30, a titolo di esempio, venne posto in essere un imponente processo di edificazione civile a servizio dell'industria manifatturiera con l'edificazione, lungo via Pescara, del Villaggio "Celdit", per gli operai dell'omonima industria. Nel 1965 fu inaugurato, nella stessa zona, il primo edificio del nascente campus dell'Università degli Studi "Gabriele d'Annunzio".
Oggi Chieti Scalo è zona industriale ma riveste anche ulteriori ruoli, per l'economia comunale, la presenza dell'Università - con i relativi studenti dimoranti - del Policlinico, adiacente all'Università, in via dei Vestini, zona Madonna delle Piane, nonché di numerosi uffici amministrativi ed istituzionali alcuni dei quali trasferitisi dal centro storico, quale, per esempio, gli uffici provinciali di Poste Italiane. Negli anni '40 del novecento venne realizzato il campo di prigionia 21 per i prigionieri politici, oggi divenuto Caserma "Enrico Rebeggiani" e sede del Centro Nazionale Amministrativo dell'Arma dei Carabinieri. Dal 2005, presso il quartiere Santa Filomena è attivo il principale centro commerciale della Val Pescara, chiamato "Megalò". La conformazione orografica ha inoltre permesso la presenza di molti impianti sportivi principali quali lo stadio, le piscine comunali, il campo di baseball-softball, la tensostruttura per sports estivi ed il secondo, il terzo ed il quinto palasport cittadino per dimensione. Chieti Scalo, per la sua posizione geografica, è anche attraversata dai principali collegamenti regionali, come la strada statale 5 Via Tiburtina Valeria, la strada statale 81 Piceno Aprutina, la strada statale 656 Val Pescara-Chieti e il raccordo autostradale 12 Asse attrezzato.

## Economia
L'espansione moderna della città è iniziata con l'apertura (1873) della ferrovia Pescara-Sulmona-Roma: la stazione si trova nella parte bassa (Chieti Scalo); intorno a essa sono sorti nuovi quartieri industriali, commerciali e, per conseguenza, residenziali a carattere intensivo, lungo la direttrice viaria formata, oltre che dalla vecchia statale, dall'asse attrezzato civile-industriale di collegamento con Pescara, a sua volta parallelo all'autostrada proveniente da Roma.
Il comune ha dichiarato il dissesto finanziario una prima volta nel 1993, subito dopo l'arresto dell'allora sindaco e di molti assessori, e successivamente nel giugno 2023: il disavanzo dell'ente, al momento dell'insediamento della giunta Ferrara stimato in 78 milioni di euro, venne ridotto a 62 milioni nel corso di tre anni, tuttavia in seguito alla bocciatura da parte della Corte dei Conti del piano di riequilibrio pluriennale del comune il consiglio comunale dichiarò lo stato di dissesto il 23 giugno 2023.

### Industria
Hanno sede principale a Chieti alcune grandi realtà produttive sviluppatesi in Abruzzo, soprattutto nei settori metalmeccanico, alimentare, tessile e delle costruzioni.
Le aziende principali residenti in città sono:
- Walter Tosto Serbatoi, nata negli anni 60, oggi leader nella costruzione di serbatoi industriali[80].
- General Sider[81], industria che da 50 anni produce tubi in acciaio[82].
- Dayco, azienda statunitense leader mondiale nei sistemi di trasmissione potenza.
- Caffè Mokambo, fondata nel 1972, dai fratelli Camillo e Vincenzo Di Nisio[83].
- Sixty, una società di moda internazionale, leader nella qualità e sperimentazione. Fondata nel 1989 da Wicky Hassan, direttore creativo, e dal cofondatore Renato Rossi, hanno dato vita ad una società internazionale con un portafoglio di diversi marchi. Le linee innovative Sixty sono distribuiti in tutto il mondo[84].
- Rodrigo, il marchio leader nell'abbigliamento uomo è sul mercato dal 9 giugno 1961[85].
- De Cesare Costruzioni, azienda con 150 anni di attività, la più antica Impresa di costruzioni d'Abruzzo[86].
- Gruppo Toto attivo, oltreché nelle costruzioni e grandi infrastrutture pubbliche, anche nelle concessioni autostradali (A24, A25), nell'aviazione (Air One), nei trasporti ferroviari (Railone)[87], nell'ingegneria, nella costruzione e gestione di impianti FER (Fonti Energetiche Rinnovabili)[88].
- Leonardo (già Selex-ES - gruppo Finmeccanica), che si occupa di avionica e molteplici branche di elettronica, telematica e identificazione ad uso militare e professionale. Presso il presidio Leonardo di Chieti Scalo è attivo un supercomputer da 400 TFlops (trentesimo per potenza e secondo per efficienza energetica al mondo) dedicato a centrale di controllo per la prevenzione e repressione del crimine informatico. Si tratta del più potente ed importante centro del genere al mondo dopo quelli statunitensi.

### Terziario e servizi
Nel 2015 in città risiedeva il 33,7% delle aziende della provincia.

### Finanza
La Cassa di Risparmio della Provincia di Chieti S.p.A., o brevemente CariChieti fondata nel 1862, dal 22 novembre 2015 in liquidazione coatta amministrativa, è stato il principale ente creditizio della città, dove aveva la sede legale, e della provincia. Dal giorno successivo è stata rifondata, come Good Bank, con la nuova denominazione di Nuova Cassa di Risparmio di Chieti S.p.A. o in breve Nuova CariChieti, con la "parte buona" della vecchia banca, che ha la sede sociale a Roma e la Direzione Generale in città.
Nel 1990, su iniziativa di Cna e Confesercenti, nasce la "Banca Serfina" la prima banca privata in Abruzzo sorta dopo 140 anni. Il 30 settembre 2013 Banca Serfina S.p.A. è stata acquisita da Banca popolare dell'Emilia-Romagna soc. coop. (BPER).
Dal 1952 è presente il Centro direzionale sud Italia dell'Alleanza Assicurazioni.

### Artigianato
Tra le attività economiche più tradizionali, diffuse e attive vi sono quelle artigianali, come la lavorazione della ceramica e del ferro battuto.

## Infrastrutture e trasporti

### Strade
La città è servita da due assi autostradali:
- Autostrada A25, tramite lo svincolo Chieti-Pescara
- Autostrada A14, tramite lo svincolo Pescara ovest-Chieti

Inoltre, sono presenti numerosi collegamenti con le zone circostanti. In particolare:
- Raccordo autostradale 12, che ha origine nella frazione di Brecciarola e, attraversando la Val Pescara, collega Chieti al centro di Pescara
- Strada statale 5 Via Tiburtina Valeria, storico collegamento tra le città di Roma e Pescara
- Strada statale 81 Piceno Aprutina, asse che collega Chieti con Teramo e le zone pedamontane abruzzesi
- Strada statale 656 Val Pescara-Chieti, collegamento veloce tra la parte alta della città e gli svincoli delle autostrade.

### Ferrovie
La stazione di Chieti si trova a Chieti Scalo: è una struttura di medie dimensioni, posta lungo la ferrovia Roma Sulmona Pescara; un altro impianto, di piccole dimensioni, denominato Madonna delle Piane, è situato nei pressi dell'ospedale Santissima Annunziata e dell'Università D'Annunzio.

### Aeroporti
L'aeroporto di Pescara sorge a circa 10 km dal centro città, nel tratto pescarese della via Tiburtina.

### Mobilità urbana
Le linee urbane di trasporto pubblico sono gestite dalla società La Panoramica, che gestisce anche la linea filoviaria cittadina, il cui esercizio è stato ripristinato dal 26 settembre 2009 e riattivato nel 2013 dopo una lunga sospensione (dal 1992).

## Amministrazione

### Gemellaggi
- Trento, dal 2011 (patto di amicizia)[94]
- Minami-Shimabara, dal 2016 (patto di amicizia) [95][96]

## Sport

### Calcio
Nel comune hanno sede quattro società di calcio a 11: il Chieti F.C. 1922 che nella stagione 2023-24 milita in Serie D, il Città di Chieti che milita in Seconda Categoria,il River Chieti '65 che da qualche anno è attiva solo nei campionati giovanili e l'A.S.D. Calcio Femminile Chieti, fondata nel 2010, militante nel campionato femminile di Serie C.

### Pallacanestro
La principale squadra teatina di pallacanestro maschile è stata la Pallacanestro Chieti, che ha militato nella Divisione Nazionale A, terza serie nazionale nonché massima categoria dilettantistica, nel campionato 2012/2013. A seguito della riforma dei campionati nazionali di pallacanestro ha disputato, avendone acquisito il titolo in classifica, il campionato di DNA Silver per il 2013/2014, raggiungendo i play-off per la promozione. Ammessa a disputare il campionato di A2 Silver per la stagione sportiva 2014-2015, al termine si classifica al settimo posto, ottenendo il titolo per disputare la serie A2 unificata (non più divisa con criterio meritocratico) per la stagione sportiva 2015/2016, titolo reiterato per la stagione 2016/2017. Retrocessa in serie B ai play out, nella stagione 2017/2018 non si iscrive al campionato estinguendo il titolo sportivo. Restano nel campionato maschile nella stagione 2018/2019 le società "Teate Basket" (nota per motivi di sponsorizzazione come "Europa ovini Chieti") in serie B e la "Magic Basket Chieti", militante nel campionato di serie C. A cavallo tra gli anni settanta e gli anni ottanta la Pallacanestro Chieti (allora denominata Chieti Basket) ha militato per quattro stagioni, non consecutive, in serie A2.

La squadra di pallacanestro femminile del CUS Chieti concluse con la promozione in serie A1 il campionato 2011/2012 di serie A2. Nel campionato 2012/2013 ha acquisito la permanenza nella massima serie disputando anche il primo turno dei playoff per lo scudetto. È stata esclusa dal campionato nel 2014 per ragioni amministrative. Aveva già disputato, in passato, fino al 2005, otto campionati di serie A1.

Esistono anche altre società: la "Minerva Basket Chieti" e la "G.S. Audax Chieti".

Dal 24 settembre al 7 ottobre 2007 la città di Chieti ha ospitato il FIBA EuroBasket Women 2007, organizzato dalla FIBA Europe. A contorno di tale manifestazione Ortona, Lanciano e Vasto hanno ospitato partite preliminari del torneo.

### Baseball
Dal 23 settembre al 25 settembre 2009 la città di Chieti ha ospitato tre partite della terza fase del Campionato mondiale di baseball 2009: Canada - Venezuela; Cina Taipei - Portorico; Australia - Portorico.

### Pallavolo
La pallavolo maschile è rappresentata dalla Pallavolo Chieti, che negli anni ottanta ha militato diverse stagioni tra serie A1 e serie A2, mentre la squadra femminile Pallavolo Teatina milita nel campionato di serie B2.

### Pallamano
La maggiore società cittadina, la Pallamano CUS Chieti, venne fondata nel 1975. Dopo diversi anni nella massima serie della disciplina, per il cumularsi di ingenti debiti, è stata dichiarata fallita il 19 luglio 2019.
La USD PALLAMANO CHIETI è stata affiliata al CUS Chieti negli anni 90 ma ha sempre mantenuto una propria autonomia economica e fiscale e pertanto non è entrata nel fallimento CUS continuando la propria attività ininterrottamente dalla propria fondazione.
Il Pala Santa Filomena è diventato il centro federale della FIGH, con il nome "La Casa della Pallamano".

### Ginnastica Ritmica
Nella ginnastica ritmica la squadra teatina dell'"Armonia d'Abruzzo" ASD ha vinto gli scudetti negli anni 2008, 2009, 2010, 2011, 2012 e 2013 ed è campione d'Italia in carica, ininterrottamente, da sei anni. Fornisce molte atlete e tecnici alla quotatissima nazionale italiana, campione del mondo, viceolimpionica a Pechino e bronzo a Londra.
Fabrizia D'Ottavio, una sua allieva ora passata al professionismo, ha vinto la medaglia d'argento a squadre alle Olimpiadi di Pechino, mentre Federica Febbo, altra allieva diciassettenne della società teatina è campionessa d'Italia 2011. Da molti anni le allenatrici agonistiche artefici di tali successi sono Anna Maziotti e Germana Germani.

### Softball
Il softball è rappresentato dall'"Atoms' softball club", da anni ai vertici del campionato di serie B ed ora ripescato nella serie A2, che disputerà nel 2013. Da alcuni anni la Atoms' è entrata nell'orbita della polisportiva CUS Chieti. Non disponendo di campo per softball, ha sempre giocato adattandosi allo stadio del baseball. Ora però nel campionato di serie A2 è obbligatorio l'apposito campo di gioco in terra battuta.

### Calcio a 5
Il calcio a 5 maschile è presente a Chieti per merito del CUS Chieti Calcio a 5. La squadra, per decisione societaria, è iscritta nel campionato di serie C2 dopo aver disputato, in passato, diversi campionati di serie A e, fino al 2012/2013, il campionato di serie A2.

La squadra femminile di calcio a 5, l'AZ Gold Women Calcio a 5, disputa il massimo campionato nazionale. Ha vinto lo scudetto battendo in finale la squadra pugliese del Real Statte ed è campione d'Italia' 2013.
La squadra di calcio a 5 per sordomuti di Chieti, l'ASD Teate 88 ENS Chieti, milita nel massimo campionato della disciplina ed è stata campione d'Italia per due volte, nelle stagioni 2008/2009 e 2009/2010. Ha vinto inoltre la Supercoppa Italiana nel 2009/2010. Nel marzo 2011, l'ASD Teate 88 ENS Chieti ha conquistato la Coppa Italia battendo in finale il Palermo a Reggio Emilia per 6-5.
Pallanuoto
Esa Life Chieti, nel campionato 2024-2025 ha militato in serie C.

### Scacchi
Nel panorama sportivo teatino hanno un posto di primo piano anche gli scacchi, la cui federazione fa parte da alcuni anni del CONI: l'ASD Circolo Scacchi "R. Fischer Chieti" milita nel massimo campionato italiano di scacchi a squadre sia maschile sia femminile e si è laureata campione d'Italia a squadre maschile 2008 (e vicecampione 2014) e femminile 2010, 2011, 2012, 2013, 2014 (nel massimo campionato femminile Chieti è stata presente anche con la squadra Under 16, quarta classificata nel 2013); due campionesse tesserate, le sorelle Tea e Laura Gueci, si sono laureate campionesse d'Italia 2012 rispettivamente nella categoria individuale "Assoluta" e "Under 20".

### Ciclismo
Nella storia centenaria del Giro d'Italia, Chieti è stata protagonista sin dalla prima edizione del 1909. Infatti il 16 maggio 1909 il Giro arrivò a Chieti dopo essere partito da Bologna. L'arrivo in via Asinio Herio dopo aver affrontato la via Colonnetta fu il primo traguardo finale in salita della storia del Giro d'Italia. La tappa di 378 km fu vinta dal piemontese Giovanni Cuniolo e Luigi Ganna, giunto secondo, conquistò la virtuale "maglia rosa" (l'indumento del leader della corsa fu istituito anni dopo) che portò ininterrottamente al traguardo finale, per cui la Bologna-Chieti fu anche la prima tappa decisiva della storia del Giro d'Italia. Due giorni dopo il Giro ripartì da Chieti alla direzione di Napoli per una tappa di 242 km. Il Giro tornò a Chieti di nuovo il 29 maggio 1920. La città fu sede di arrivo della tappa Roma-Chieti e di partenza per la tappa Chieti-Macerata (31 maggio). Nel periodo fascista fu città di arrivo e partenza di tappa per altre due volte nel 1923 e nel 1933, mentre nel dopoguerra fu sede di tappa in 11 edizioni del Giro d'Italia (1946, 1962, 1967, 1968, 1972, 1974, 1979, 1984, 2002, 2006 e 2009).
- 1909 2ª tappa Bologna-Chieti, vinta da Giovanni Cuniolo;
- 1920 4ª tappa Roma-Chieti, vinta da Jean Alavoine;
- 1921 4ª tappa Perugia-Chieti, vinta da Costante Girardengo;
- 1923 6ª tappa Napoli-Chieti, vinta da Costante Girardengo;
- 1933 9ª tappa Foggia-Chieti, vinta da Alfredo Binda;
- 1946 6ª tappa Ancona-Chieti, vinta da Vito Ortelli;
- 1962 9ª tappa Foggia-Chieti, vinta da Rik Van Looy;
- 1974 7ª tappa Foggia-Chieti, vinta da Ugo Colombo;
- 1979 6ª tappa Vieste-Chieti, vinta da Bruno Wolfer;
- 2002 12ª tappa Campobasso-Chieti, vinta da Denis Lunghi

Tappe della Tirreno-Adriatico a Chieti
Tra il 2010 e il 2013 Chieti, per quattro volte,  è stata traguardo di arrivo di una tappa della corsa Tirreno Adriatico. Si imposero Michele Scarponi (2010, 2011), Peter Sagan (2012), Joaquim Rodriguez (2013).
Il CUS (Centro Universitario Sportivo) di Chieti gestisce molteplici realtà sportive teatine:
- la squadra di basket femminile Caffè Mokambo Chieti, che milita nel campionato di A1 e che in passato ha disputato otto campionati consecutivi nella massima serie;
- la squadra di pallamano Caffè Mokambo Cus Chieti militante in serie A;
- la squadra di calcio a 5 CUS Chieti Calcio a 5, attiva nel solo settore giovanile e scolastico, ma con trascorsi nelle massima categoria nazionale;
- la squadra di pallavolo femminile, quella di softball, quella di calcio a 5 femminile, quella di atletica, quella di tennis e quella di ciclismo.

### Impianti sportivi

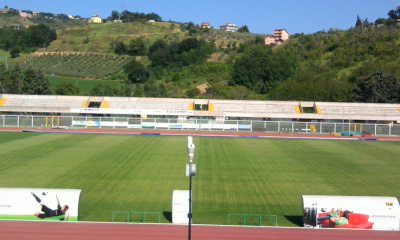
Stadio Guido Angelini

La città di Chieti dispone di numerosi impianti sportivi. Oltre agli impianti scolastici e quelli ludico-sportivi in centri o circoli privati o in appalto, molti non menzionati per brevità, i principali sono:
- Stadio Guido Angelini[101], erba naturale, ha una capienza di 12.750 posti a sedere, illuminazione notturna e zona stampa-radio-tv. Più volte ha ospitato la Nazionale italiana di calcio Under 21;
- PalaTricalle Alessandro Leombroni, parquet, 2.400 posti a sedere e zona stampa-radio-tv[102];
- Palazzetto dello sport "Santa Filomena", parquet, assetto variabile da 900 a 1.500 posti a sedere e zona stampa-radio-tv: dal 2020 è il Centro Tecnico federale della Federazione Italiana Giuoco Handball[103] che usa l'impianto per i raduni e le gare casalinghe delle nazionali, sotto il nome di Casa della pallamano;
- Palazzetto dello sport "Cus", parquet, 500 posti a sedere;
- Palazzetto dello sport "Colle dell'Ara", parquet solo basketball, 1000 posti a sedere zona stampa-radio-tv;
- Palazzetto dello sport "PalaDayco" a Piana Vincolato, parquet, 600 posti a sedere;
- Palabeach Planet beach "PalaFox", zona Santa Filomena, tensostruttura riscaldata, 2200 m² coperti, sabbia marina riscaldabile, beach volley, beach tennis, foot volley;
- PalaTeate, assetti variabili campi di gioco e pubblico, dedicato alla pallavolo;
- Circolo Ippico Abruzzese, campo di salto a ostacoli;
- Circolo Golf d'Abruzzo (Brecciarola) campo a 18 buche;
- Campo da Rugby (Brecciarola);
- Stadio di Baseball "Santa Filomena" 1000 posti a sedere, erba naturale, illuminazione notturna, omologazione internazionale, allestimento approvato standard MLB, zona stampa-radio-tv;
- Campo da calcio comunale "Celdit" (in erba sintetica);
- Campo da calcio comunale "Sant'Anna" (in erba sintetica);
- Campo da calcio comunale "CIAPI" (in terra), da ristrutturare;
- Campo da calcio comunale "Brecciarola" (in erba);
- Circoli bocciofili a Piana Vincolato e a Colle dell'Ara;
- Circolo Tennis a Piana Vincolato;
- Campi tennis presso il campus universitario (c/o Impianti sportivi CUS)
- Stadio del Nuoto, vasca olimpica all'aperto con spalti (omologata), torre tuffi con vasca dedicata (omologata), vasca ludica bambini, illuminazione notturna, vasca 25 metri al coperto (omologata), palestra[104];
- Atletica leggera - pista "Pietro Mennea" a sei corsie e pedane per concorsi c/o Stadio comunale "Guido Angelini", totalmente rifatta anno 2014;
- Percorso "vita" dotato di attrezzi per l'esercizio fisico presso il campus universitario, percorso di 1700 metri, 19 stazioni con strutture ginniche, continuo saliscendi, si snoda tra il parco e l'orto botanico del campus di Madonna delle Piane;
- Parete artificiale esterna arrampicata sportiva. Impianto di simulazione per alpinismo e scalate presso il campus universitario.
- Poligono di Tiro a Segno Nazionale. Impianto per carabine, pistole, tutte le specialità olimpiche e professionali.
- Poligono Outdoor di Tiro con l'arco. Impianto omologato per allenamento, fruibile anche da diversamente abili.